# ベニート・ムッソリーニ
ベニート・アミルカレ・アンドレーア・ムッソリーニ（イタリア語: Benito Amilcare Andrea Mussolini、1883年7月29日 - 1945年4月28日）は、イタリアの政治家、独裁者。イタリア社会党で活躍した後に新たな政治思想ファシズムを独自に構築し、国家ファシスト党による一党独裁制を確立した。
王政後期のイタリア政界でイタリア社会党（PSI）の政治家として活躍、第一次世界大戦従軍後に同じ退役兵を集めてイタリア戦闘者ファッシおよび国家ファシスト党（PNF）を結党し、そのドゥーチェ（統領）となる。イタリアの政治学者ジョヴァンニ・アメンドラの全体主義、フランスの哲学者ジョルジュ・ソレルの革命的サンディカリスムなど複数の政治思想を習合させ、新たな政治理論としてファシズム（結束主義）を構築した。国家ファシスト党によるローマ進軍によって首相に任命され、1925年の議会演説で実質的に独裁体制を宣言し、同年に従来の首相職より権限の強い「首席宰相及び国務大臣」（イタリア語: Capo del governo primo ministro segretario di Stato）を新設し、同時に複数の大臣職を恒久的に兼務することで独裁体制を確立した。
1936年にエチオピア帝国の併合を宣言するとローマの群衆は「イタリア万歳」「ムッソリーニ万歳」の声で称えた。征服によりヴィットーリオ・エマヌエーレ3世国王（サヴォイア家）が帝位を兼ねると（イタリア植民地帝国）、「帝国の建国者（イタリア語: Fondatore dell'Impero、フォンダトーレ・デッリンペーロ）」という名誉称号をサヴォイア家から与えられた。サヴォイア家の指導下にあった軍の掌握にも努め、大元帥（帝国元帥首席）に国王・皇帝ヴィットーリオ・エマヌエーレ3世と共同就任して統帥権を獲得した。十数年にわたる長期政権を維持していたが、明暗を分けたのは第二次世界大戦に対する情勢判断であった。当初、第一次世界大戦のような塹壕戦による泥沼化を予想していたことに加え、世界恐慌による軍備の脆弱化から局外中立を維持していた。だが一か月間という短期間でフランスが降伏に追い込まれる様子から、準備不足の中で世界大戦への参加を決断した。
1943年、連合国軍の本土上陸に伴う危機感からファシスト党内でクーデターが発生して失脚し、一時幽閉の身となったが、後にナチス・ドイツのアドルフ・ヒトラーの命令によって救出された。胃癌により健康状態が悪化していたために一旦は政界から引退したが、ロベルト・ファリナッチと対立したヒトラーの要請によって表舞台に復帰した。以後、ドイツの衛星国として建国されたイタリア社会共和国（RSI）および共和ファシスト党（PFR）の指導者を務めるが、枢軸軍の完全な敗戦に伴い再び失脚する。1945年、連合国軍に援助されたパルチザンに拘束され、法的裏付けを持たない略式裁判ののちメッツェグラ市で妻のペタッチと共に銃殺された。生存説を退けるために遺体はミラノ市のロレート広場に吊されたのち、無記名の墓に埋葬された。
終戦後にネオファシストや保守派による正式な埋葬を求める動きが起き、カトリック教会によって故郷のプレダッピオに改葬された。現代イタリアにおいても影響力を持ち、共和ファシスト党（PFR）を事実上の前身とするネオファシスト政党「イタリア社会運動」（MSI）、MSIが合流した国民同盟（AN）、自由の人民（PdL）、イタリアの同胞（FdI）などが国政で議席を獲得している。

## 生涯

### 少年時代

#### 出自

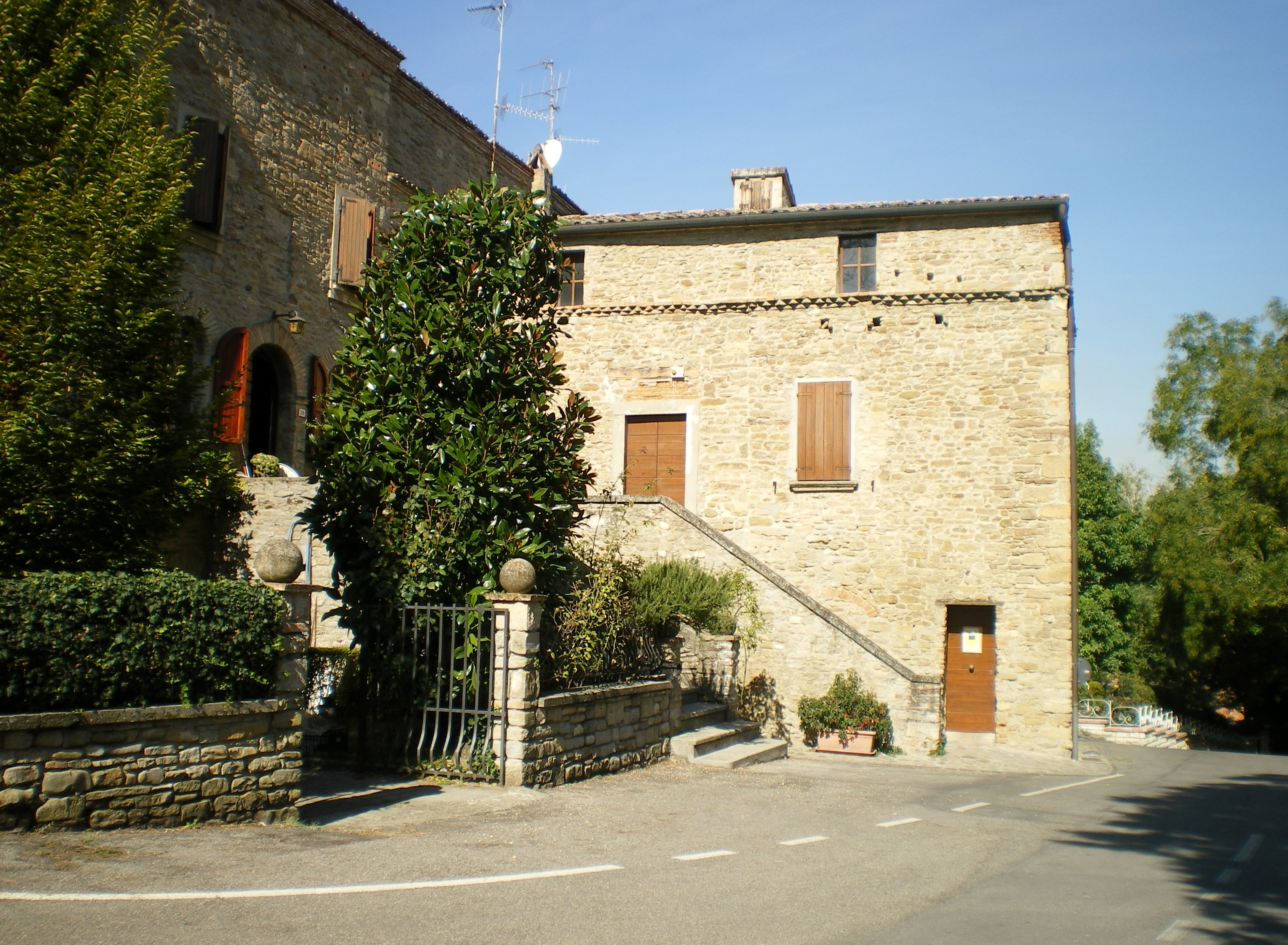
プレダッピオ市に位置するムッソリーニの生家

1883年7月29日、ベニート・アミルカレ・アンドレーア・ムッソリーニ（Benito Amilcare Andrea Mussolini）はサヴォイア朝イタリア王国エミリア＝ロマーニャ州フォルリ＝チェゼーナ県の県都フォルリ近郊にあるプレダッピオ市ドヴィア地区に、鍛冶師アレッサンドロ・ムッソリーニと教師ローザ・ムッソリーニの長男として生まれた。メキシコ合衆国の初代大統領で独立の英雄のベニート・フアレスにちなんでベニート、親しい間柄にして尊敬する国際主義的な革命家であったアミルカレ・チプリアニにちなんでアミルカレ、イタリア社会党の創設者の一人であるアンドレア・コスタにちなみアンドレーアとそれぞれ父の尊敬する人物の名前をもらっている。三人兄妹の長兄として二人の弟妹がおり、次弟はアルナルド、長妹はエドヴィージェという名であった。
ムッソリーニという家名はプレダッピオでよく見られるもので、現在でも同地にはムッソリーニ姓を持つ人々が複数居住している。家系については少なくとも17世紀頃にはロマーニャに農地を持つ自作農として教区資料に記録されている。父方の祖父ルイジ・ムッソリーニも小さな土地を開墾する農民であったが、若い時は教皇領の衛兵でもあった。ほかにムッソリーニ家はボローニャで織物（モスリン）を扱う商家であったとする記録も残っている。それ以前の祖先の出自については著名人の常として多様な説が提唱されているが、一番信憑性があるのは13世紀頃からボローニャからロマーニャへ落ち延びた貴族の末裔という説である。後にムッソリーニが独裁者として君臨した際には、権威づけのために多くの学者や側近がムッソリーニの出自を裏付ける努力をしたが、当人はそうした権威の類には興味を持たなかったようである。ムッソリーニは自身が農民や商人の子孫であり、鍛冶屋の子であることを誇りにしていた。
父アレッサンドロは熱心な社会主義者で第二インターナショナルのメンバーであり、社会主義と無政府主義と共和主義が入り混じった独特な思想を持っていた。祖父ルイジが農地を失ったために鍛冶屋へ奉公に出され、やがて一人前の鍛冶師となって生計を立てた。貧しい生まれながら独学で読み書きなど教養を身に着け、1889年にプレダッピオ市議会の議員に選出されて以来、一度の落選を挟んで1907年まで市会議員や助役を務めている。幼い時から父の助手として鍛冶仕事を手伝う生活を送ったこともあって、ムッソリーニは父から強い影響を受けて社会主義と、第一インターナショナルにも参加していたジュゼッペ・ガリバルディやジュゼッペ・マッツィーニら愛国主義的な共和主義に傾倒し、後年にもムッソリーニは王政打倒とイタリア統一の両立を目指したガリバルディたちを賞賛する発言を残している。父から受け継いだ「政治の目標は社会正義の実現である」という政治的信念は生涯変わらなかった。
母ローザはプレダッピオに小学校が建設された時に同地へ赴任した教師で、教育環境の向上を訴えて小学校建設にも協力していたアレッサンドロと知り合い、やがて結婚した。アレッサンドロは無神論者であったのに対して、ローザは敬虔なカトリック派のキリスト教徒であったので、教会と対立していた当時のイタリア王国の習慣に基づいて民事婚と教会の結婚式を二度行っている。母ローザから強制されたカトリックへの帰依はムッソリーニにとって苦痛であり、母と同じく教会に通っていた弟アルナルドに対して、むしろ父と同じ無神論を選択していた。

#### 教会との対立
少年期のムッソリーニは喧嘩っ早い性格で、腕っ節の強さで村の少年たちのリーダーになっていた。しかし性格自体は寡黙で、後年もそうであったように周囲に心を開かず、仲間と群れることを嫌って一人で行動することも多かった。勉学の面では教養深い両親の間に生まれ、田舎町の生まれでありながら正確な標準イタリア語を話すことができた。長男が教会を嫌うことは敬虔な母ローザの悩みの種であったが、プレダッピオに建設された義務教育部分のみを担当する二年制学校で勉学を終わらせるのは惜しかったこともあり、ファエンツァにあるサレジオ修道会系のイスティトゥート・サレジアーノ寄宿学校で勉学を継続した。寄宿学校ではラテン語や神学などを学んだが、この時期はムッソリーニにとって最悪の時期であった。
イスティトゥート・サレジアーノ寄宿学校では学費の大小によって生徒の待遇が異なり、庶民（下層民）・平民・貴族によってクラスが分けられ、寝食など全てで差別されていた。ムッソリーニは「社会の不公平さ」を実感し、また偽りの平等を説く教会を憎んだという。教師の側もムッソリーニを警戒し、風紀委員を通じて監視下に置いていた。こうした状況から学業成績こそ「鋭敏な知性や記憶力に恵まれている」「どの科目も一読するだけで暗記している」「試験成績では他の生徒を圧倒している」と高く評価されていながら、学校から脱走し、教師にインク瓶を投げつけ、上級生をナイフで刺し、堅信礼やミサを妨害する問題児になっていった。手に負いかねた修道会は五年生の時に退校処分とし、ムッソリーニはフォルリンポーポリにあった宗教色のないジョズエ・カルドゥッチ寄宿学校に転校した。後に父アレッサンドロは修道会に学費を払うことを拒否して裁判になっている。
転校した寄宿学校はノーベル文学賞を受賞したイタリアを代表する詩人ジョズエ・カルドゥッチの名を冠した無宗教式の寄宿学校で、彼の実弟であるヴァルフレード・カルドゥッチが校長を務めていた。カルドゥッチ兄弟はムッソリーニ親子と同じく共和主義と愛国主義の両立を政治的信念としていて、またイタリア統一の障害となった教会を嫌う世俗主義者でもあった。ムッソリーニは父との会話で自身の居場所を見つけたと報告し、以前とは一転して優秀な成績を収めて卒業した。卒業後は周囲の勧めから、下層階級にとって最も身近な栄達の手段であった教員免状を取得すべく、同じカルドゥッチ一族が運営するフォルリンポーポリ師範学校の予備課程に入校した。

#### 師範学校への入学

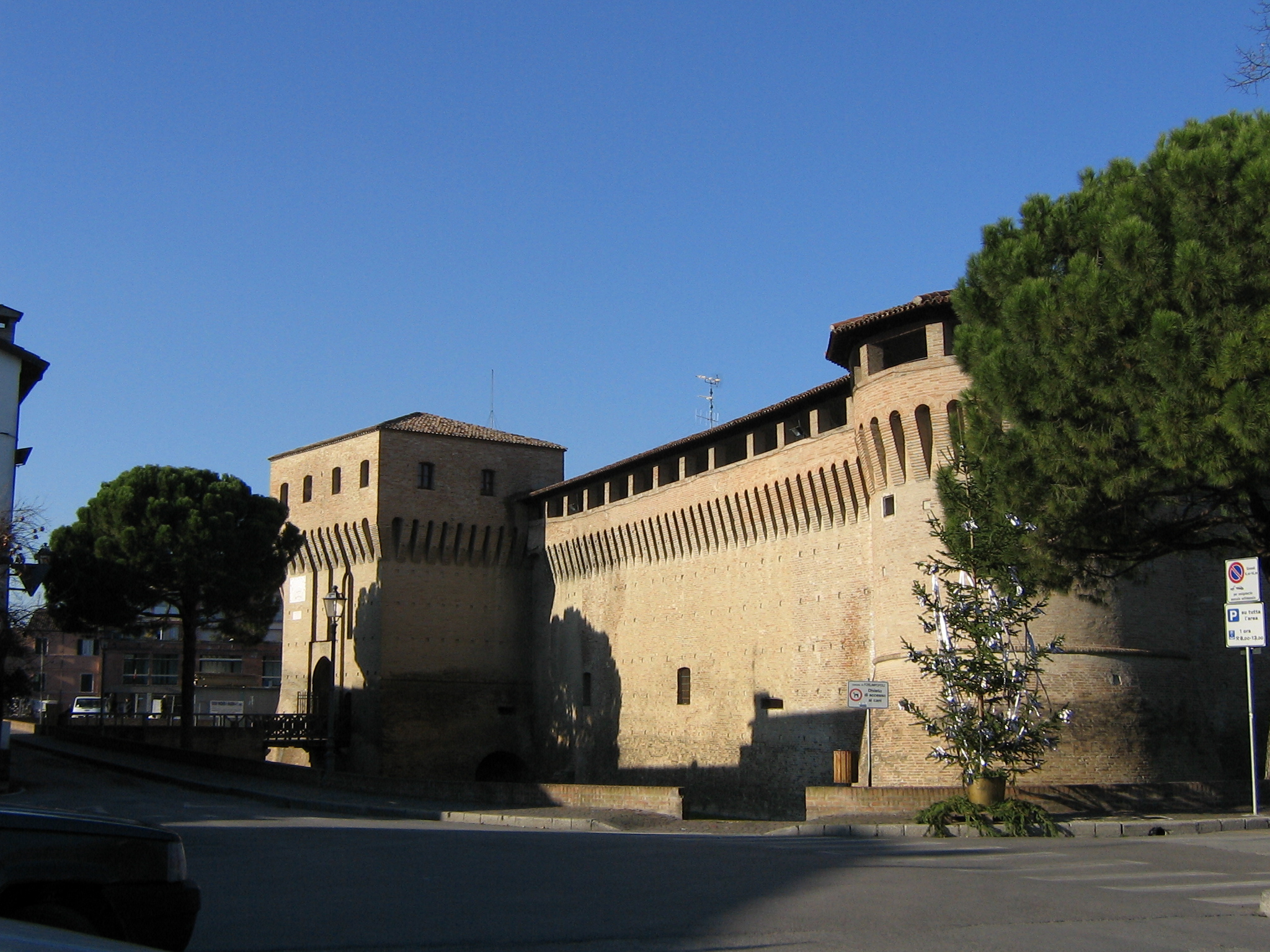
フォルリンポーポリ市の城砦

予備課程（師範予備学校）は三年制であり、卒業生は四年制の師範学校に編入する資格が与えられた。学費を節約するために寮には入らず、平日は町の民家に下宿して、休日はロバで父と実家に戻る生活を送っていた。師範予備学校一年生の時には第一次エチオピア戦争の敗北という衝撃的な事件が起き、学内も騒然となった。この時、ムッソリーニは社会主義者としての植民地戦争への反対よりも、愛国主義者として国家の威信が辱められたことへの憎悪が勝り、学内で行われた戦死者への追想集会では「我々が死者の復讐を果たすのだ！」と演説している。1898年、師範予備学校を修了して師範学校の正規課程に進んだ。
師範学校時代は一定の成績は維持していたものの、以前ほど抜きんでた成績を取ることはなく、教員課程より読書に没頭する日々を送った。相変わらず周囲との交流も嫌って孤独を好み、しばしば師範学校の鐘楼に登って哲学、政治学、歴史学を中心に様々な分野の書物を読んでいた。一方で政治集会が開かれる際には雄弁に持論を語り、説得力ある演説家として一目置かれていた。学内では穏健な世俗派としてイタリア共和党を支持する者が多く、彼らはそれを共和党員を示す黒いネクタイを身に着けていたが、ムッソリーニはより急進的なイタリア社会党の支持者として赤いネクタイを身に着けていた。
師範学校の最終学年では再び好成績を上げるようになり、選考を経て奨学金300リラを学校側から送られるなど優等生として扱われた。校長ヴァルフレードも兄ジョズエに自慢の生徒として紹介し、1901年1月27日にフォルリンポーポリで開かれたジュゼッペ・ヴェルディを追想する市民集会に師範学校代表として演説する機会を与えている。ここでムッソリーニは本来の予定にはなかったイタリア統一の大義と、同時にその理想を実現できない王国政府を非難する政治演説を行い、市民から喝采を浴びている。この演説は話題を集め、イタリア社会党の機関誌『アヴァンティ』にムッソリーニの名前が掲載された小さな記事が載り、最初の政治的名声を得ることになった。
1901年7月8日、ムッソリーニは師範学校を首席卒業し、政府から教員免状を付与された。

### 青年時代

#### スイス放浪
政治経歴からすぐには赴任先が決まらず苦労するが、やがてイタリア最大の川であるポー川のほとりにあり、イタリア社会党の町長が選出されているグァルティエリという町に赴任することになった。町での教師としての評判は上々で、イタリア社会党の集会でも演説役を任されている。しかしこのまま田舎町で過ごすことに嫌気が差してか、見聞を広めるべく教師を退職してスイスに移住した。スイスでは土木作業や工場労働で生計を立てる日々を送り、貧しさから橋の下や屋根裏部屋に寝泊りしたこともあった。不安定な放浪生活と引き換えに「ヨーロッパの小さなアメリカ」であるスイスで様々な人々から知遇を得ることができた。
その中で特筆されるのはウラジーミル・レーニンの秘書を務めたウクライナ人女性アンジェリカ・バラバーノフとの出会いであった。当時から難解さを知られていたマルクス主義を完全に理解できている人間は社会主義者や共産主義者の間ですら限られていた。ムッソリーニは狂信的なマルクス主義者であるバラバーノフからマルクス主義の教育を受け、社会主義理論についての知識を得た。またレーニン自身もムッソリーニの演説会に足を運んだことがあった。レーニンはムッソリーニを高く評価し、後にイタリア社会党が彼を除名した際には「これでイタリア社会党は革命を起こす能力を失った」「あの男を追放するなんて君らはバカだ」とまで叱責している。レフ・トロツキーも同時期のレーニンと同行していて、ムッソリーニと面識があったとする説もある。
放浪中の生活体験はイタリア語とともに話されているドイツ語・フランス語などの多言語能力を習得する良い機会にもなった。語学を生かして様々な文献を読み漁ってジョルジュ・ソレル、シャルル・ペギー、フリードリヒ・ニーチェ、エルネスト・ルナン、ギュスターヴ・ル・ボンらの思想を学び、ローザンヌ大学の聴講生としてヴィルフレド・パレートらの講義に出席するなど、政治学への興味と教養を高めていった。特にソレルの思想には多大な影響を受け、後に「ファシズムの精神的指導者」「私の師」「私自身はソレルに最も負っている」とまで賞賛している。ムッソリーニは本格的に政治運動へのめり込み、スイスのイタリア語圏で労働運動に加わった。ローザンヌでイタリア系移民による労働組合の書記を務め、イタリア社会党系の機関紙『ラッヴェニーレ・デル・ラヴォラトレーレ（労働者の未来）』の編纂に参加し、アメリカ合衆国内のニューヨーク党支部の機関誌『プロレタリアート』からも依頼を受けて寄稿している。
1903年、チェゼーナの農学校を卒業した弟アルナルドとスイスで同居するようになり、二人でイタリア語教師として働いたり記事を執筆したりしていた。同年に発生した大規模なゼネストに参加してスイス警察にマークされ、1904年4月、ローザンヌ市滞在中に書類偽造の容疑で拘束されて国外追放処分を受けるが、イタリア社会党だけでなくスイス社会党も反対運動を展開したために滞在が急遽許可された。この時に右派系の新聞から「ジュネーブにおけるイタリア社会党のドゥーチェ（統領、指導者）」と批判的に呼ばれた。程なくこの「ドゥーチェ」という綽名は好意的な意味合いで彼を指す際に用いられるようになった。徴兵義務期間を海外で過ごしたことを理由に今度はイタリアで欠席裁判による禁固刑が宣告されたが、サヴォイア家の跡継ぎとなるウンベルト2世の誕生を祝って恩赦が布告された。

#### 帰国後の活動
1905年1月、イタリアに帰国したムッソリーニは自ら兵役に応じると申し出て、王国陸軍の第10狙撃兵（ベルサリエーリ）連隊に配属された。入隊間もない1905年2月17日、母ローザは危篤状態となり急遽プレダッピオに戻ったが、2日後の2月19日に亡くなった。軍隊では反体制派の人物としてその真意が疑われて監視を受けたが、間もなく模範兵として評価されるようになる。兵役の間も勉学を続け、ドイツロマン主義、ドイツ観念論、ベルグソン、スピノザについて研究した。1906年9月、兵役を終えて除隊し、オーストリアとの国境に近いヴェネツィア北東の小さな町トルメッツォで教師に復職した。1907年11月、中等教育課程の教員免状を取得すべくボローニャ大学で筆記試験と口頭試問を受け、合格して外国語（フランス語）の教員免状を取得した。
1908年3月、ジェノヴァ近郊のオネーリアにある寄宿学校からフランス語教師として雇用され、歴史学と国語・地理学も担当した。政治活動ではオネリア社会党支部の地方機関誌『ラ・リーマ』の編集長に抜擢され、王政支持者の新聞『リグーリア』と激しい論戦を交わす一方、愛国小説として名高い『クオーレ』の作者エドモンド・デ・アミーチスの功績を讃える記事を執筆している。兵役後から暫くは理論家（イデオローグ）としての活動が目立っていたが、やがて直接行動にも身を投じた。1908年後半に政府に自身を監視するように挑発的な文章を『ラ・リーマ』に掲載し、そのまま故郷のプレダッピオを含むロマーニャ地方での革命的サンディカリスム（急進組合主義）が扇動した農民反乱に参加した。暴動の中で脅迫や無許可の集会などを理由に三度警察に拘束されている。1909年2月、ドイツ語を話せたことからイタリアを離れてオーストリア領トレント党支部の労働会議所に派遣され、また機関紙『労働者の未来』へ編集長として復帰した。
未回収のイタリアの一角を占めながら、イタリア系住民の運動がさほど組織化されていなかったトレントでムッソリーニは政治運動を展開し、半年の間に100本以上の記事を掲載するという猛然たる勢いで反オーストリア・反カトリック・反王政を説く左派的な民族主義を喧伝し、キリスト教民主主義のイタリア語新聞『トレンティーノ』を「オーストリア政府の手先」として非難した。熱烈な扇動によって『労働者の未来』の購読者は大幅に増え、オーストリア政府から発禁処分を受けている。この時、ムッソリーニと対峙した『トレンティーノ』の編集長はイタリア共和国の初代首相となるアルチーデ・デ・ガスペリであった。1910年、トレントでの功績を引っ提げて帰国するとミラノ市の党本部からフォルリ＝チェゼーナ県党支部の新しい機関誌の設立を任され、『ラ・ロッタ・ディ・クラッセ（階級の闘争）』紙を出版した。
この頃から社会党の政治活動に専念するようになったムッソリーニは、自らをマルクス主義者と見做し、また「権威主義的共産主義者」とも自称していた。しかし、元々ムッソリーニは少年期から多様な思想を学んでいたことから教条主義的な政治家ではなく、積極的に他の思想を取り込んでいく政治的シンクレティズムを志向する政治家となっていた。一例を挙げれば反平等主義的な選民主義を説いたフリードリヒ・ニーチェから選民主義と反キリスト思想の影響を受けている。ニーチェの選民思想は明らかに社会主義の一般的な理念から離れており、ニーチェに理解を示すムッソリーニは社会主義者にとって異端の存在であった。ムッソリーニは正統派マルクス主義の決定論や社会民主主義の改良主義の挫折によって社会主義全体が道を失い始めていると感じており、ニーチェの思想による社会主義の補強を試みた。また先に述べたように、ソレル主義に代表される革命的サンディカリスムにも接近していた。

#### イタリア社会党での台頭
ムッソリーニは社会党指導部が掲げる社会民主主義に基づいた議会制民主主義には、特に明確な反対姿勢を持っていた。党内穏健派の下院議員レオニーダ・ヴィッソラーティが政権関与の代償に共和制移行を棚上げする行動に出たことでその不信は決定的となった。ムッソリーニはヴィッソラーティの解任を求める論説を『ラ・ロッタ・ディ・クラッセ』に掲載して、要求が拒否されるとフォルリ党支部の党員を率いて離党した。党指導部に急進派を切り崩されたために追随する支部は現れず、孤立する結果となってしまったムッソリーニ派を救ったのがイタリア・トルコ戦争であった。
1911年に勃発したイタリア・トルコ戦争に対しては、右派も左派も政府との協力体制を望んで植民地戦争に好意的な姿勢を採っていた。そうした中で、ムッソリーニのみが不毛な植民地戦争から腐敗した国内体制の打倒に転じさせるべきだという主張を貫き、政府との協調路線に傾斜する指導部に不満を持っていた社会党員内での再評価に繋がっていった。ムッソリーニは民族主義に肯定的だったが、今の政府は戦争を使って内政から目を逸らさせようとしているに過ぎないと見抜いていた。『ラ・ロッタ・ディ・クラッセ』における論説でナショナリストは海外ではなくまず祖国を征服すべきだと訴え、「プーリアに水を、南部に正義を、あらゆる場所に読み書きを」と主張した。政府からの監視と投獄にも臆さずに批判を続け、反政府運動と指導部批判で再び頭角を現した。
党指導部は勢い付いた反対派を抑えるべく、ムッソリーニとフォルリ党支部の党籍復帰を認めて反政府運動に舵を切った。党内での社会民主主義者や改良主義者といった穏健派は主導権を失い、急進派が党内で力を付けていった。その立役者であるムッソリーニは未だ30歳にもなっていなかったが、レッジョ・エミリアで開かれたイタリア社会党の第13回全国党大会では急進派の指導者として演説し、完全に党員の心を掌握した。周到な利害調整で中立派の幹部党員もムッソリーニ支持に動き、党大会で改良主義の追放を求める動議が多数の支持を受けて可決され、ヴィッソラーティやイヴァノエ・ボノーミら党指導部の改良主義者は立場を失って離党した。党大会後は南イタリア各地を訪問し、経済的格差に苦しむ南部の救済を重要な政治的テーマとするようになった。
1912年12月1日、ムッソリーニは刷新された党指導部から改良主義派であった下院議員クラウディオ・トレヴィスに代わり、党中央の日刊紙であり最大の機関誌である『アヴァンティ』編集長に任命された。『アヴァンティ』編集長は党全体の政策決定について意見する権利もあり、党指導部の一員となったに等しかった。大衆運動において議会より宣伝を重んじていたムッソリーニは、編集長着任から2年足らずで『アヴァンティ』の発行部数を2万部から10万部にまで急増させた。『アヴァンティ』紙面では社会民主主義ではなく革命的サンディカリスムの論調が展開され、急進派による党の改革を推し進めていった。党を掌握した若手政治家に古参幹部の間では嫉妬や危険視する意見が上がり、改良主義派はもちろん、当初は協力していたアンジェリカ・バラバーノフら革命派からもムッソリーニを抑えようとする動きが出始めた。
1913年5月、革命サンディカリスト系のイタリア労働組合連合（USI）によるゼネストを支持し、逆に社会党系の中央組合組織を紙面で非難して穏健派から反党行為で解任決議が出されたが、一般党員の激しい反発で決議は取り下げざるを得なくなった。加えて初めての男子普通選挙である1913年イタリア総選挙で急進派が主導する社会党が躍進し、17.6%の得票を得て第三党に躍り出たことからムッソリーニの権威は党内で不動のものとなった。ムッソリーニ自身は議会政治そのものを軽視していたことから議会選挙には大して熱意を払わず、当選が確実であったミラノ選挙区の補欠選挙に出馬を請われると亡命中であった父の盟友チプリアニを代わりに推薦して実質的に拒否している。彼はあくまでも多数の合議ではなく、少数の政治的エリートが指導する体制でしか理想社会の建設はありえないという姿勢を崩さなかった。

### 第一次世界大戦

#### 社会党除名

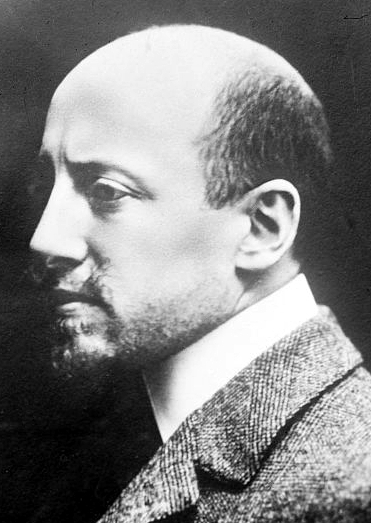
ガブリエーレ・ダンヌンツィオ

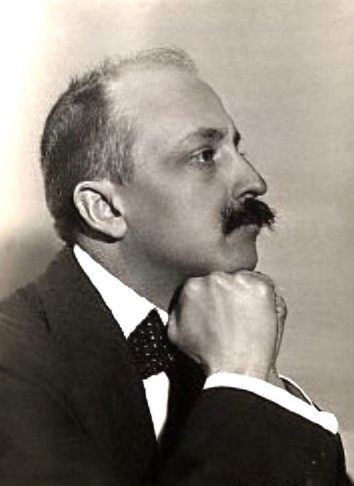
フィリッポ・トンマーゾ・マリネッティ

1914年、帝国主義的な利害衝突の果てに第一次世界大戦が勃発した際、各国の社会主義者は祖国の戦争遂行に必ずしも反対しなかった。そればかりか幾つかの組織は戦争への参加を歓迎すらした。一部の社会主義者の間では愛国心や自国社会の防衛などから、他国に対する戦争に賛同する動きが展開された（社会愛国主義、社会帝国主義）。ドイツ、フランス、イギリス、ロシア、オーストリア・ハンガリーで高まる国家主義の流れに加わるこうした社会主義者たちが現れていた。イタリアでは熱狂的な民族主義者である詩人ガブリエーレ・ダンヌンツィオがイレデンティズムを掲げて参戦運動の先頭に立ち、自由主義政党のイタリア自由党がダンテ・アリギエーリ協会と共に参戦運動を行っていた。また戦争を賛美する未来派の詩人フィリッポ・トンマーゾ・マリネッティは国際行動参戦ファッショを組織したが、これは政治用語としてファッショ（結束）というスローガンが用いられた最初の例となった。
その中でイタリア社会党を中心とする社会主義系の諸派は参戦主義と平和主義に分かれて対立した状態に陥っていたが、主流派でありムッソリーニが属する社会党は開戦前夜に戦争反対を議決してゼネストと暴動を決行した（赤色の一週間）。ムッソリーニは戦争が民族意識を高めると好意的に見ていたが、国力や軍備に不足があると考えていたこともあり、党幹部として一旦はこの決定に従った。サンディカリスト、共産主義者、共和主義者、アナーキストまで全ての革新勢力が社会党に助力したこの暴動は軍によって鎮圧された。イタリア社会党には腐敗した旧体制を一変させる組織力や気概がないという懸念が証明されてしまい、ムッソリーニも暴動は混沌を生んだだけだと指摘している。
同年の夏に大戦が始まるとイタリアは局外中立を宣言した。左派内では革命的なサンディカリストの勢力が革命行動ファッショを結成して積極的に参戦を訴えたが、イタリア社会党は社会愛国主義の広がりによって欧州で挫折しつつあった国際主義と反戦主義を未だに主張していた。1914年10月18日、ムッソリーニは社会党の路線を見限って『アヴァンティ!』に参戦を主張する長文論説「絶対的中立から積極的効果的中立へ！」を発表、党内で持論を説き始めた。
ムッソリーニはオーストリアやハプスブルク王朝との戦いをイタリアの宿命とする国家主義・民族主義者の主張を支持し、ハプスブルク家（およびホーエンツォレルン家）を中心とする中央同盟を「反動的集団」として糾弾することで社会主義者の参戦運動を正当化した。ムッソリーニを含めたイタリアの反教権的社会主義者にとってはバチカンが親オーストリア＝ハンガリー帝国であるという通念もあった。また封建的なハプスブルク家やホーエンツォレルン家、更にはオスマン帝国のスルタン制を崩壊せしめることは異国の労働者階級を解放することに繋がり、国際主義的にも社会主義を前進させられると主張した。連合国にも封建的なロシア帝国のロマノフ家が含まれているという反論には、「戦争による動員が君主制への権威を削ぎ落し、同地の社会主義革命を後押しするだろう」と返答している。
10月20日の党中央委員会で論説の否決に対して『アヴァンティ！』編集長を辞任した。11月18日、独自に社会主義日刊紙『イル・ポポロ・ディターリア』を発行して協商国側への参戦熱を高めるキャンペーンを展開した。同紙は発行部数8万部に達した。資金源には様々な噂や中傷が飛び交い、ボローニャの日刊紙イル・レスト・デル・カリーノ編集長フィリッポ・ナルディや、ゼネラル・エレクトリック、フィアット、アンサルディといった大資本、さらにはイタリアへの参戦工作を行っていたフランス・イギリス政府からの資金援助、そして当時の外相アントニーノ・カステロ (サン・ジュリアーノ侯爵)からの援助があったと見られている。11月24日、イタリア社会党はムッソリーニに除名処分を行った。

#### 参戦運動
参戦論への転向はしばしば「経済的理由」「栄達への野心」などが理由であると批判的に語られるが、実際には戦争を革命（現体制の転覆）に転化するというこれまで通りの思想のためであったと歴史家レンツォ・ディ・フェリーチェは指摘している。そもそもムッソリーニは最初から民族主義者にして参戦論者であり、現実的な軍備や外交を見て反対していたに過ぎない。日和見主義という批判はムッソリーニの離党後の混乱に危機感を抱いた社会党指導部の中傷による部分が大きいと考えられている。事実、ムッソリーニ除名前の1914年には5万8326名が存在した社会党員はたった2年後には半数以下の2万7918名にまで急減している。これは祖国の戦争について「支持も妨害もせず」という空虚なスローガンで乗り切ろうとした社会党に不満を持っていったのはムッソリーニだけではなかったことを示している。
もしイタリア社会党が社会愛国主義を掲げて参戦論を主導すれば政権を得ていた可能性すらあった。レーニンが指摘するようにイタリア社会党は革命を起こす機会を自ら捨ててしまった。
社会党除名後もムッソリーニは基本的な政治的立場は革新主義であるという立場を維持し、先述の「革命行動ファッショ」という「革命」という言葉を冠した組織（ファッシという言葉は社会党時代にも使っていた）に加わって参戦運動を展開した。これが戦後に設立された「イタリア戦闘者ファッシ」の土台となる。社会党指導部の誹謗中傷に対してもムッソリーニは毅然と対決姿勢を見せ、時にはフェンシングによる決闘という古風な方法で対峙したことすらあった。その一人は因縁のあるクラウヴィオ・トレヴィスで、『アヴァンティ』編集長に復帰して『イル・ポポロ・ディターリア』と激しい論戦を繰り広げた末のことだった。死人が出かねない勢いでの両者の切り合いとなり、途中で仲裁が入って引き分けとなった。

#### 従軍

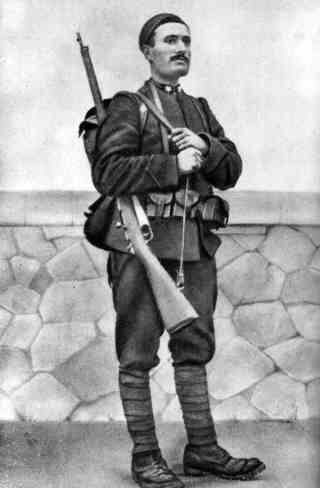
第一次世界大戦に従軍した当時のムッソリーニ

1915年5月24日、イタリアが秘密協定に基づいて連合国側で参戦すると、ムッソリーニは他の参戦論者たちの例（参戦論者の多くは持論の責任を果たすため、積極的に従軍した）に習い、徴兵を待たず陸軍へ志願入隊しようとした。政治経歴に加えて年齢が三十代前半になっていたことから入隊審査は長引いたが、この戦争が総力戦であるとの認識が広がると軍も思想や年齢を問うことはなくなり、1915年8月31日に念願の召集令状を受け取った。より年上の参戦論者ではダンヌンツィオが52歳、かつての政敵で参戦論についてはムッソリーニに同調していたヴィッソラーティが58歳という高齢でそれぞれ従軍を許可されている。師範学校出身者は士官教育を受ける権利があったが、過激な思想を警戒するアントニオ・サランドラ首相の判断で認められなかった。
1915年9月3日、かつての兵役時代と同じくベルサリエリ兵として第11狙撃兵連隊第33大隊に配属され、厳寒のアルプスで塹壕戦や山岳戦を経験した。1915年11月15日、パラチフスを患ってベルガモの軍事病院へ後送されたが、翌月には前線へ戻った。ムッソリーニは絶え間なく続く戦闘と砲撃の中で過ごし、前線の山岳戦闘や塹壕戦で勇敢な戦いぶりを示した。1916年3月、伍長に昇進してイソンヅォ戦線の南部に移動して斥候部隊に異動し、砲撃や機関銃の銃火を掻い潜りながら敵部隊の偵察任務に従事した。1917年2月、軍曹に昇進。上官の推薦状において「彼の昇進を推薦する理由は軍における手本とするべき行動――勇敢な戦い、落ち着き払った態度、苦痛に対する我慢強さ、軍務に対する熱意と秩序ある行動を見せたことによる」と称賛されている。過酷な塹壕戦が各国の兵士たちに連帯感を持たせ、思想や立場を超えて愛国心や民族主義が高まりを見せた。イタリアでは退役兵たちが全体主義を牽引した「塹壕貴族」（トリンチェロ・クラツィーア）の母体となった。
1917年2月23日、ムッソリーニは塹壕内で起きた榴散弾の爆発事故で重傷を負った。周りにいた兵士が死亡していることを考えれば奇跡的な生存であったが、ムッソリーニの全身には摘出できない40の砲弾の破片が残り、後遺症の神経痛に悩まされることになった。負傷中の病院には国王ヴィットーリオ・エマヌエーレが訪問しており、これが後の主君と宰相の最初の出会いとなった。共和主義者であるムッソリーニと不愛想で知られていた国王の会話は当初淡々としたものであった。見かねた軍医が間に入って治療の際にムッソリーニが麻酔を拒否して痛みに耐えたというエピソードを教えると、初めて国王は柔らかい笑みを浮かべて「健康になることを祈っている。イタリアには君のような人物が必要だ」とねぎらい、ムッソリーニも「有難うございます」と素直に答えている。退院後は前線復帰を望んだものの、片足に障害が残ったことから一年間の傷病休暇を命じられた。
傷病兵としてミラノに滞在している間は『イル・ポポロ・ディターリア』の運営に戻り、チェコ軍団についての記事を執筆している。

### ファシズム運動

#### イタリア戦闘者ファッシ

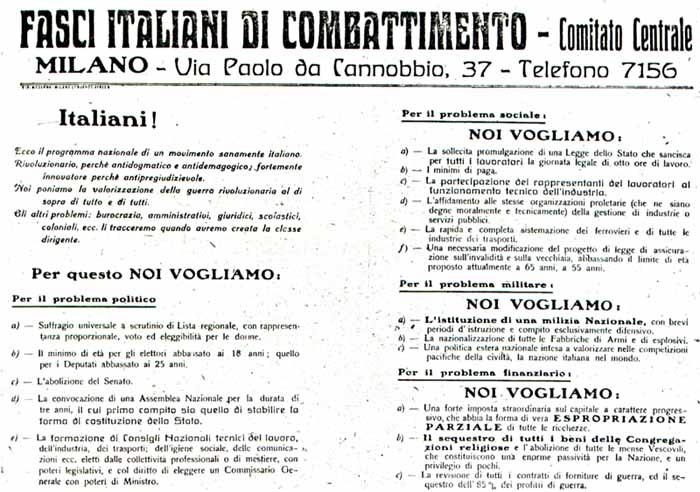
イル・ポポロ・ディターリアに掲載された「ファシストについての宣言」

60万名以上の戦死者を出す熾烈な戦いの末、イタリア王国は戦勝国の地位とトレンティーノ、南チロル（アルト・アーディジェ）、ヴェネツィア・ジュリア、イストリア半島の併合を勝ち取った。しかし国民はスラブ系とイタリア系住民が混淆したダルマチアの併合が民族自決論の前に阻まれたことを「骨抜きにされた勝利」と感じ、自国政府や旧協商国への批判を強めていた。また英仏のような賠償金を獲得できず、大戦による戦費の浪費によって訪れた不況は労働者の間で社会主義の台頭を後押しした。ムッソリーニは戦勝で民族主義が高まる一方、社会不安が広がる情勢に危機感を抱いていた。1917年、ムッソリーニは参戦運動以来の繋がりがあったイギリス政府から初代テンプルウッド子爵サミュエル・ホーアを通じ、政界進出に向けた資金援助を受け始めた。政治活動においてムッソリーニは「祖国に栄光を与える、精力的で断固たる態度を持った人物」の登場が必要だと説いた。

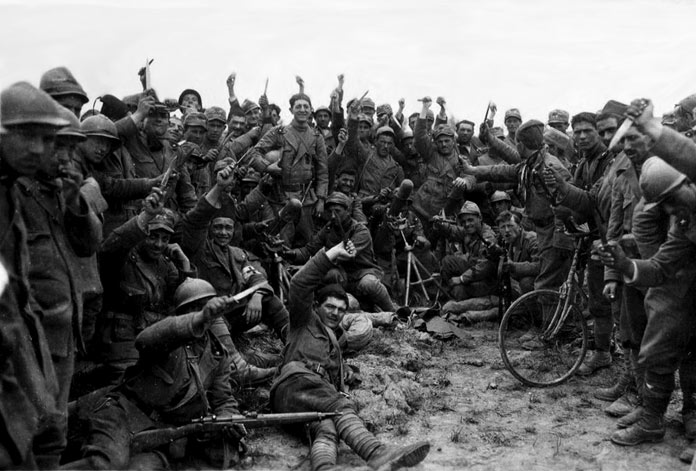
イタリア陸軍の突撃歩兵（アルディーティ）。退役兵の英雄であったアルディーティ兵たちはムッソリーニの重要な支持基盤であり、私兵組織黒シャツ隊の源流ともなった。

ムッソリーニは主流派の社会主義に幻滅しており、後に「思想としての社会主義は既に死に絶え、悪意としての社会主義のみが残っていた」と回想している。大戦後のイタリア社会党は国内情勢の不安定化やロシア革命の影響などから旧来の議会主義を軽視して、農村地帯での地主や資産家に対する暴動や略奪を指導したり、社会党系の労働組合に参加しない者を集団で排斥するなど政治的に先鋭化して反対勢力と武力衝突を繰り返していた。それでいて旧来の議会民主主義と改良主義を掲げる穏健派の離党を防ぐために革命や抜本的改革への意欲自体は乏しいという優柔不断な組織になっていた。後に社会党急進派から分派してイタリア共産党を結党するパルミーロ・トリアッティが「新しい社会への一歩ではなく、ただの無意味な暴力行使だと人々に受け取られている」と厳しい指摘を行っている。
1919年3月23日、自身と同じ復員軍人や旧参戦論者を中心とする新たな政党「イタリア戦闘者ファッシ」（Fasci italiani di combattimento、FIC）を設立し、200名が参加した（300名との説もある）。創設メンバーは左翼的色彩が強かったが、支持基盤は先の農村地帯で社会党と対峙していた小地主（自作農）の保守派だった。中流階級である小地主たちは大戦に応召された時に下士官や将校などを勤めていた場合が多く、大戦中に率いていた退役兵たちを呼び寄せて自発的な自衛組織を作っていた。やがて退役兵でも特に勇猛を知られていたアルディーティ兵たちの黒シャツの軍服が共通の服装とされた。こうした農村部における自衛組織は「行動隊」として戦闘者ファッシに組み込まれ、運動の実力行使を担う準軍事組織として影響力を持った。
同年、FICを通じて開始されたファシズム運動の説明として、ファシスト・マニフェスト（ファシストについての宣言）を出版した。この宣言が出された初期段階のファシズムは国家サンディカリズム（国家組合主義）とフューチャリズム（未来派）の強い影響を受け、社会問題の解決を階級闘争ではなく階級協調に求める部分に特徴があった。幻滅を感じつつあった社会主義の「良い点」を取り込む姿勢もあり、ヴィルフレド・パレートの影響を受けるなど習合的な政治運動であった。ほかにアルディーティ兵のアナキスト的な価値観も行動隊を中心に継承されている。共和主義的な観点からは王権の縮小、上院の廃止、女性参政権、政教分離などを主張した。古典思想ではプラトンの「国家」が挙げられ、一党独裁による寡頭支配についての理論的根拠となった。
こうした諸思想の中で最も多大な影響を与えたのは革命的なサンディカリストであったジョルジュ・ソレルの思想である。ムッソリーニはソレルを「ファシズムの精神的な父」と呼び、ソヴィエト連邦のヨシフ・スターリンと共に哀悼の意を表明している。
対外的な主張としては旧来のイレデンティズムを拡張した、生存圏理論の一種として地中海沿岸部の統合を目指す不可欠の領域が唱えられた。ムッソリーニは資源に乏しいイタリアが不完全な大国から完全な大国となり、また膨大な失業者を救うには新規領土の獲得以外に方法はないと考えていた。イタリア民族にとっての父祖となるラテン人が作り上げた「ローマ帝国」を引き合いに出し、ヴェネツィア・ジュリアを筆頭とした地中海世界を今日の帝国（イタリア植民地帝国）が再統合する大義名分とした。「不可欠の領域」に基づいた同化政策は政権獲得直後の1920年代、新規編入されたイストリアのスロベニア系住民と南チロルのオーストリア系住民に対して最初期にイタリア化政策として実施された。
ムッソリーニによるファシズム運動は革新的であり、保守的でもあった。こうした古典的な分類に収まらない政治運動を右派・左派ではなく第三の道（今日的な意味での第三の道とは異なる）と呼称する動きが存在した。

#### ジョリッティ政権との協力

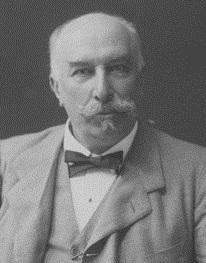
ジョヴァンニ・ジョリッティ

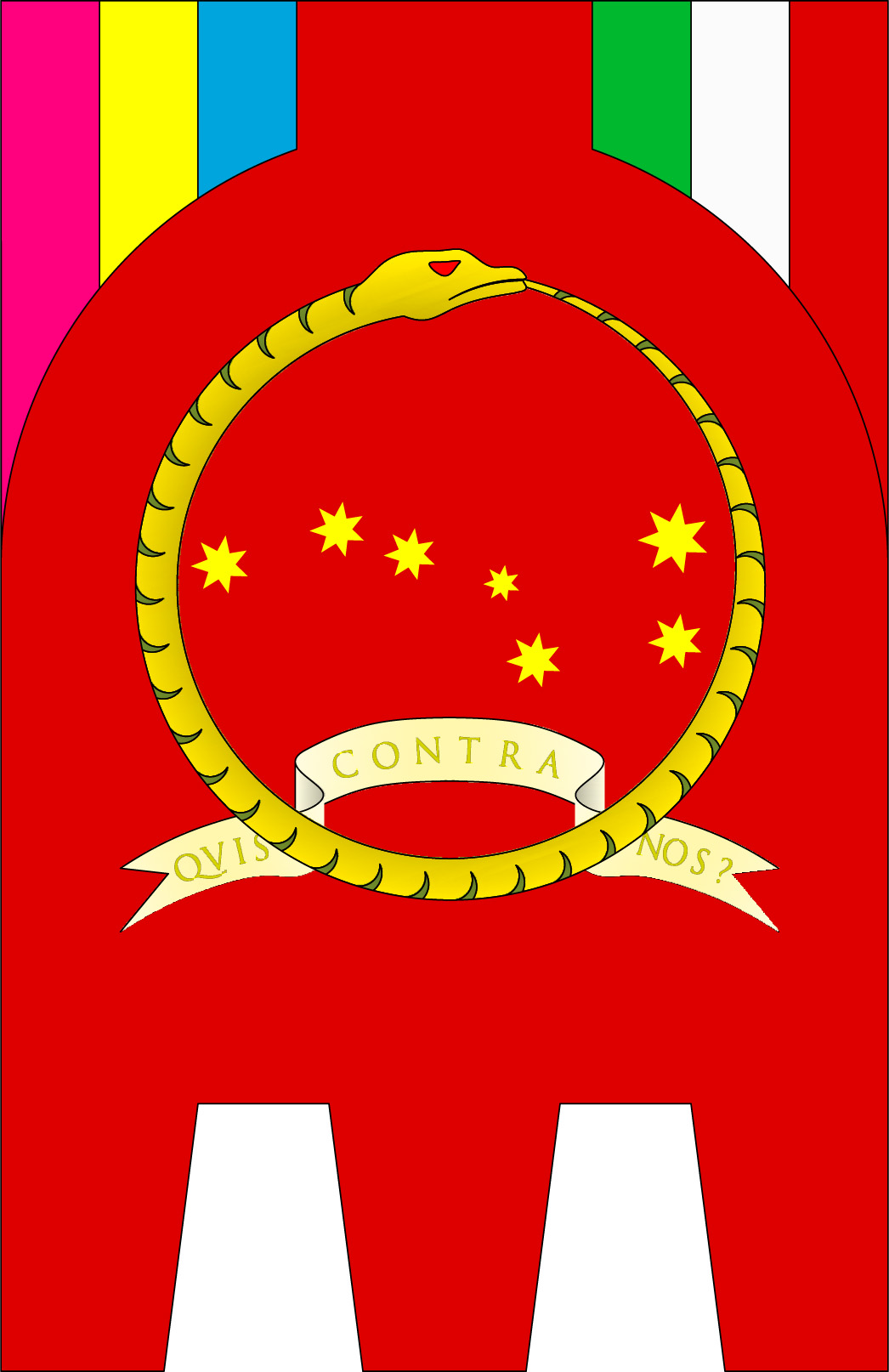
カルナーロ＝イタリア執政府旗

イタリア戦闘者ファッシによるファシズム運動が開始されたが、当初ムッソリーニは創設者ながら積極的に組織運営に関与せず、部下に実務を任せていた。1919年11月16日、設立年の年末に1919年イタリア総選挙が実施されたが、この時点ではまだ農村部の運動を十分に取り込んでおらず支持者は北イタリア、それもミラノなど都市部に限られていた。同年の選挙ではイタリア社会党とキリスト教民主主義を掲げて結党されたイタリア人民党の競り合いに注目が集まり、「戦闘者ファッシ」は特に存在感を示せず、当選者は現れなかった。集まった創設メンバーの90%が2、3年で脱退し、党内の左派勢力が退潮していった。ムッソリーニ自身も党内右派の主張に舵を切り、政治主張から反教権主義を取り下げるなどの修正を加えた。ただし後述するように、ムッソリーニ個人は社会主義者時代から晩年まで一貫してキリスト教を蔑視していた。また党内左派の主張を完全に捨てたわけではなかった。農村地帯の小作人による農地占拠に続いて都市部でも「工場占拠闘争」が始まると、ストライキより過激なこの労働運動に条件付きながら協力を表明している。
また選挙の結果は全てムッソリーニとファシズム運動にとって不利な訳ではなかった。保守派と革新派という違いはあっても人民主義を掲げ、サヴォイア家によるリソルジメントを否定する二つの党の躍進は、伝統的に政治を主導してきた自由主義右派・左派に著しい危機感を覚えさせた。このことはサヴォイア家や長老政治家たちがファシスト運動に力を貸そうとする動きを作り出した。第一党となった社会党は反教権主義からカトリック教会を後ろ盾とする人民党と連立が組めず、自由主義右派・左派とも妥協できずに最大政党ながら議会内で孤立して政権を獲得できなかった。また穏健派中心の議会勢力が拡大したことに急進派の反発も強まり、最大綱領派と呼ばれる最左翼勢力が離党してイタリア共産党を結成、パルミーロ・トリアッティ、アントニオ・グラムシ、ニコラ・ボムバッチらが参加した。残された社会党の穏健派（改良主義者）でも資本家と労働者の協力を説いたジャコモ・マッテオッティら最右派勢力が第三インターナショナルの批判を受けて除名され、統一社会党を結党して独自活動を始めた。こうして社会主義の大同団結から始まった旧イタリア社会党はマルクス・レーニン主義、社会民主主義、改良主義、ファシズムの潮流に分かれて衰退した。
1919年9月、国政の混乱に乗じてガブリエーレ・ダンヌンツィオがフィウーメ自治政府（現リエカ）での伊仏両軍の武力衝突を背景に自治政府を転覆させる事件を起こした（カルナーロ＝イタリア執政府）。ダンヌンツィオが本国政府を動かすべく首都ローマへ執政府軍を進軍する動きを見せると、ムッソリーニは反乱を支持して戦闘者ファッシを戦力提供する密約を結び、『イル・ポポロ・ディターリア』で呼び掛けて集めた義捐金300万リラを提供した。しかしダンヌンツィオはムッソリーニとカリスマ的な民族主義の指導者という点では似通っていたが微妙に思想上の信念が異なり、盟友というより政敵という側面の方が強かった。政務面でも「政治は芸術である」を持論とするダンヌンツィオは長期的視野を全く持たず、その反乱は勢いを失えば無力であることをムッソリーニは知っており、ダンヌンツィオから催促の手紙が届くまでフィウーメでの会談には応じなかった。
1920年6月、長老政治家の筆頭であるジョヴァンニ・ジョリッティ元首相が再び政府首班となると、富裕層攻撃の政策や社会党への懐柔工作によって農民や工場労働者の占拠闘争を終焉させた。続いて国際社会との関係改善に乗り出すべくユーゴスラビアとイタリアの間でフィウーメ自由都市化を定めたラパッロ条約を締結したが、この際にムッソリーニ率いるイタリア戦闘者ファッシは条約締結を一転して支持し、ダンヌンツィオ派を裏切る形となった。これ以外にも執政府内で条約を巡って対立が相次ぎ、足並みが揃わない状況を好機と見たジョリッティは軍による強制排除に乗り出し、12月24日の総攻撃でカルナーロ＝イタリア執政府は崩壊した。ムッソリーニは最初からジョリッティ政権と内通しており、ジョリッティとの協力を通じてダンヌンツィオ派を国粋運動から排除しつつ、政府内への人脈を得るというマキャベリズム的な権謀術数であった。以降、ダンヌンツィオ派の国粋運動はファシズム運動の一翼という形で吸収されて消滅し、権威を失ったダンヌンツィオは二度と政界の主導権を握れなかった。
都市部の組織が政権との結びつきを深める一方、農村部では先述の自作農による民兵組織をイタリア戦闘者ファッシの行動隊として取り込み、組織立った形で社会党や小作人の農地改革を求める動きに対抗させていった。大規模農業が中心であり、故に小作人の支持を得る社会党が地盤としていたエミリア・ロマーニャ州などポー川流域では特に激しい衝突が繰り返された。行動隊による「懲罰遠征」と称したテロが繰り返され、徐々に社会党組織の党勢は退潮していった。1920年11月、州都ロマーニャで社会党から選出された市長の就任式に銃で武装した行動隊が突入し、多数の死者が発生している。仲裁する立場にある警察は社会党の反警察活動が仇となり行動隊を支持してむしろ協力する姿勢を見せていた。ポー川流域での勢力拡大を受けて、他の地域でもファシズム運動を支持する動きが広がり、ムッソリーニの政治的権威は益々高まっていった。

#### 国家ファシスト党
| 共産党       | 社会党 | 急進党 |
| 社会民主党   | 人民党 | 自由党 |
| 国民ブロック |        |        |

1921年総選挙後の議席数

1921年5月15日の1921年イタリア総選挙では与党の統一会派としてイタリア自由党、イタリア社会民主党、イタリア・ナショナリスト協会による国民ブロックが結党され、ジョリッティ政権の仲介でムッソリーニのイタリア戦闘者ファッシも国民ブロックに参加した。国民ブロックは全体票の19.1%となる約126万票を獲得する勝利を得て、第1党のイタリア社会党と第2党のイタリア人民党に続いて第3党となり、自身もミラノ選挙区で当選した。議会では代議院の535議席中105議席を与えられ、そのうちの35議席が自身を含めたファシスト運動に賛意を示す議員であり、20議席がファシズムに理解を示すナショナリスト協会出身であった。ファシズム派が多数を占めた国民ブロックはやがてムッソリーニの支持基盤として機能していくことになる。また各加盟政党は国民ブロックとは別に単独擁立した候補も出馬させており、双方を合わせて与党連合は半数を超える275議席を確保した。ジョリッティは選挙勝利から2か月後の7月に首相職を勇退した為、国庫大臣を務めていたイヴァノエ・ボノーミが政権を引き継いだ。
国政に進出したムッソリーニは退役兵・民兵団体の緩やかな連合体であったイタリア戦闘者ファッシを正式に政党化すべく組織再編を進め、またリグリア州で大規模な官憲による行動隊への取り締まりが行われたことから合法路線に転じ、主敵であった社会党とも和解交渉を進めていった。同時に共和主義をファシズムの政治理論から排除し、王政維持を認めるなど穏健化も進めていった。しかし集権化と対話路線はイタロ・バルボなど各民兵団体を代表するファシスト運動の「地方指導者」（ラス、Ras）からの猛反発を受けた。彼らはまだムッソリーニを絶対的指導者とは認めず、また穏健路線や修正主義にも不満であった。一時はファシスト運動が空中分解する可能性もあったが、ムッソリーニが指導者の地位を自ら退く行動に出ると誰も運動を取りまとめることができず、結局は地方指導者たちがムッソリーニの復帰を嘆願する結末となった。
最高指導者としての担当能力を示す駆け引きによって地方の指導者層を抑え、1921年11月9日にローマのアウグストゥス廟前で開かれた全国大会で「イタリア戦闘者ファッシ」を「国家ファシスト党」（PNF）へ発展的に解散することを宣言した。結党後は自らは書記長（党首職）に立候補せず、政治的盟友でサンディカリズムの政治家である ミケーレ・ビアンキを初代書記長に任命した。また各地の行動隊も党の私兵組織として糾合され、黒シャツ隊（camicie nere）と呼ばれるようになった。

#### ローマ進軍

ムッソリーニと行軍するミケーレ・ビアンキ党書記長および黒シャツ隊

議席を得た後も議会政治に頼らず早期に権力掌握を目指すムッソリーニの意思は変わらず、各地で党の私兵組織（黒シャツ隊）による直接行動が継続された。ムッソリーニは民族主義・国家主義を掲げる政権を打ち立てるべくクーデターの準備を始め、ファシスト党を抑えられず退任したボノーミ政権に変わり人民党・自由党・急進党・社会民主党の連立政権を樹立したルイージ・ファクタ政権への反乱を計画した。党書記長ミケーレ・ビアンキ、党支部書記イタロ・バルボ、下院議員チェーザレ・マリーア・デ・ヴェッキ、陸軍元帥エミーリオ・デ・ボーノらファシスト四天王を始めとするファシスト党員がエミーリア、ロマーニャ、トスカーナで三個軍団に分かれて武装蜂起し、最終的に首都ローマを占拠してムッソリーニを首相に擁立する計画が立てられた。軍もこの動きに呼応して1922年10月18日には一部の軍将官が密かにムッソリーニへ蜂起の援助を約束しているほか、サヴォイア家との秘密交渉も行われていた。
党執行部内ではデ・ヴェッキが計画に消極的であった。黒シャツ隊は退役兵の民兵組織であり、戒厳令による鎮圧が始まれば容易に抑え込めることが予測されていた。また一部の軍将官による協力も、王軍の総司令官たる国王の命令があれば直ちに停止することは明白であった。しかしバルボら強硬派の強い賛成で10月28日までに首都ローマへの進軍が党内で議決され、ムッソリーニはミラノの党本部から指揮を取り、党書記長ビアンキはバルボ、デ・ボーノとペルージャで党員の指導に当たった。決定を不服とするデ・ヴェッキは一人でローマに向かい、第一次世界大戦初期に宰相を務めたアントニオ・サランドラと連立政権の交渉を独断で行ってムッソリーニからの信頼を失った。
10月24日、ムッソリーニはナポリで開かれた党大会で6万名の党員に「私たちの計画は単純なものだ。我々が祖国を統治する」と演説した。10月27日、国家ファシスト党のクーデターが迫る中でファクタ首相はローマの宮殿を離れていた国王ヴィットーリオ・エマヌエーレ3世と連絡を取る努力もせず、ローマ駅に特別列車で戻った国王を出迎えた際に漸く事態を説明した。そうしている間にもポー平原の各地で政府の主要施設が黒シャツ隊に占拠される事態となり、武装した党員を満載した列車が続々と首都に向かって発車していった。10月28日、ミラノでムッソリーニは『イル・ポポロ・ディターリア』を通じて以下の声明文を発表した。
遂にローマに向けた進軍が始まると、早朝の閣議でファクタ首相は戒厳令の発動に踏み切る決意をした。しかし謁見したファクタ首相に対してイタリア王ヴィットーリオ・エマヌエーレ3世は戒厳令の発動を拒否して命令書に署名しなかった。民兵部隊は既にミラノなどを手中に収めており、鎮圧後も政治的混乱が続く可能性があったことに加えて、そもそも反王党派のイタリア社会党・イタリア共産党にファクタ首相は弱腰で王党派から不信感を抱かれていた。立場を失ったファクタ首相は辞任を表明し、戒厳令は中止された。
ミラノのイル・ポポロ・ディターリア社でマリネッティら古参党員と推移を見守っていたムッソリーニは戒厳令中止の報告を受け、政府との交渉に乗り出した。当初は第二次サランドラ内閣への入閣を打診されたが、あくまで首相職を要求し、最終的に要求は受け入れられた。交渉を終えると、傍らにいた実弟アルナルド・ムッソリーニに対して「父さんがいたらなあ」と笑いかけたという。1922年10月29日、首都ローマに黒シャツ隊2万5000名が入城する中、ヴィットーリオ・エマヌエーレ3世は謁見したムッソリーニに対して組閣を命じる勅令を出した。1922年10月31日、新たに国家ファシスト党と人民党・自由党・社会民主党の連立による第一次ムッソリーニ政権が成立、議会からも行政改革を目的とした臨時の委任立法権を認めさせた。
以後イタリア王国は1943年までの約20年にわたる統制的かつ全体主義的なファシスト政権時代に入り、後にスペインでは失敗した「ファシズムと立憲君主制の両立」はイタリアでは成功したのである。ヴァイマル共和政下のドイツではアドルフ・ヒトラーがローマ進軍を参考にしてミュンヘン一揆を、ポーランド第二共和国でユゼフ・ピウスツキが五月革命を実行に移している。

### 首相時代

#### 組閣

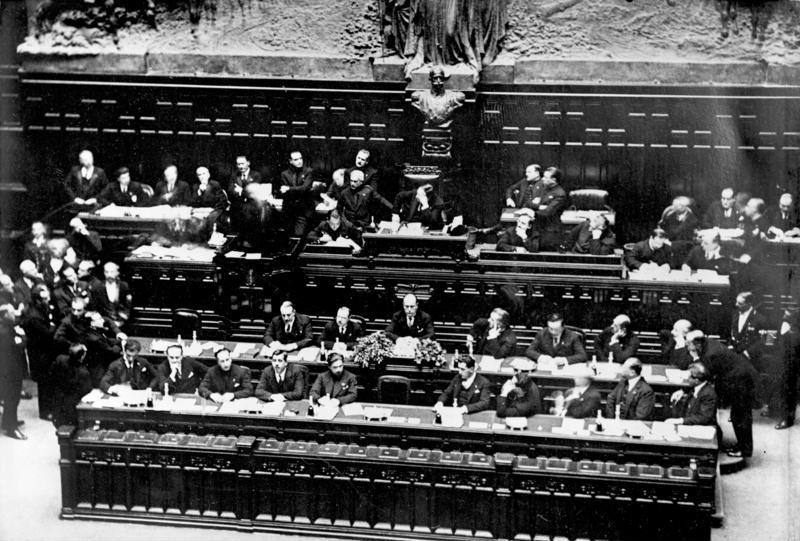
下院でのムッソリーニ政権の閣僚陣

政権の座に就いたムッソリーニであったが、この時点では武力を背景にしつつも独裁的な政権というわけではなかった。初期のムッソリーニ内閣は国家ファシスト党を含めた国民ブロック、および中道右派の自由党・人民党、中道左派の社会民主党の連立政権であった。ファシスト党出身の閣僚は首相・内相・外相を兼務するムッソリーニを除けば3名（財務大臣・法務大臣・フィウーメ総督）に留まった。重要役職を抑えつつも、多党制に配慮した組閣人事となった。
ムッソリーニは強固な挙国一致内閣を樹立することを構想しており、むしろ連立政権に社会党が参加しなかったことを問題とすら考えていた。社会党の側もムッソリーニの挙国政権への参加を検討していたが、国家ファシスト党と異なり単純な反動政党であるイタリア・ナショナリスト協会など国民ブロック内の強硬派が反対したために交渉は中断された。しかし同時に社会党系の労働組合連盟に対して政権協力を命令し、後に連盟から個人参加という形で2名の大臣が選出されるなど間接的な協力関係が形成された。
議会の投票が行われ、賛成多数（賛成306票、反対116票）でムッソリーニ連立政権の組閣を承認した。

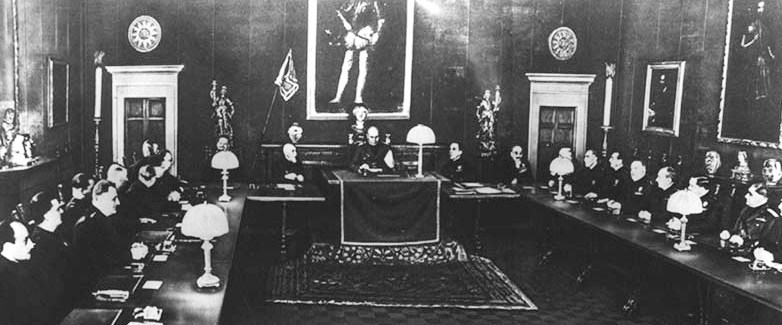
ヴェネツィア宮殿(Palazzo Venezia)で開かれた1936年の大評議会

ムッソリーニ内閣で注目すべき人事は文部大臣にファシズム運動に賛同していた哲学者ジョヴァンニ・ジェンティーレを抜擢したことが挙げられる。ジェンティーレは大規模な教育改革を進め、現在のイタリアにおける教育制度の基盤となる政策を実施した。
また国家ファシスト党の躍進には大戦後の経済難も背景として存在しており、その解決はファシスト政権にとっても重要課題であった。初期のファシスト経済はアルベルト・デ・ステファニ財務大臣に任された。経済的自由主義を志向するステファニ財務相は財政健全化を掲げて公的部門縮小と公務員削減に着手して政府省庁の統廃合も進めつつ、投資と自由貿易を振興した。社会党時代の小作人や労働者の権利も縮小させる地主・企業家の側に立った経済改革を進め、過剰であったストライキが減少したことで生産力が増した。また財政健全化の一方で公共投資は大々的に行われ、高速道路を本土全域に建設するアウトストラーダ計画を実施している。こうした意欲的な経済政策によって大幅な経済成長率の向上を達成、民間企業の国有化を避けながら失業率を改善させた（但しインフレーションが同時にあった）。
後述する警察国家の推進によってマフィアをはじめとする犯罪組織は徹底的な取り締まりを受け、その殆どが壊滅状態に追い込まれたために経済犯罪も減少した。経済の立て直しという重要課題に成功したことで、国民の大部分も連立政権を支持するかもしくは中立であった。
1922年12月、王家・党・政府の意見調整の場としてファシズム大評議会が設立された。大評議会はファシスト党の政治方針を策定するほか、重要な外交議題やサヴォイア家の後継者（ピエモンテ公）の選出など、多様な問題について議論する権利を持ちえていて、ムッソリーニはファシスト体制における「政治の参謀本部」と表現している。続いて翌年2月1日には大評議会の審議を経て黒シャツ隊を国防義勇軍（Milizia Volontaria per la Sicurezza Nazionale、MVSN）に改称の上、正式に予備軍事組織として政府軍の指揮下に収める決定を下した。国防義勇軍内にはムッソリーニの護衛を目的とする統帥警護大隊が新たに編成され、身辺の警護にあたった。
ドイツの国家社会主義ドイツ労働者党（ナチス）が政権獲得後に突撃隊を粛清したのとは対照的に、国家ファシスト党は民兵組織を排除しなかった。これはファシスト党が自身も含めた「兵士の政党」であるという背景に加えて、粛清や内部対立を嫌い大同団結を好むムッソリーニの政治信念による判断といえた。実際、ムッソリーニはヒトラーによる長いナイフの夜事件を聞いた際に妻との会話で「あの男は野蛮人だ。あの殺し方はなんだ」と旧友を冷酷に処断したことへの嫌悪感を口にしていた。国民ブロック内で路線の違いが表面化しつつあったイタリア・ナショナリスト協会にも寛容な姿勢を見せ、1923年には国家ファシスト党に合流させる融和策を取った。

#### 比例代表制改革
1923年、国家ファシスト党選出のアテルノ・ペスカーラ男爵ジャコモ・アチェルボ議員により既存の比例代表選挙を修正する選挙法改正案が提出された（アチェルボ法）。同法では今後の比例代表選挙では全体の25%以上の得票を集め、かつ第一党となった政党が全議席の3分の2を獲得し、残った議席を第2党以下に得票率に応じて分配するとする内容であった。小政党乱立による連立政治や野合を防ぎ、一党独裁制による政治権力の集中というファシズムの重要な目標を意図していた。法案は選挙が行われる下院（代議院）に関するもので、国王による任命制である上院（王国元老院）は対象外であった。
野党の共産党・社会党はアチェルボ法に反対しており、また国家ファシスト党が所属する連立与党でも意見が分かれたことから成立は当初疑問視されていた。しかし人民党や社会党など左派系政党の躍進に危機感を抱いていた自由党は賛同し、また当初は反対していた人民党もムッソリーニのコンコルダート路線を支持するローマ教皇の意を受けて連立離脱と棄権のみで肝腎の反対票は投じなかった。人民党・自由党を懐柔し、並行してクーデターで活躍した黒シャツ隊を動員した恫喝も用いるという硬軟織り交ぜた手法で反対派を切り崩し、遂にムッソリーニはアチェルボ法を議会で可決させた。
国家ファシスト党の一党独裁を許したと否定的に評価されることの多いアチェルボ法であるが、比例代表制の短所と言える少数政党の乱立（破片化）による議会の空転を抑止する手段として比例第一党に追加議席を与える、少数政党から議席を没収するなどの方法で大政党に議会を主導させる選挙方式は第二次世界大戦後もしばしば用いられている。共和制移行後の初代大統領アルチーデ・デ・ガスペリは政権末期にイタリア共産党の躍進に危機感を抱き、得票率50%の政党が全議席の3分の2を得るとした新選挙法を制定してキリスト教民主党による一党優位政党制の確立を図っている。現代イタリアにおいても2005年12月21日から第一党に340議席を配分するプレミアム比例代表制が採用され、2016年には40%以上の得票を得た第一党に過半数を与える選挙法改正が実施された。
またドイツやロシアと同じく得票率が一定以下の政党は議席を与えず、議会参加権を与えない阻止条項規定も設定されている。

#### コルフ島事件

ケルキラ島（コルフ島）

1923年8月、第一次世界大戦の戦勝国による外交組織「大使会議」によるアルバニア、ユーゴスラビア、ギリシャなどバルカン諸国の国境線を確定するための調査が行われていたが、国境調査団のメンバーであったイタリア陸軍のエンリコ・テルリーニ将軍が暗殺される事件が発生した。当初から領土問題に不満を持っていたギリシャ系組織による犯行が疑われ、イタリアや国際社会からの強い抗議を受けてもギリシャ政府は関係を否定し、調査や謝罪を拒否する姿勢を取った。これに対してムッソリーニは国際社会による調停を見限って強硬手段での解決を目指し、海軍によって8月31日にギリシャ王国領ケルキラ島（コルフ島）を占領させた（コルフ島事件）。最終的にギリシャ政府は事件に関する責任や調査の不手際を認めてイタリアに謝罪し、5千万リラの賠償金を支払った。対外的な強行姿勢は国民の愛国心を高め、ムッソリーニ連立政権への支持はますます上昇した。
1924年、ユーゴスラビア王国と友好条約を結び、隣国との外交関係を強化した。また、同時期、イタリアはソヴィエト連邦を国家承認した最初の西側諸国となった。
1925年10月、英仏独伊共同の平和条約であるロカルノ条約を締結した。

#### 総選挙における勝利
| 共産党   | 統一社会党 | 社会民主党 |
| 人民党   | 自由党左派 | 自由党     |
| 国民名簿 |            |            |

1924年総選挙後の議席数

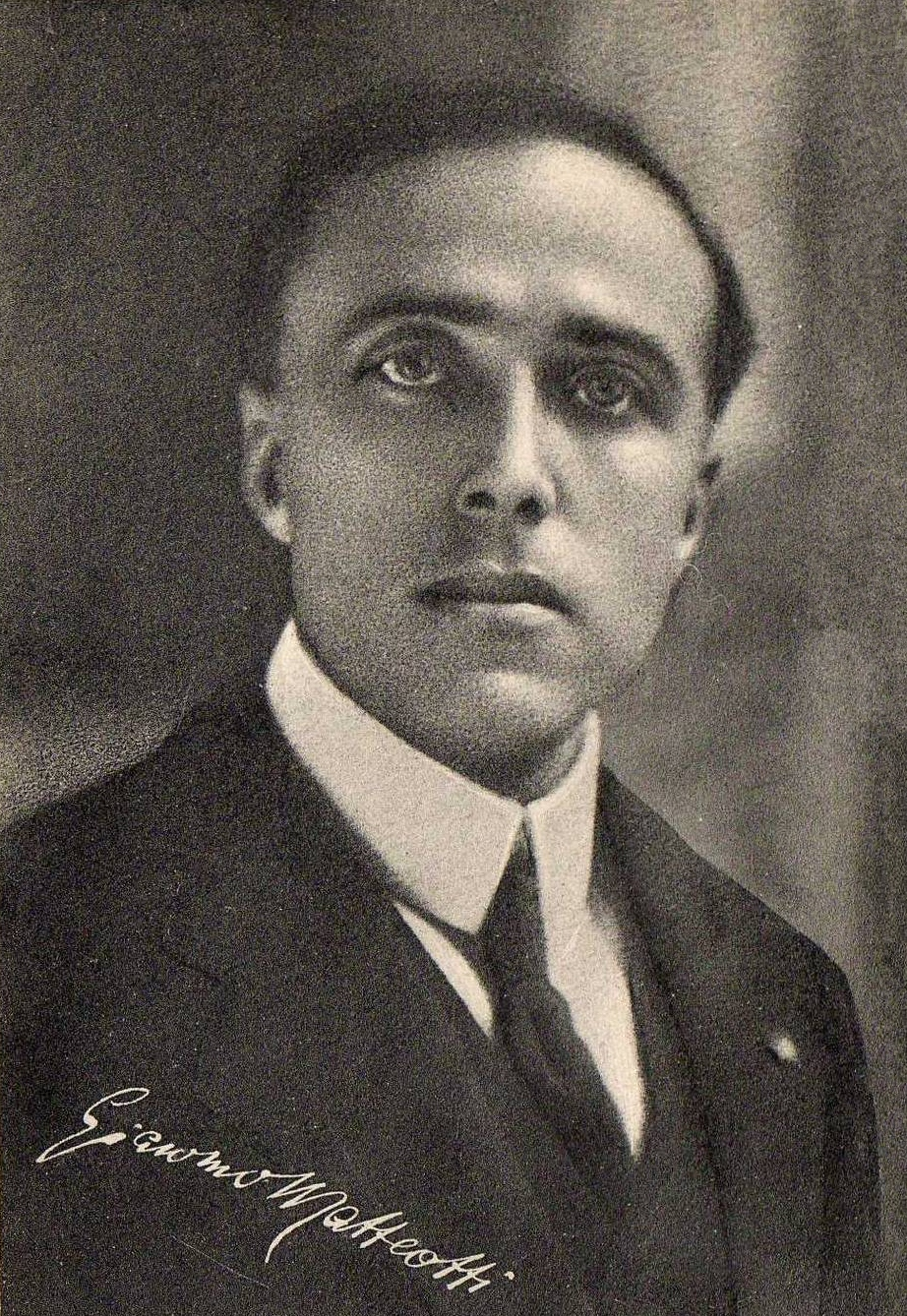
ジャコモ・マッテオッティ

1924年4月6日、1924年イタリア総選挙で国民ブロックと合併した国家ファシスト党を中心とした選挙連合「国民名簿」（Lista Nazionale、LN）が設立され、中道右派の人民党と自由党、中道左派の自由民主党が参加を声明した。LNに参加した3党に共通していたのは反共主義で、左派を主導する社会党を主敵とみなしていた。その社会党はボノーミやムッソリーニに続いてマッテオッティやトリアッティらも離脱したことで党勢衰退が目に見えており、彼らが設立した統一社会党と共産党と票を取り合う状態に陥っていた。ほかに新たに結党された行動党や農民党、伝統的な小政党である共和党などが野党側に回った。
この選挙における投票率は63.8%（前回選挙は58.4%）、その中で白票を投じた投票者は全体の6%（前回選挙は1%）となった。そうした中でムッソリーニ内閣を支持するLNは有効票の64.9%に相当する約460万票を獲得する圧倒的な人気を見せ、結果的には上記のアチェルボ法の適用を待たずして現政権の続投が確定した。ムッソリーニ政権の経済政策の成功や国威発揚などが国民から高く評価されていることが示され、国王エマヌエーレ3世も「国家の存在を締め付け、衰弱させるくびきを打ち壊した」と賞賛している。「国民名簿」は最終的に374議席を配分され、その中枢たる国家ファシスト党内部では急速な組織規模の拡大から軋轢が生まれるほどだった。ムッソリーニは大規模な党員追放と指導部改組を行って党の引き締めを図り、党書記長職も一時的に単独から4名による合議制に変更された。
対する野党第一党である社会党の得票は惨憺たるものであり、前回得票した約160万票から急落して僅か36万票しか獲得できないという破滅的な惨敗となった。ボノーミ派の社会民主党（約10万票）、トリアッティ派の共産党（約26万票）こそ辛うじて上回ったが、マッテオッティ派による統一社会党（約42万票）にすら追い抜かれるありさまであった。
他の新党や協力政党も同じく存在感を示せなかったが、ムッソリーニは圧勝の後も議会政治・多党制を維持することを約束して選挙連合に参加した人民党、自由党、自由民主党と連立政権を組閣している。今や政権内の閣僚の殆どが国家ファシスト党出身で占められていたが、複数の人物が「ムッソリーニは社会党を含めた諸政党との挙国政権樹立を放棄していなかった」と証言している。

#### 政治闘争と独裁の開始
イタリアの民主制は急速に後退していたが、ムッソリーニ政権批判の急先鋒となっていたのが野党第一党の統一社会党を率いるジャコモ・マッテオッティ書記長であった。1924年6月10日、そのマッテオッティが何者かによって暗殺されたのを契機にムッソリーニ内閣に対する大規模な反政府運動が発生した。マッテオッティは社会党がムッソリーニが掲げる挙国政権参加を検討していることに反対し、事件直前の5月30日に行われた議会演説で激烈に国家ファシスト党を批判していた。マッテオッティ暗殺がムッソリーニの命令によるものかは議論が残るが、どうあれファシスト党の反民主主義という評価は決定的となった。
それまでムッソリーニ政権に是々非々の態度を取っていた諸政党は一挙に態度を硬化させ、古代ローマ時代に平民が貴族に対抗して聖なる山（一説にローマの七丘の一つアヴェンティーノにあったとされていた）に立てこもった故事に倣い、議会を欠席するアヴェンティーノ連合という政治運動が始まった。混乱の中、党の地方組織からも「非妥協派」と呼ばれる黒シャツ隊（旧行動隊）を中心とした党内過激派がファシズム運動の集権化と穏健路線に対する不満を再燃させ、以前から非妥協派の粛清を求めていた修正主義派のファシストと党内抗争を引き起こし、指導部に反対する離党者も次々に発生した。党内外からの圧力は大戦前のムッソリーニにとって最大の政治的危機となった。
しかし結果から言えば精神的指導者であるムッソリーニの権威が党内で決定的に揺らぐことはなく、党の崩壊や分裂には至らなかった。反ファシスト運動も国王や軍の支持が得られなかったことから次第に勢いを失い、最終的にゼネストに踏み切るかどうかで共産党や社会党、人民党の対応が分かれて瓦解した。内紛を制したムッソリーニは党内においては仲裁役、政府内においては既存の多党制を維持しながらの制度改革を考えていたそれまでの計画を不十分と感じ、根本的に国家制度を改革して一党制による独裁政治を行うことを決意した。ムッソリーニは党の書記長職に就かなかったり、首相時代に連立政権という形を取るなど自身が独裁者になることは望んでいなかったが、先述の内紛は全体主義を確立するまでの過渡期には独裁者が必要であることを示した。
1924年12月31日、各地で反ファシスト派への実力行使を再開していた国防義勇軍の幹部三十三名が年始の挨拶に首相官邸を訪れた際にファシスト党によるクーデターを提案すると、ムッソリーニも今回は了承した。1925年1月3日、ムッソリーニは議会演説で独裁の推進を公言し、同年の12月24日に首相に代わる新たな役職として首席宰相及び国務大臣（イタリア語: Capo del governo primo ministro segretario di Stato）を創設・就任した。論者によって違いはあるが、概ねこの時からムッソリーニの独裁は開始したとみなされている。

### ファシズム体制の構築

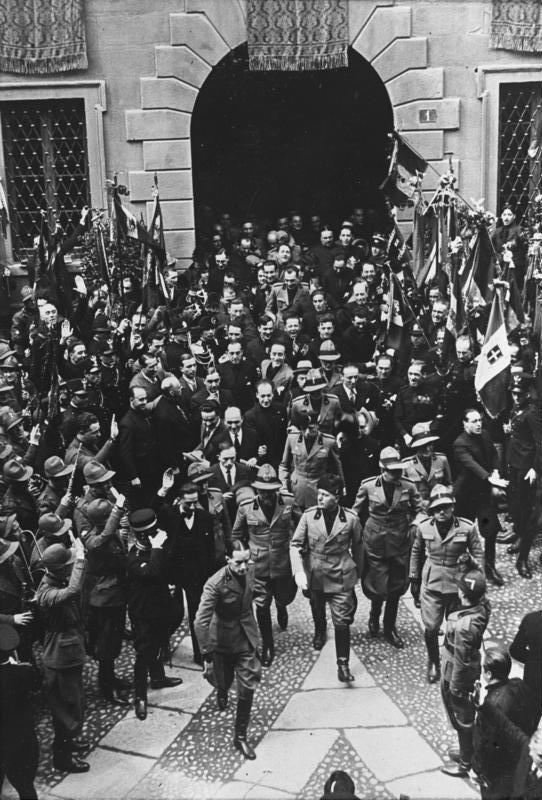
ムッソリーニを出迎える党員たち
（1930年撮影）

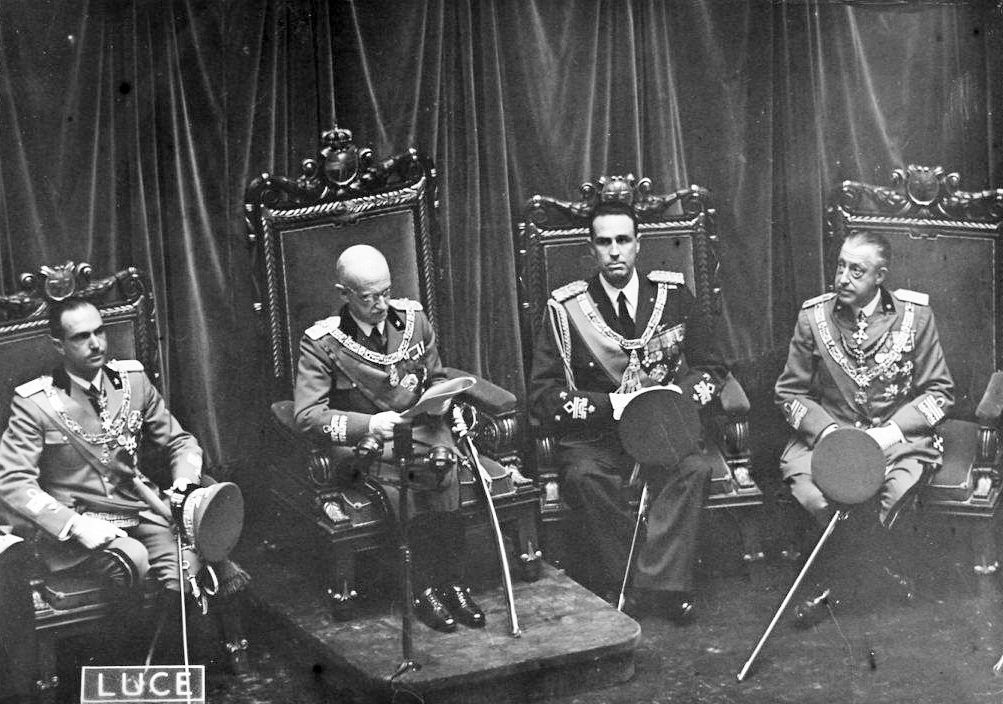
ファシズム・コーポラティズム議院に臨席するヴィットーリオ・エマヌエーレ3世
（1939年撮影）

独裁宣言以後、ムッソリーニは結社規制法、定期刊行規制法、政府による公務員免職法など次々と可決させ、反対派が全体主義（総力戦主義）と呼ぶ統制的な社会体制を作り上げていった。後に続くナチス・ドイツ体制での強制的同一化とは異なり、無用な軋轢を避け、長期的な視野に基づいた体制構築を志向したファシズム・イタリア体制は「選択的全体主義」と定義されている。
1925年6月に開かれた国家ファシスト党の党大会において、ムッソリーニは「イタリア国民のファシスト化」を宣言した。全ての国民が年齢・性別・職業・居住地など何らかの区分毎に組織化され、自由主義国家で認められているような政治社会と市民社会の境界線は取り払われた。政治行政から文化政策に至るまで、あらゆる分野でファシズムに基づいた社会・国家の構築が図られた。1927年10月、「ファシスト暦」の導入が決定され、ローマ進軍が行われた「西暦1923年」を「ファシスト暦第1年」として暦の始まりとした。伝統的な年号の横にローマ進軍から経過した年数が刻まれ、ファシズムの象徴であるファスケス（束桿）が宰相旗や国章などに組み込まれた。

#### 地方自治と議会民主制の廃止
| ファシスト党 |

1929年総選挙後の議席数

全体主義社会を作り上げる過程において徹底した中央政府への集権も推進され、地方政府にも矛先が向けられた。地方行政を統括する県知事の権限を強化する一方、コムーネ（日本における市町村）の首長を公選ではなく政府の任命制に変更する改革を行い、中央政府からの分権を大幅に剥奪した（ポデスタ制）。1928年9月、ファシスト党の諮問機関である大評議会を法制化して正式な国家機関に定め、党や国家の権限を集中させた。
議会内では既に圧倒的多数を占めるファシスト党による支配体制が確立されていたが、一党制の推進から他政党への攻撃が引き続き続けられた。野党のみならず政権に参加していた連立与党にも圧力を加え、1925年にはガスペリら人民党を与党から追放して解散を命じている。後述するザンボーニ事件後には遂に「反ファシスト主義者の下院議席剥奪を求める法律」が可決し、ファシスト党以外の政党は非合法化された。さらに行政権である政令に法的な拘束力を与え、立法権を持つ議会を無力化した。
1929年3月24日、1929年イタリア総選挙は国家ファシスト党以外の参加が認められず、選挙区も議員定数400名の全国選挙区に統合された。大評議会が決定した400名の立候補者が公示され、国民は候補者リストを受け入れるか否かのみで意思表示を求められ、投票用紙には「Si（スィ、はい）」「No（ノ、いいえ）」の二項目だけ記された。事実上の信任投票となった翼賛選挙に対する国民の関心は高く、投票率は89.8%を記録した。賛成票98.43%・反対票1.57%で国家ファシスト党の全議席獲得が承認された（一党独裁）。1934年3月25日には1934年イタリア総選挙が実施され、大評議会の候補者リストが再承認された。
国民の個人的意思に基づいた投票が形骸化したのと同時期に、労働組合が政府の指導下による労使協調を目指す協調組合（コラポラツィオーネ）とする改革が進められていた。ムッソリーニは協調組合の合議を新たな国民の意思決定機関とするコーポラティズム国家（協調組合主義国家）への改革を進めていった。1939年3月23日、三度目の翼賛選挙は行わず、代わりにモンテチトーリオ宮殿の代議院を産業別代表者による結束協調組合議会に再編することを決定した。新議会の初代議長にはガレアッツォ・チャーノ外務大臣の父であるコスタンツォ・チャーノ伯爵が選ばれたが、同年のうちに別の古参党員であるディーノ・グランディ議員に交代した。

#### 党における指導権

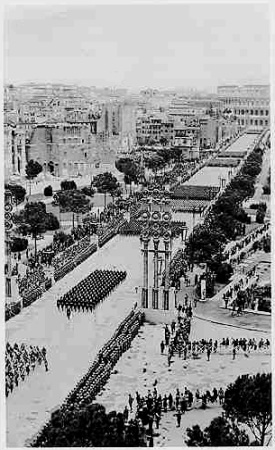
皇帝街道を行進するイタリア陸軍
（1930年代撮影）

そのファシスト党内では非妥協派の第5代党書記長ロベルト・ファリナッチが選出されていたが、党中央の規律を無視する党支部の動きを抑えるように命じたムッソリーニの命令を十分に実行できず解任され、新たにアウグスト・トゥラーティが第6代党書記長に指名された。ムッソリーニの意を受けたトゥラーティ体制において党内の綱紀粛正が徹底され、改革に反対する10万名の党員が党籍剥奪処分とされた。合わせて党の役職も全て指導部からの任命制に党規約が変更され、それまで党内でのムッソリーニの位置付けは精神的指導者としての部分が大きかったが、大評議会の設立に続く党改革によって明確にムッソリーニを頂点とし、それを書記長と大評議会が補佐する集権的な政党となった。今やムッソリーニに対抗できるのは党諮問機関である大評議会と、その後見であるサヴォイア家のみとなった。
1929年、執務室を官邸として使われていたキージ宮から、大評議会が設置されていたヴェネツィア宮の「両半球図の間」に移動させた。
1931年、第8代書記長アキーレ・スタラーチェの時代に更なる党改革が進められた。それまで国内の政治的エリートを選抜するという指導政党としての路線が改められ、「大衆の中へ」をスローガンに国民に新規入党を奨励する大衆政党へと転進した。入党資格の大幅な緩和が行われ、公務員、教師、士官将校に至っては入党が逆に義務になり、入党を拒否した者は解任された。歴代書記長で最もムッソリーニに盲目的であったスタラーチェ時代に進められた大衆化政策でファシスト党員は260万名以上に膨れ上がった。
労働者の福利厚生を国営化するために設立された労働者団体ドーポ・ラヴォーロ（労働後）協会（OND）、伝説的に語り継がれる愛国者の少年バリッラ（ジョヴァン・バティスタ）の名を冠した少年・少女組織バリッラ団（ONB）など福祉や教育、青少年団体などの分野で、党の協力組織も相次いで設立された。ドーポ・ラヴォーロ協会には380万名、バリッラ団は170万名がそれぞれ加入しており、新規入党者に加えて準党員を含めると党員は約600万名以上に達している。ただナチスがそうであったように、古参党員の中には権力掌握後に入党した人間を党の略称（PNF）になぞらえて「家族のためのファシスト」と呼んで軽蔑する傾向にあった。
1932年10月28日、ローマ進軍十周年を記念して国内のモダニズム芸術家による協力の下にファシスト革命記念展が盛大に開催され、翌年の記念日には首都ローマにヴィットーリオ・エマヌエーレ2世記念堂からコロッセウムまでを繋げた大通りである皇帝街道
を開通させた。独裁制と一党制によって牽引される全体主義は必然的に指導者への個人崇拝を生み出した。政府宣伝を通じて独裁者ムッソリーニは国家・民族の英雄として神格化され、神話とも言うべきプロパガンダが展開された。

#### 警察国家化
結社や議会制民主主義が規制されていく中で集団行動を基本とする社会民主主義、自由主義、共産主義（社会主義）などは抵抗する気概を失うか、キリスト教民主主義、民族主義、国家主義のようにファシズム運動による全体主義に合流した。しかし依然としてアナーキストだけは個人主義に基く衝動的なテロによって全体主義体制への抵抗を続けた。1926年10月31日、15歳の少年であったアンテオ・ザンボーニがボローニャで銃撃事件を起こし、その場で護衛していた党員たちの手で暴行を加えられて死亡した。ザンボーニはアナーキスト系の政治運動に参加していた。その後もアナーキストによる暗殺計画は続き、ジーノ・ルケッティ、ミケーレ・シラーらが同様の暗殺未遂事件を起こしている。また1926年4月7日にはアイルランド貴族の娘であったヴァイオレット・ギブソンが暗殺を試みて逮捕された。ヴァイオレットは街頭で銃撃してムッソリーニに軽傷を負わせたものの、すぐさま群集に取り押さえられて袋叩きにされ、警察に引き渡された。ヴィオレットは犯行理由について支離滅裂な発言を繰り返し、精神障害者として国外追放が命じられた。
しかしアナーキストによる暗殺事件すらムッソリーニは警察国家化への口実に活用し、首相への暗殺計画は未遂でも死刑とする法律を制定した。1927年、政治犯を対象とする控訴が認められない国家保護特別裁判所を設立する司法改正を行い、1930年にはファシスト党指揮下の秘密警察OVRA（Organizzazione per la Vigilanza e la Repressione dell'Antifascismo、反ファシズム主義者に対する監視と鎮圧のための組織体）が警察長官の直属組織として設立され、5000名の隊員が選抜された。1926年から1940年まで14年間の長期にわたって警察長官を務めたアルトゥーロ・ボッチーニの指導下で、OVRAは国家保護特別裁判所と連動して政治犯の摘発を実行している。
警察国家化の過程でイタリア社会で根付いて来たイタリア南部の犯罪組織への摘発が開始された。南部の犯罪組織は社会不安を引き起こしイタリア経済の障害になっていた。南イタリアは経済発展が立ち遅れており、また北イタリア人による南イタリア人差別も存在していたが（南部問題）、こうした社会的背景が南部犯罪組織の勢力を伸長させたとの指摘もある（→イタリア統一運動#南部問題の発生も参照）。中でも古い歴史を持つシチリア島のマフィアはしばしばシチリア島の分離主義運動とも結びついており、国民統合を訴えるファシズムから強く敵視された。特にシチリア島に跋扈するマフィアへの対処は徹底的なものであり、警察出身のボローニャ県知事チェーザレ・モーリがパレルモ県知事に抜擢された。チェーザレに対してムッソリーニは以下のように訓示している。
ムッソリーニとファシスト党政権の全面的協力により、モーリ体制下の警察組織は次々とマフィアの大物を投獄・処刑し、またマフィアと関与していたシチリア党支部に対する粛清と再編も行っている。モーリの手法はムッソリーニが期待していたように手段を選ばず、容赦がなかった。構成員の身元が明らかになると妻子を連行して人質に取り、非合法の拷問を行って内部事情を自白させるなどマフィア顔負けの残忍さで組織を殲滅していった。シチリアマフィアの大物であるヴィト・カッショ・フェロは終身刑を受けて1943年に獄中死し、それ以外の大物も潜伏や海外への亡命を強いられた。今日においてもムッソリーニの評価が維持されている理由の一端として、こうした徹底的な対マフィア政策が思い起こされるためであるとも言われている。事実、モーリがムッソリーニと対立してパレルモ県知事を退任した1929年時点で、シチリアの殺人件数はファシズム体制以前の10分の1にまで低下している。
イタリア系ユダヤ人で犯罪学の祖とも呼ばれるチェーザレ・ロンブローゾは脳が生物的に退化し罪を犯しやすい精神的気質を持つ「生来性犯罪者」という概念を提唱したが、ロンブローゾ学説の流れを汲む犯罪学者らは、南イタリア人は北イタリア人とは異なってアフリカやオリエントの血統を引いているがゆえに犯罪率が高く（生来性犯罪者が多く）、マフィアやカモッラなどの凶悪犯罪者集団を生み出してきたと論じるなど、南イタリア人を差別する論説を公然と主張していた。ナショナリズムによる国民統合を訴えるファシスト党は、国民の分断を煽るロンブローゾ学説に基づく南イタリア差別の論説を公言することを制限し、それは次第に退潮した。しかし北イタリア人の南イタリア人に対する差別感情が完全に消え去ることはなく、心理学者のバッタッキ（Marco Walter Battacchi）は1959年段階で北イタリア人が未だに南部に対する差別感情を抱いていることを自著で述べている。

#### 経済政策の転換

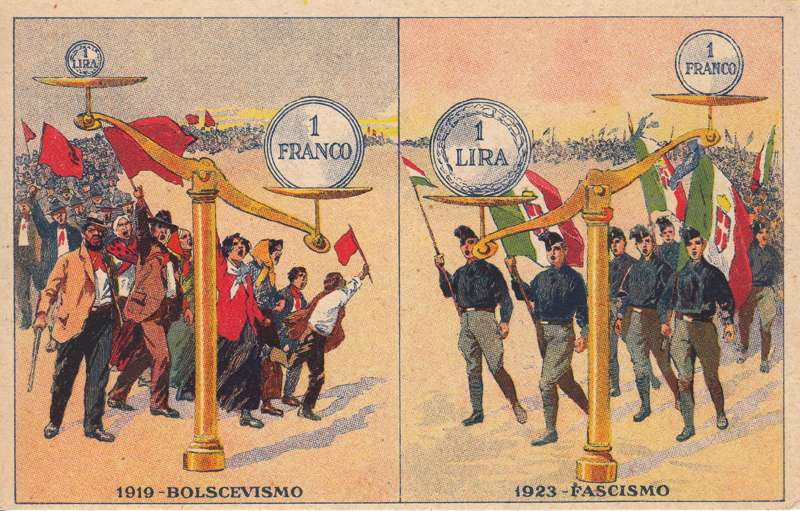
『ボリシェヴィキとファシスト』
国家ファシスト党が1924年に用いた宣伝ポスター。左側には赤旗を持った暴徒が描かれ、右側には国旗を持ったファシストたちが描かれている。

1920年代後半からファシスト政権下での経済成長は貿易赤字と物価上昇から行き詰まりを見せており、独裁体制確立後にそれまでのステファニ財務相による経済的自由主義を切り上げ、経済面でも政府による統制を進め始めた（計画経済）。1925年7月、ステファニの後任として産業界・銀行界出身の実業家ジュゼッペ・ヴォルピが財務相に任命され、自由貿易から一転して保護貿易政策に切り替えて自国産業の温存が図られた。通貨の安定化とデフレ化も推進され、前者については以前から整理統合が進められてイタリア銀行（中央銀行）、ナポリ銀行、シチリア銀行の三銀行に限定されていた通貨発行権について、制限をさらに進めて中央銀行の専権事項とした。後者については「リラ戦争」と題したリラ高化政策が推進され、1ポンド=92.46リラのレートにまで上昇、さらに金本位制にも復帰した。ヴォルピ財務相の経済政策によって大資本による生産の合理化が進んだ一方、中小企業や輸出企業などは不利な状況に置かれ、賃金低下や失業者の増加なども発生した。
労働組合に対しては旧ナショナリスト協会出身のアルフレッド・ロッコ法相が1926年4月にヴィドーニ協定によってファシスト党系以外の労働組合に企業組合である工業総連盟（コンフィンドゥストリア）との交渉権を認めないことで実質的に形骸化させた。その上でファシスト党系組合に関してもストライキは違法とするロッコ法を制定して弱体化させた。同年11月にはファシスト系労組の中央組織である国民総連盟が6つの産業連盟に分派された。また労使協調の観点から職業別の協調組合組織（コラポラツィオーネ）を設置する動きが進み、1926年にコーポラティズム省が、1930年に産業分野別に労働組合の代表を集めるコーポラティズム評議会が設立された。一方でこうした協調組合組織を社会の意思決定の仕組みに組み込んでいくという試みも行われ、最終的に前述のコーポラティズム議会の設立に繋がった。

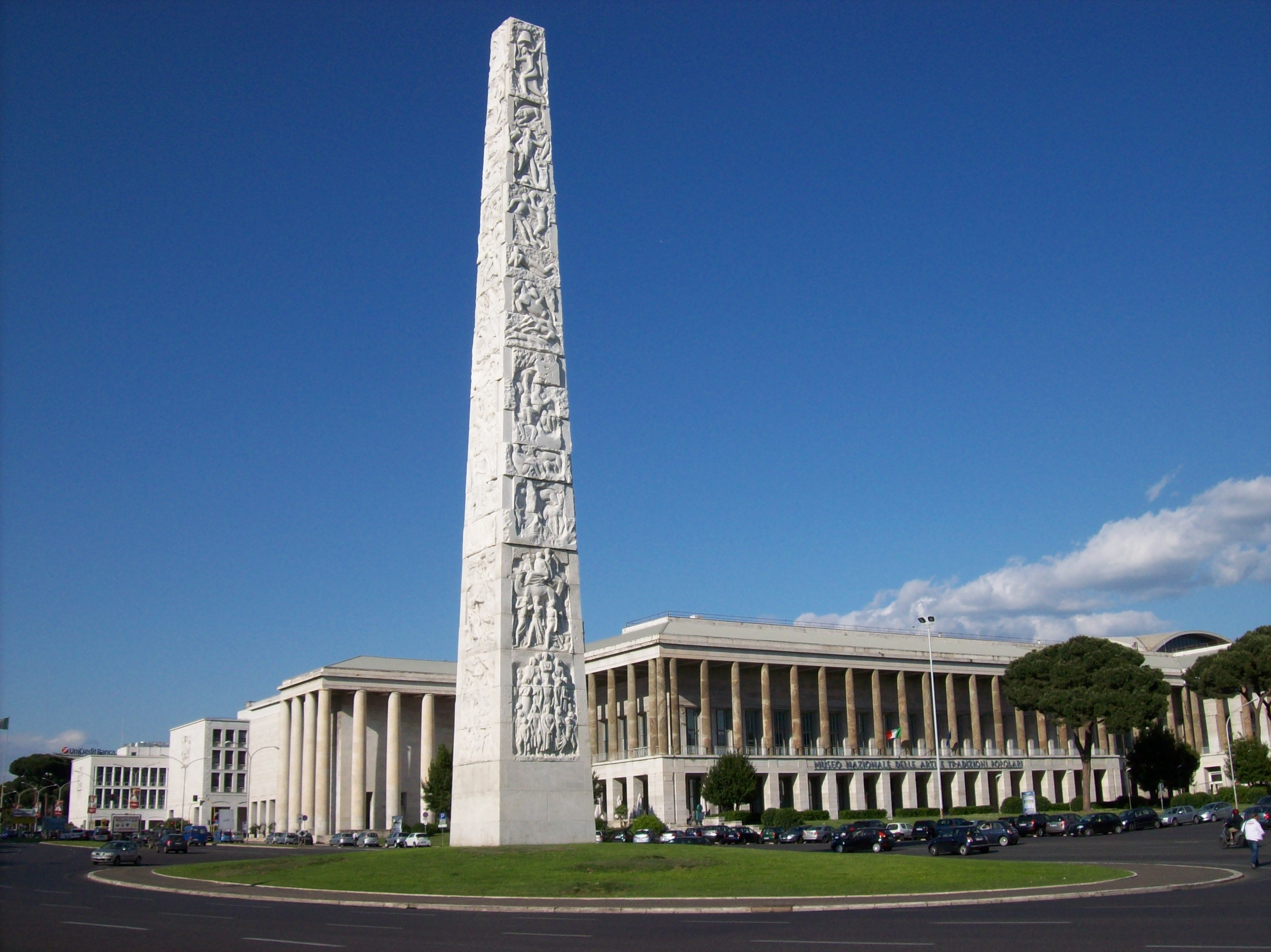
EUR（エウローパ）地区に建設された記念柱

農村部では貧農が都市部に職を求めて流れ込み、社会問題となったことから農村部の開拓事業を進めた。ムッソリーニは農業開拓による公共投資で農村の失業率改善や国内における小麦の増産を目的とし、「小麦戦争」と題した大規模な開拓政策を実施した。イタリア中部ラツィオ州のラティーナ市とサバウディア市の間に5000か所もの小麦農場を整備し、更にその中心地として5つの農業都市を建設する構想が立てられた。また島嶼部のサルデーニャ島でも農業開拓のモデル都市（現サルデーニャ州アルボレーア）が建都され、ヴィラッジオ・ムッソリーニ（Villaggio Mussolini）あるいはムッソリーニャ・ディ・サルデーニャ（Mussolinia di Sardegna）と名付けられた。このモデル都市は新たな農村社会の在り方を示すことで、農民に「農村への誇り」を抱かせようという狙いもあった。農業都市の建設は国家ファシスト党の支持団体の一つである全国兵士協会の協力を得て行われ、主にヴェネト州の農民が移住して農地開墾を行った。
小麦戦争は開拓事業で農業従事者を増やすことと穀物の増産には成功したが、小麦増産にこだわったことで開拓地に不向きであっても生産を強制した、ただしこれは最終的に失業対策や農業増産・公衆衛生の改善につなった。国内の合わせて実施された輸入小麦関税引き上げに伴い、穀物価格が上昇して消費量も低下した。ただ、1925年には5000万クインターリ（１クリンターリ=100kg）だった小麦の生産量が1930年代には8000クリンターリとなり、穀物輸入量が75％減少し、1933年までにはほぼ輸入が必要なくなった。しかし開拓と農業政策は政府が農家に支払う助成金の増額に繋がり、失業率改善と農業生産力向上を果たし人口の増加には効果が出たものの経済回復には寄与しなかった。小麦戦争と並行して「土地戦争」と題された農地改革や、マラリアの原因ともなっていたラツィオ州に広がるポンティーノ湿地の干拓など農業用地の拡大も実施され、一定の成果を上げた。
ほかにローマの南ポンティエーノ湿地の干拓に成功した。これはローマ帝国やローマ教皇、そしてナポレオンまでもが取り組んだが成功とはいかず、ムッソリーニの干拓成功例として挙げられる。
都市部の改造も精力的に進め、ローマ万国博覧会に向けて首都ローマに新しい都心部としてEUR地区を建設した。設計はムッソリーニがアダルベルト・リベラやジュゼッペ・テラーニらの様式を好んでいた為、モダニズム建築に基づいて行われた。同時にローマ時代に凱旋門と並んで勝利を祝って建設する習慣のあった記念柱も設置されており、古典趣味とモダニズムが混交した独自の都市計画となった。同じく新興文化を背景とする映画産業の育成にも取り組み、国立撮影所チネチッタとイタリア国立映画実験センターを設立してイタリア映画界を大きく発展させた。
1929年の世界恐慌による輸出の停滞と外資の撤退によりヨーロッパ経済が後退すると、イタリアでも1930年の夏頃から労働者の失業や賃金の引き下げが相次いだ。禁止されているストライキに踏み切る者も現れ、1931年、二つの国営企業としてイタリア動産機構（IMI）と産業復興機構（IRI）が設立されたが、それぞれ企業と銀行を公的資金によって救済することを目的としていた。特にIRIは民間銀行に保有する株式と引き換えに税金を投入する事業を行い、銀行を救済しつつ鉄鋼・海運・造船などの分野での大企業を自社の一部として国有化した。第二次世界大戦が開戦する1939年の時点でイタリアはソビエト連邦の次に国有企業の割合が多い国となっていた。一連の政策は経済学者出身のフランチェスコ・サヴェリオ・ニッティ首相時代に育成されたテクノクラートによって主導された。
公共投資の資金を集める一環として「祖国のために金を」（Oro alla Patria、Gold for the Fatherland）という国家主義的なスローガンを掲げた政府への金製品の提供が進められ、ムッソリーニ自身も結婚指輪を政府に提供している。集められた金は溶かされた上で金塊へ精製され、国立銀行の予備金として管理された。

#### カトリック教会との同盟

ヴァチカン市国

リソルジメントによる教皇領廃止と普仏戦争時のローマ遷都後、サヴォイア家の王族への破門が行われるなどイタリア政府とローマ教皇庁は対立関係にあった。ムッソリーニは無神論者であったが、カトリック系政治勢力を全体主義体制に組み込むべく以前から和解交渉を続けていた。独裁体制確立後の1929年2月に教皇庁国務長官のピエトロ・ガスパッリ枢機卿の仲介でラテラーノ条約が締結された。条約は二つの協定に分かれ、一つ目はイタリアとローマ・カトリックの和解案であった。ローマ教皇ピウス11世はサヴォイア家による教皇領国家の廃止を受け入れてイタリア王国を承認し、対するイタリア王ヴィットーリオ・エマヌエーレ3世は教皇領廃止の補償金を教皇庁に支払い、また教皇が居住するヴァチカン市における教会の自治権を承認した。これによってイタリア王国とローマ教皇庁との対立に終止符が打たれるとともにヴァチカン市国が新たに成立した。
二つ目の協定はコンコルダート（政教条約）に関する内容であり、建国以来の反教権主義を取り下げて教会での婚姻、義務教育における宗教教育、ローマ教会の青年組織であるカトリック青年団の活動など、これまで公的に非公認の状態であったイタリア国内での布教活動の再開が認められた。カトリック系勢力との和解でキリスト教民主主義やキリスト教社会主義などのカトリック系政治運動もファシズムに取り込まれた。しかし本質的にキリスト教を蔑視していたムッソリーニはカトリック青年団をファシスト党青年団のバリッラ団へ統合するように圧力を掛けるなど、その後も水面下での対立関係は継続した。
北アフリカなどでのイスラム教勢力に対しては常に友好的に接して、ファシスト党がイスラム教の庇護者であると宣伝した。

#### オーストロ・ファシズムとの連帯

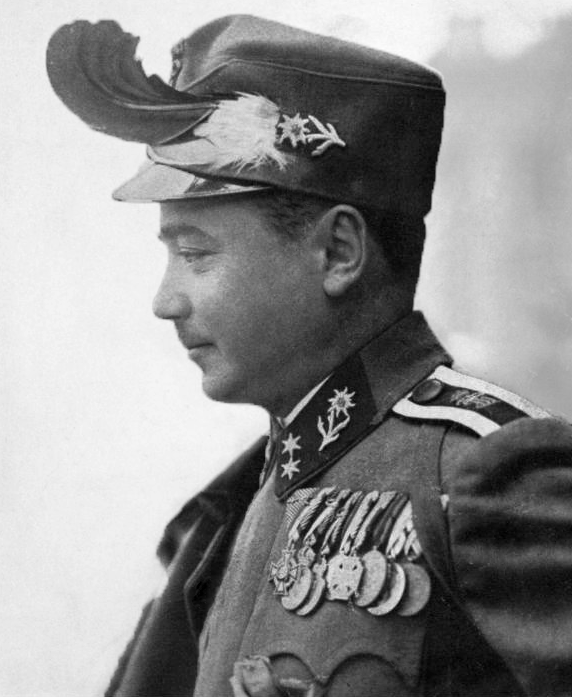
エンゲルベルト・ドルフース

1932年5月20日、イタリア王国にとってかつての宿敵であるオーストリア・ハンガリー帝国の後裔国家オーストリアで、キリスト教社会党の党首エンゲルベルト・ドルフースが首相に就任した。ムッソリーニはイタリア民族主義に立つ人間としてオーストリアに伝統的な反感はあったが、ムッソリーニの政権獲得から11年後にドイツの政権を獲得したナチ党党首ヒトラーは、故郷オーストリア併合を悲願としており、このドイツの動きを牽制するために協力関係を結び、ドルフースもファシスト政権の制度を参考にした祖国戦線党を中心とするオーストロ・ファシズム体制を形成した。ドルフースとの間には個人的友情も芽生え、家族ぐるみで交流する間柄になっていた。またオーストリアの独立派が掲げていたハプスブルク家の復位にも賛同し、婚姻によるサヴォイア家とハプスブルク家の合同も検討していたとされる。
1934年7月25日、ナチ党の影響下にあるオーストリア・ナチスの党員がオーストリア軍兵士に偽装して首相官邸に突入、ドルフースを暗殺する事件を起こした。これはドルフース家がムッソリーニ家のリッチョーネにある別荘を尋ねる予定となっていた中の出来事であった。ムッソリーニは先にイタリアへ入国していたドルフース夫人に事件を伝えると、陸軍に4個師団を即座にオーストリア国境へ展開する命令を出した。同時にイタリアはイギリス・フランスと共にドイツへの非難声明をだし、一挙に併合を目論んでいたヒトラーは事件への関与を否定して計画を撤回せざるを得なくなった。ムッソリーニのヒトラーに対する印象は最悪なものとなり、彼が自身に尊敬の念を寄せるヒトラーを蔑んだという話は専らこの時期を指している。

### 枢軸国陣営の形成

#### 第二次エチオピア戦争
1934年12月5日、エチオピア帝国とイタリア領エリトリア・ソマリランドの国境問題を巡り、イタリアとエチオピアとの間で武力衝突が発生した（ワルワル事件）。青年時代から第一次エチオピア戦争の復讐を望んでいたムッソリーニはこれを契機にエチオピアへの植民地戦争を再開し、エリトリアおよびソマリランド駐屯軍に遠征準備を命じた。戦争にあたってムッソリーニは英仏と交渉を重ねて調整を進めていたが、左派の労働党や国民の平和主義運動に突き上げられた英仏は曖昧な態度を取り、最終的にリベラル寄りのスタンリー・ボールドウィン英首相と、反ファシストであった英外務副大臣アンソニー・イーデンの強い主張が通ってエチオピア側に立った。
イーデンの外交姿勢はストレーザ戦線を主導するなど旧協商国寄りであったムッソリーニをドイツへ接近させる結果を生み出し、この点において親ファシストであった外相サミュエル・ホーア、ウィンストン・チャーチルやイギリス王エドワード8世の考えとは対照的だった。特にイーデンの上位となる英外相ホーアはファシスト運動を初期段階から後援していたムッソリーニの旧友であり、「仮に経済制裁が行われても決して石油の禁輸は行わない」と約束していた。
1935年10月2日、ムッソリーニは外交交渉を切り上げることを決意し、ヴェネツィア宮からエチオピア帝国への宣戦布告演説を行った。
1935年10月11日、国際連盟はイタリアに対する経済制裁を求める決議を行い、反対票を投じたオーストリア、ハンガリー、アルバニア、パラグアイを除く加盟国の賛成で可決されたが、石油を制裁から外すという譲歩も示された。イーデンは石油禁輸を主張して国内でキャンペーンを展開するなど侵略反対を貫いたが、ファシズムに好意的だったフランスのピエール・ラヴァル政権は禁輸に反対した。そもそも国際連盟にはアメリカが加盟していないので、貿易路が封鎖されなければいくらでも物資輸入は可能だった。それでも経済制裁はイタリアの経済や市民生活については少なくない悪影響を与え、自給率を上げるアウタルキア（自給自足経済）の構築が進められた。
イタリアとの和解を目指す英外相ホーアと仏首相ラヴァルは、エチオピアに対してイタリアへの大幅な領土割譲を要求するホーア・ラヴァル協定を纏め、ボールドウィン英首相も一旦はこれを受け入れた。だが労働党と国民は猛烈な政府批判を繰り広げ、総選挙を控えていたボールドウィンは協定を破棄してホーアは辞任に追い込まれた。代わって外相に昇格したのがイーデンであり、外相となってからは石油禁輸どころかスエズ運河の封鎖まで主張するに至っている。イタリア国内ではボーア戦争の戦争犯罪を取り上げた報道が行われるなど反英主義的が隆盛して、紅茶など「イギリス的な物」はアウタルキアの一環として禁止された。「イタリアで最も憎まれた男」であるイーデンに至ってはイタリア中から悪罵され、イーデン（Eden）と同じ綴りとなる全ての地名が変更された。こうした排外主義はイタリア国民の愛国心や継戦意思を強める結果をもたらし、戦争を止める上では逆効果だった。「52カ国の包囲」と呼ばれた国際的な孤立はヴェルサイユ条約以来、国際外交に反感を持っていたイタリア国民からは「国益を守る戦い」と受け取られ、国家への忠誠心が最も高まった。
| ローマ帝国の最大領域 イタリア帝国主義が主張していた領域 |

前線の戦いはエミーリオ・デ・ボーノ陸軍元帥、ピエトロ・バドリオ陸軍元帥、ロドルフォ・グラツィアーニ陸軍大将らが指揮を執り、開戦からすぐに因縁の土地アドワを占領している。冬の時期を迎えると一時的に進軍は停滞したが、1936年の春に行軍が再開されると同年中にエチオピア全土を制圧した。1936年5月2日、敗北したエチオピア皇帝ハイレ・セラシエは特別列車でジブチへ逃亡を図り、これを空軍部隊で補足したグラツィアーニは列車を攻撃する予定だったが、ムッソリーニは提案を却下した。イタリア側の死傷者は本国兵士が2500名、植民地兵（アスカリ）が1600名と軽微であった。戦闘ではピエトロ・バドリオ元帥の主張によって毒ガスも使用されたが軍事的な効果は限定的で、元よりハーグ陸戦条約違反（ダムダム弾の使用、兵士の遺体損壊）への報復として使用している。併合されたエチオピア帝国の帝位は宣言通りエマヌエーレ3世が兼任し、後に旧エチオピア帝国領は周辺のイタリア領植民地と合同されてイタリア領東アフリカへ再編された。
1936年5月5日、ヨーロッパ系の植民者たちから歓声を受けつつ、白馬に乗ったバドリオ元帥が首都アディスアベバに入城して戦争は終結した。同日夜、ヴェネツィア宮の大広場に集まった国民に向けて、ムッソリーニは「エチオピア帝国への戦勝」と「サヴォイア家が皇帝の称号を得る」という二つの輝かしい出来事を報告した。熱狂する国民を前に『諸君らはそれに値するか？』とムッソリーニが問いかけると、『そうだ！』（Si、スィ）との大歓声が何度も上がった。続いて自らの主君であるヴィットーリオ・エマヌエーレ3世は今日を持って王から皇帝となり、ローマ帝国以来となる「イタリアにおける帝国の復活」も宣言した（イタリア帝国、Impero Italiano）。
戦争反対論を掲げていたイギリスのボールドウィンとイーデンは戦いが長期化するという読みが外れて面目を失い、保守党政権でイタリアを支持してきたネヴィル・チェンバレンやウィンストン・チャーチルらが力を持ち始めた。チャーチルはイーデンのスエズ運河封鎖計画に反対し、ボールドウィンが後継首相に考えていたチェンバレンは制裁解除を求める演説を行っている。また戦争終結直前に駐英大使ディーノ・グランディと謁見したエドワード8世も、「イタリアの戦勝に対する心からの喜び」を示したという。周囲の意見に屈したイーデンは国際連盟で「もはやいかなる有用性もない」として制裁解除を求め、7月15日に国際連盟は経済制裁を解除した。
国家ファシスト党が初期段階から唱えていた拡張主義・生存圏理論である不可欠の領域を求める動きは、ローマ帝国時代を思い出させる「イタリア帝国」の成立によって勢いを増した。ただしイタリア帝国主義の目標は地中海圏の統合ではなく、エジプトから西アフリカ、バルカン半島西部、東地中海の島々と現状の飛び地を結ぶ構想であった。1938年3月30日には帝国全体の統帥権として帝国元帥首席（Primo maresciallo dell'Impero）が創設された。ムッソリーニは帝国元帥首席にヴィットーリオ・エマヌエーレ3世と共同就任することで実質的に統帥権を分与されている。またヴィットーリオ・エマヌエーレ3世からは公爵への叙任が提案されたが、「私は今迄通りのベニート・ムッソリーニであります、陛下」と返答して爵位を辞退し、代わりに「帝国の創設者（イタリア語: Fondatore dell'Impero、フォンダトーレ・デッリンペーロ）」の名誉称号を与えられている。

#### スペイン内戦

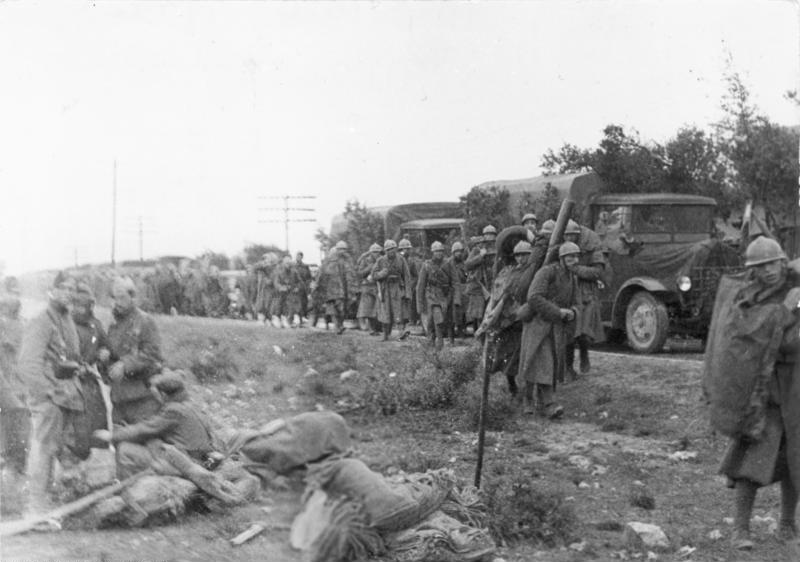
義勇軍団の縦隊

1936年7月17日、米西戦争や第三次リーフ戦争など植民地における軍事的挫折によって衰退が続いていたスペイン王国で内戦が発生した（スペイン内戦）。フランシスコ・フランコ将軍を中心とした反乱軍（国民軍）は親ファシズムを標榜して独伊両国に支援を要請、7月21日には早くも使者がイタリアを訪れている。
ファシズムの影響を受けたファランヘ党も国民軍の反乱に加担していたが、ムッソリーニは内戦参加に当初反対だった。しかし外務大臣チアーノが積極的であったことや、フランスがマヌエル・アサーニャら政府軍（人民軍）の支持を検討したことから、国民軍への援助を命じた。続いてドイツもヒトラーとゲーリングが支援を決め、手始めに独伊で合計21機の航空機を供与している。第二共和制に対するフランスの支援は実際には行われず、イギリスと共に「スペイン不干渉委員会」を組織した。代わりにソヴィエト連邦が共和国派の支援を表明したので、本来友好的であったイタリアとソヴィエトとの対立が生じた。またフランコは早期の内戦勝利に否定的で旧首都マドリード占領を避けて長期戦に向けた体制を構築することを志向し、ムッソリーニとヒトラーは国民軍の戦意に疑いを持った。
1936年12月6日、アプヴェーア長官ヴィルヘルム・カナリスとローマで意見交換を行い、独伊の直接介入が必要であるとの結論に達した。ドイツが航空支援に留めてコンドル軍団を投入したのに対してムッソリーニは陸軍派遣にも踏み切り、政府内に「スペイン局」を設立してフランコ軍との共同部隊を編成する計画を立てた。計画は指揮権を巡る対立から中止されたが、マリオ・ロアッタ陸軍准将を司令官とするイタリア義勇軍団（Corpo Truppe Volontarie、CTV）が空軍と共に投入された。

ガリバルディ国際大隊の旗

独伊の直接介入後もフランコの慎重さは変わらず、マドリードへの包囲を開始してからも2度にわたって共和国軍に敗北した。ムッソリーニはロアッタにマドリード南部のマラガに反乱軍の南西方面軍との共同攻撃を命じ、2月7日にイタリア義勇軍団はマラガを占領した。陸空軍以外に潜水艦を中心に海軍も参加するようになった。イタリア海軍の攻撃で共和国側海軍は地中海の制海権を完全に失い、黒海・地中海経由の補給線を寸断されたソ連の物資援助はバルト海・大西洋方面からのみとなった。ムッソリーニは続いて北方のバレンシア攻略を命令したが、少将に昇進したロアッタから反対されて断念した。義勇軍団は4個師団を指揮下に置いていたが、その半数は国防義勇軍に所属する民兵部隊であり、陸軍から送られた部隊より練度に問題があった。
1937年2月6日、フランコはマラガ攻略に呼応してマドリード北方のハラマに軍を進めて南北からの首都包囲を試みたが、国際旅団が加わった共和国軍の激しい抵抗にあってまたもや頓挫した。ここに至ってフランコからマドリード攻略の助力が求められた。ムッソリーニは陽動作戦としてグアダラハラへの進出を義勇軍団に命じ、ロアッタはフランコと書簡を交わして「両軍の共同攻撃」とする同意を結んでいる。1937年3月8日、グアダラハラの戦いでは、ムッソリーニもフランコと同じく手痛い敗北を蒙った。義勇軍団の疲弊、物資欠乏、悪天候、同じイタリア人の共和国軍部隊「ガリバルディ国際大隊」の勇戦、そしてフランコが事前協定を反故にして共同攻撃を行わなかったことが苦戦の原因となった。義勇軍団が共和国軍の戦線を突破してグアダラハラ近郊にまで迫っても両翼の反乱軍部隊は動かず、共和国軍の巻き返しが始まってからも救援に訪れなかった。作戦失敗が決定的になった3月18日、フランコは反乱軍に戦線を交代させた。
フランコはイタリアのスペインへの影響力低下を期待していた向きがあり、ムッソリーニは激怒したが支援を撤回できる段階ではなく、フランコがイタリア義勇軍団を指揮下に置くことを受け入れざるを得なくなった。司令官はロアッタからエットーレ・バスティコ陸軍少将に交代した。フランコは長期戦を前提とした戦争指導に回帰してマドリード以外の諸地域に攻撃を行い、イタリア義勇軍団は北部のバスク地方とカンタブリア地方を割り当てられた。1937年6月、国民軍と独伊軍はバスクでビルバオに構築された陣地「鉄のベルト」を巡る戦闘に勝利した。同年8月、ムッソリーニはバスク政府に投降を呼びかけたが応じなかった為、バスクと隣接するカンタブリアにイタリア義勇軍団を追撃させ、バスク軍はサンタンデルで降伏した。
イタリア義勇軍団はバスク人難民の亡命を認め、中立船が停泊するサントーニャ港に難民を移動させたが、国民軍から引き渡しを強く求められた。「降伏協定を遵守する」との回答からバスク人難民は国民軍に引き渡されたが、フランコは難民を略式裁判を経て即時処刑した（サントーニャの悲劇）。この行動にバスティコは「イタリアの名誉に関わる」と猛烈な抗議を行っている。ムッソリーニはフランコと険悪な間柄になったバスティコからマリオ・ベルティ陸軍少将に司令官を交代させ、国民軍との協力体制を崩さなかった。一方でフランコの慎重さによって内戦は過度に長期化して決着が見えず、援助する立場にあるムッソリーニは事あるごとに苛立ちをフランコに伝えている。
1938年7月、共和国軍がエブロ川で大攻勢を開始して内戦はますます長期化し、同年9月にはイタリアとソ連はそれぞれ介入部隊を削減して国際旅団も解散となり、両軍は撤退時期を模索し始めた。同年11月、周囲の動きを受けてフランコは積極策に転じ、イタリア義勇軍団とドイツコンドル軍団を全面的に投入した反攻作戦を行って戦線を押し返した。1939年1月、反乱軍による共和国政府の本拠地カタルーニャへの最終攻勢が開始され、1月26日にイタリア義勇軍団が臨時首都バルセロナに突入、2月3日にアサーニャ大統領ら共和国政府の閣僚陣はフランスに亡命した。2月13日、フランコは内戦中の行為について「法の不遡及を適用しない」とする宣言を出して共和国派への無差別粛清を行ったが、ムッソリーニは共和国関係者に亡命援助や助命を行うように義勇軍へ命令している。旧首都マドリードなど一部地域では抵抗が続いたが長くは持たず、3月中にほぼ全土が制圧された。
1939年4月1日、フランコは内戦勝利を公式に宣言した。フランコによる義勇軍団への労いは手厚く、内戦終結を祝う記念パレードがマドリードで行われると主役としての扱いを受けた。パレード後もコンドル軍団については送別式が行われるのに留まったが、イタリア義勇軍団は帰国の道中にまでフランコの義弟ラモン・セラノ・スーニェルがファランヘ党員を連れて同行し、イタリア陸軍によるナポリでの凱旋式でも義勇軍団に従う形で行進している。
内戦の勝利によってイベリア半島でのファシスト政権樹立という目的は果たされ、地中海諸国におけるムッソリーニの威信も高まったが、軍備や国費の浪費はイタリアの国益を損ねた部分も少なからずあった。

#### 「ローマとベルリンの枢軸」発言

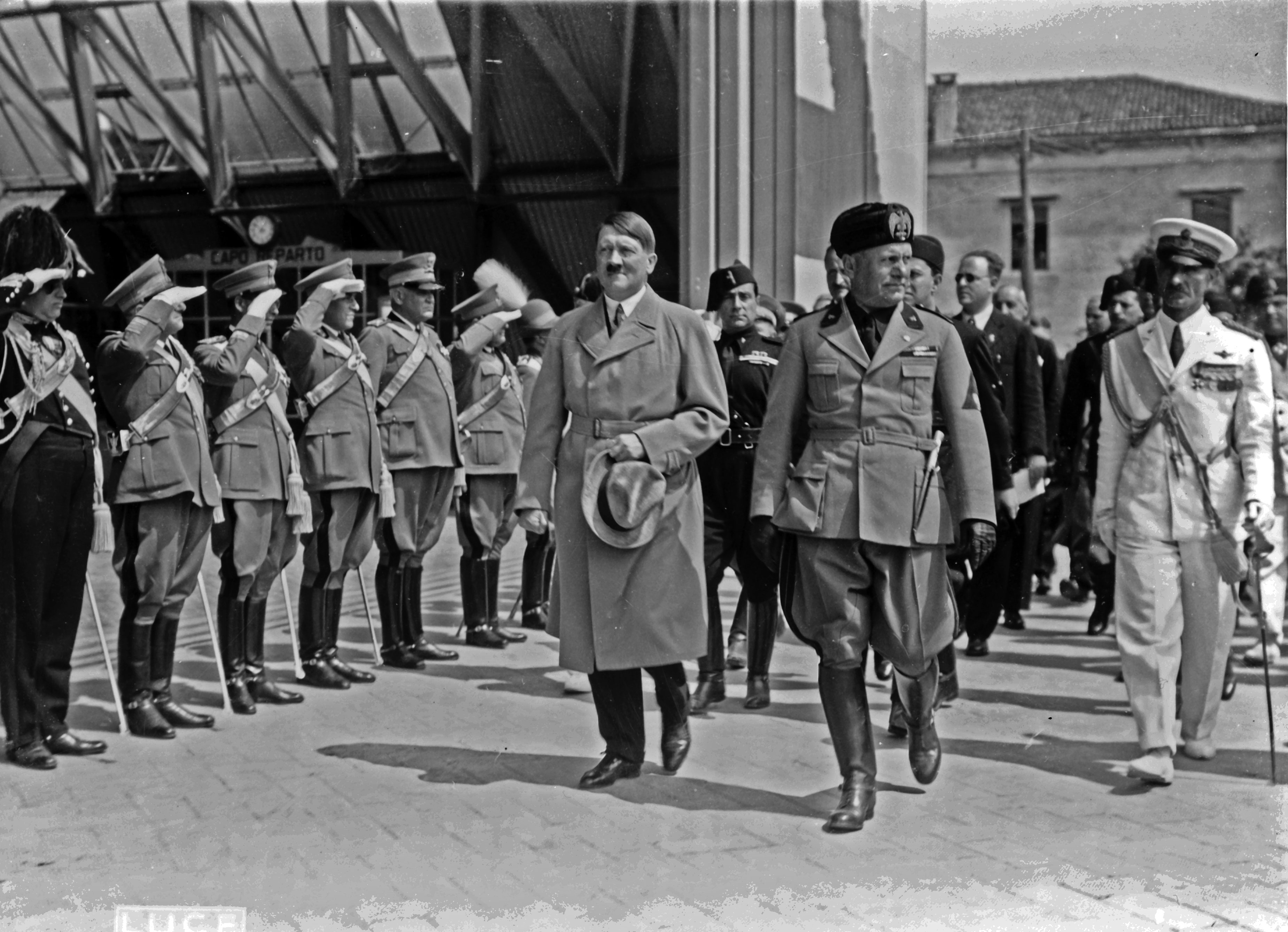
ヴェネツィアでの首脳会談

ドイツのヒトラー政権は、ファシズムに影響されたナチズムとヴェルサイユ条約体制の打破を掲げて再軍備宣言などに着手し、国際的に孤立していた。ヒトラーはムッソリーニへの尊敬を公言し、早い段階から独伊の国家同盟を模索していた。対するムッソリーニはドイツという国家には若い頃から好意を持っていたものの、ナチズムの持つ人種主義的要素を嫌悪し、パワーポリティクスの点からもヴェルサイユ体制の維持を支持していた（ストレーザ戦線）。
1934年6月、ヴェネツィアでイタリアを最初の外遊先に選んだヒトラーとの会談が行われた。会談でヒトラーはムッソリーニをカエサルに例えるなど好意を深めたが、得意の北方人種論を口にして不興を買った。ムッソリーニはナチスの反ユダヤ主義は「常軌を逸している」と批判し、オーストリア併合問題でもドルフース政権を支持して譲歩しなかった。会談後、外務次官フルヴィオ・スーヴィッチとの会話でヒトラーを「道化師」と評したのは有名な逸話である。その後も相次いで発生した突撃隊粛清やドルフース暗殺事件などヒトラーの人間性を疑う出来事が続き、嫌悪感が募るばかりであった。それを裏付けるように次の独伊会談は3年間にわたって行われなかった。一方でヒトラーの政治的能力についてはムッソリーニも当初から高く評価しており、自身への敬意も誠実な内容と感じていた。第二次エチオピア戦争で英仏と対立した頃からヒトラーやドイツとの交流を進め、スペイン内戦では事実上の同盟国として共同戦線を張った。
ムッソリーニは1923年に「歴史の枢軸はベルリンを通過する」と当時のヴァイマル共和政下のドイツ政府との関係の重要性を指摘した際に初めて「枢軸（伊：Asse、英：Axis）」という用語を政治的に使用した。それから独伊関係が深まる中で「ローマとベルリンの枢軸」こそが新しい世界秩序を生み出すと改めて演説し、旧協商国に挑戦する独伊関係を指して「枢軸国」（英：Axis powers）とする政治用語が国際的に定着していった。1930年代後半からムッソリーニは新生ドイツが英仏に取って代わることを力説するようになり、旧協商国の中心である英仏で少子化や高齢化が進んでいることを衰退の証拠として挙げ、独伊による枢軸国の形成を国民に訴えた。
1937年7月、今度はムッソリーニがドイツを訪問することが決まると、ヒトラーは「私の師を迎えるのだ。全てが完璧でなければならない」と側近に語り、宿泊する建物や使用する部屋を細かく検討し、ベルリンの中央広場には自らが設計したムッソリーニの記念像を建設させた。ドイツ各地でナチ党員の組織立った歓迎を受け、欧州随一の工業力と再建されたドイツ国防軍の陸軍部隊の演習を視察して深い感銘を受けた。会談の仕上げとして前年にベルリンオリンピックが開催されたマイフェルト広場（五月の広場）で開かれたナチ党の政治集会で記念演説が行われた。100万人の聴衆を前にヒトラーから「歴史に作られるのではなく、歴史を作り出す得難い人物」として紹介を受けたムッソリーニは近代のドイツとイタリアが同時期に統一を達成したことを踏まえ、現代の独伊友好、更にはファシズムとナチズムとの思想的同盟について以下のようにドイツ語で演説した。

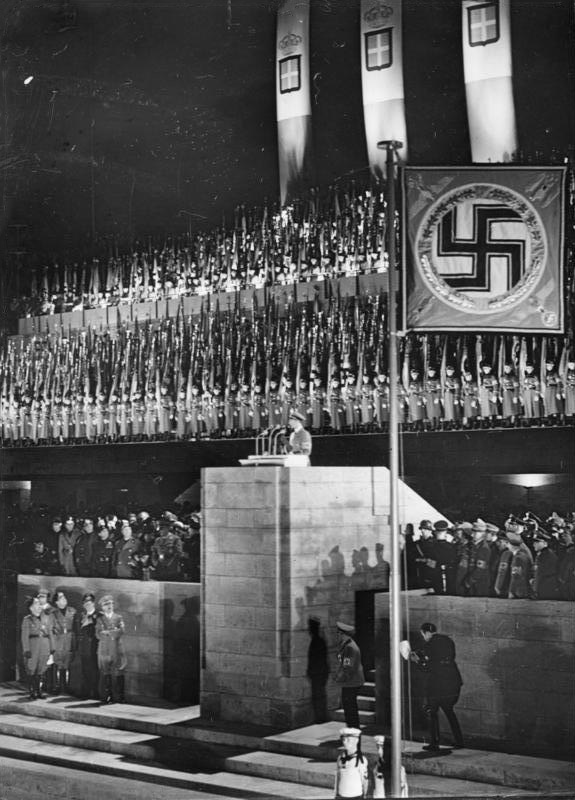
マイフェルト広場でドイツ語演説を行うムッソリーニ

孤立感に苛まれていたドイツ国民の心情を理解していたムッソリーニは独伊の友情を説き、ファシスト党とナチ党の連帯を語った。悪天候から降雨があったにも関わらず、巧みに民衆を煽るムッソリーニの演説中にはナチ党員から幾度も熱烈な喝采が上がり、拍手が会場に鳴り響いた。それはイタリアが狐のように狡猾な国家から脱する事を約束する「友情の誓約」でもあり、ムッソリーニ個人は最後までその誓約に殉じる事となった。
1938年3月13日、オーストリアでの住民投票を根拠にドイツがオーストリア併合（アンシュルス）を実行すると、ムッソリーニはこれを承認する宣言を出した。ムッソリーニの元にはヒトラーから直接電報が届き、電報には「一生忘れられないことだ」と記されていた。同年5月にはヒトラーによる二度目のイタリア訪問が行われ、ナポリでのイタリア王立海軍（Regia Marina）による観艦式を視察した。陸軍国のドイツに比べて大規模な戦艦の艦列や、80隻の潜水艦隊によるデモンストレーションを見て、ヒトラーはイタリア海軍の戦力に期待を寄せた。反面、ヴィルヘルム2世を冷遇するヒトラーと違い、立憲君主制を維持するムッソリーニがサヴォイア家とヴィットーリオ・エマヌエーレ3世に忠誠を誓っていることに対しては懸念を口にしている。
独伊の接近に危機感を覚えたイギリスからの接触で協商同盟を再建する交渉も行われたが、伊土戦争以前から続くチュニジアの領有権やイタリア系チュニジア人問題を巡るフランスとイタリアとの対立もあり、捗々しい結果は得られなかった。一方でムッソリーニは1938年4月16日の復活祭に英伊中立条約の締結は了承しており、ソ連とはその前の1933年に伊ソ友好中立不可侵条約を結んでおり、イタリアの仮想敵国はドイツや英米、ソ連よりも未回収のイタリアを領土に含むフランスであったことが窺える。

#### 日独伊防共協定
天津に租界を持つイタリアは、1930年代中盤には元財務相アルベルト・デ・ステーファニを金融財政顧問に、さらに空軍顧問のロベルト・ロルディ将軍と海軍顧問が中華民国に常駐し、フィアットやランチア、ソチェタ・イタリアーナ・カプロニやアンサルドなどのイタリア製の兵器を大量に輸出し日中戦争に投入、日本側から抗議を受けていた。しかしエチオピア戦争での対イタリア経済制裁に中華民国が賛同したことに対して、上海総領事として勤務した経験もあったガレアッツォ・チャーノ外相は「遺憾」とし、中華民国とは急速に関係が悪化し始める。
さらに1937年8月21日の中華民国とソ連の中ソ不可侵条約の成立によって、イタリアの防共協定参加が決定的なものとなり、ムッソリーニは日本の東洋平和のための自衛行動を是認するという論文を発表、ベルギー九カ国条約会議でイタリア代表団は日本を支持するなどの動きを見せた。会期中の1937年11月6日、ムッソリーニはイタリアが原署名国の一つとして防共協定に加盟すると規定した「日本国ドイツ国間に締結せられたる共産インターナショナルに対する協定へのイタリア国の参加に関する議定書」に調印し、日独伊防共協定に発展した。
また、1938年5月から6月にかけて、イタリアは大規模な経済使節団を日本と満州国に送り、長崎から京都、名古屋、東京など全国を視察し、天皇や閣僚、さらに各地の商工会議所などが歓迎に当たった。その後8月にイタリアは中華民国への航空機売却を停止し、12月にはドイツに次いで空海軍顧問団の完全撤退を決定。完全に日本重視となった。さらに同年11月にはイタリアは満州国を承認している。これらの返礼もあり、日本陸軍や満州陸軍はイタリアからの航空機や戦車、自動車や船舶などの調達を進め、相次いで日中戦争の戦場に投入した。またイタリアも大豆の供給先として満州国からの全輸出量の5パーセントを占め、アメリカからの輸入をストップした。

#### ミュンヘン会談

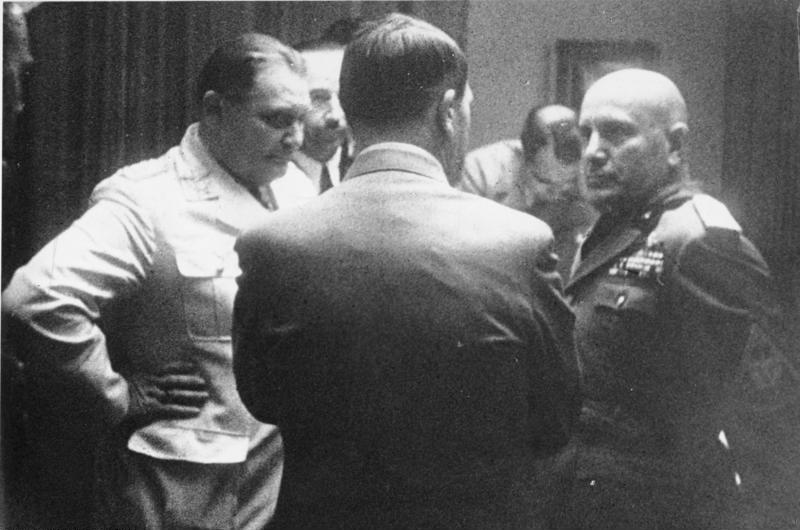
会談でヒトラーと会話するムッソリーニと、それを見守るヘルマン・ゲーリング

1938年9月28日、オーストリアに続いてチェコスロバキアのズデーテン地方を狙うナチス政権に対し、事態を重く見た英仏が介入に乗り出した。ヒトラーは最悪の場合はそのまま世界大戦に望む覚悟であったが、両陣営で一旦調停の場を設けることになり、程なく両者の間に立つイタリアを含めた独伊英仏による会談が始まった。
ムッソリーニは英語、ドイツ語、フランス語、イタリア語の四か国語を用いて、通訳抜きで各参加者と精力的に議論を戦わせて意見を交換し、会談をドイツ寄りの方向へと向けていった。語学に堪能なムッソリーニとは対照的にバイエルン語訛りのドイツ語以外話せず、語学に明るくないヒトラーの仲介役を務めて大きな役割を果たすことになった。会談に参加した駐独フランス大使アンドレ・フランソワ＝ポンセは外交の場でヒトラーがムッソリーニに頼り切っていたと述懐している。
結局、会談は英仏の弱腰も手伝い、ヒトラーとその主張を全面的に擁護するムッソリーニが主導権を握り続けたままに終わり、ドイツのズデーテン併合が認められた。会談に参加すらできずに祖国を解体されたチェコスロバキアのヤン・マサリク駐英大使は隣室で号泣したと伝えられている。一方、イタリアに帰還したムッソリーニは平和の使者として賞賛を受け、その政治的権威は頂点に達していた。

#### アルバニア併合

同君連合時代のアルバニア王国旗

1939年3月25日、ミュンヘン会談でのチェコスロバキア解体に国際社会の弱腰を見たムッソリーニはアルバニアの併合を可能と考え、ゾグーへ最後通牒を突きつけて宣戦布告した。ロンドン条約後にオスマン帝国から独立を達成したアルバニア公国は共和制移行を経て、アフメト・ベイ・ゾグー（ゾグー1世）による独裁が行われていた。アルバニア王を自称するゾグーはムッソリーニの協力を頼りに独裁体制を維持しており、実質的にイタリアの傀儡政権となっていた。4月7日、アルフレド・グッツォーニ大将の部隊がアドリア海を越えてアルバニアに上陸、4月10日までに首都ティラナを占領して戦争は終結し、ゾグーはイギリスに逃亡した。4月12日、アルバニア議会はゾグーの廃位とイタリア王ヴィットーリオ・エマヌエーレ3世にアルバニア王戴冠を請願する決議を行った。4月17日、ローマのクイリナーレ宮殿で戴冠式が行われ、イタリア王国とアルバニア王国はサヴォイア家の同君連合となった。
イタリア本国からアルバニア総督が派遣されるなど扱いは植民地に対する内容に近く、アルバニア軍はイタリア王国軍の外国人師団として統合され、外務省職員はイタリア外務省のアルバニア大使館に吸収された。国家運営はアルバニア総督による統制の下、政治家タウフィック・セリムがファシスト党を模して結党したアルバニアファシスト党（Partia Fashiste e Shqiperise）と、党武装組織のアルバニア民兵が担当した。

#### 鋼鉄協約

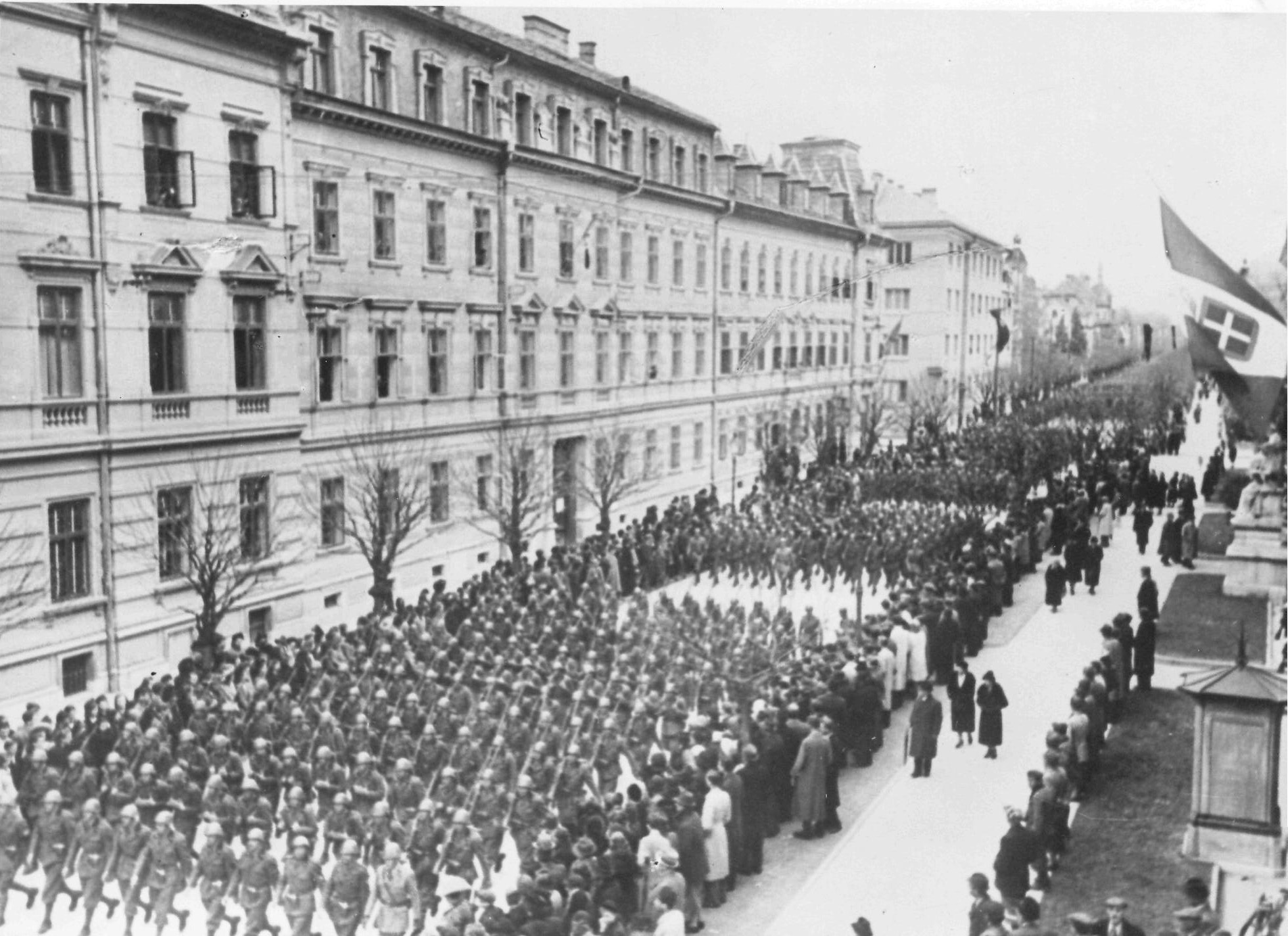
イタリア陸軍のパレード

国際連盟脱退、スペイン内戦、防共協定、ミュンヘン会談とヨーロッパにおける独伊両国の急接近を示す出来事が続いたにも関わらず、公式に独伊同盟を結ぶというヒトラーの提案についてはムッソリーニは難色を示し続けた。これは利害の違いに加えて、他国を圧倒する工業国であるドイツと後進的な農業国であるイタリアとの軍事力差が遠因であった。政権の座についてから15年以上もの月日が経過して独裁体制が長期化する中、ムッソリーニはイタリアの経済と軍備が深刻に衰退している状況を憂慮するようになっていた。
イタリアは元来基本的に農業国であって経済規模の大きさに対して工業生産力が低く、工業化の重点化という意味では小国であるチェコスロバキアやハンガリーの方がより恵まれた状態にあった。工業力面の不足については、近代輸送の要である自動車の生産数が例に挙げられる。大戦前後のフランスもしくはイギリス本国の自動車生産数が約250万台であるのに対して、イタリアの自動車生産数は約37万台に過ぎず、英仏の15%程度に留まっていた。これはイタリア軍が英仏軍に比べ、部隊の機械化に大きく遅れを取らざるをえないことを意味した。戦争行為の維持に必要不可欠な戦略物資の欠乏も深刻な問題であり、イタリア半島および大陸部は資源に極めて乏しく、かつイギリスのように有力な植民地を保有していなかった。戦争が本格化した1940年度のイタリア領における資源算出は石炭440万トン/鉄鉱石120万トン/石油1万トンで、年間鉄鋼生産は210万トンであった。対する主要参戦国のうち、イギリスは石炭2億2,400万3,000トン/鉄鉱石1,700万7,000トン/石油1,100万9,000トンで年間鉄鋼生産は1,300万トン、ドイツは石炭3億6,400万8,000トン/鉄鉱石2,900万5,000トン/石油800万トンで年間鉄鋼生産は2,100万5,000トンにも上った。
上記の理由からイタリア王国軍の陸空軍は旧式化した兵器を更新できず兵員召集や訓練も不十分な状態に置かれ、燃料問題は虎の子の戦力である海軍の運用すら限定的なものにした。軍需調査担当大臣カルロ・ファグブロッサは軍需生産力が十分に確保できるのは1949年になるとする試算を纏めている。報告は後に修正されたが、それでも「1942年10月まで大規模戦争は不可能である」と結論している。1939年5月22日、ヒトラーからの要請に応じて独伊間で10年間の国家同盟（鋼鉄協約、血の盟約）が締結されたが、同時にムッソリーニは軍備面の協力関係については準備の必要性を説明し、1943年までの共同参戦義務の延期についてヒトラーの同意を得ている。イタリア王ヴィットーリオ・エマヌエーレ3世、イタロ・バルボ空軍大臣、ガレアッツォ・チャーノ外務大臣などから独伊同盟に反対する声が挙がったことや、鋼鉄協約より先に英伊中立条約が締結されていたこともあり、大戦初期のイタリアの局外中立宣言へと繋がった。
特にチャーノはヒトラーの過激な侵略思想に警戒感を抱いており、ポーランドへの領土欲で世界大戦を引き起こさないように直接要請しているが、むしろヒトラーはダルマチアを領有するユーゴスラビアへのイタリアによる侵攻をチャーノに提案するありさまであった。

### 第二次世界大戦

#### 局外中立と参戦

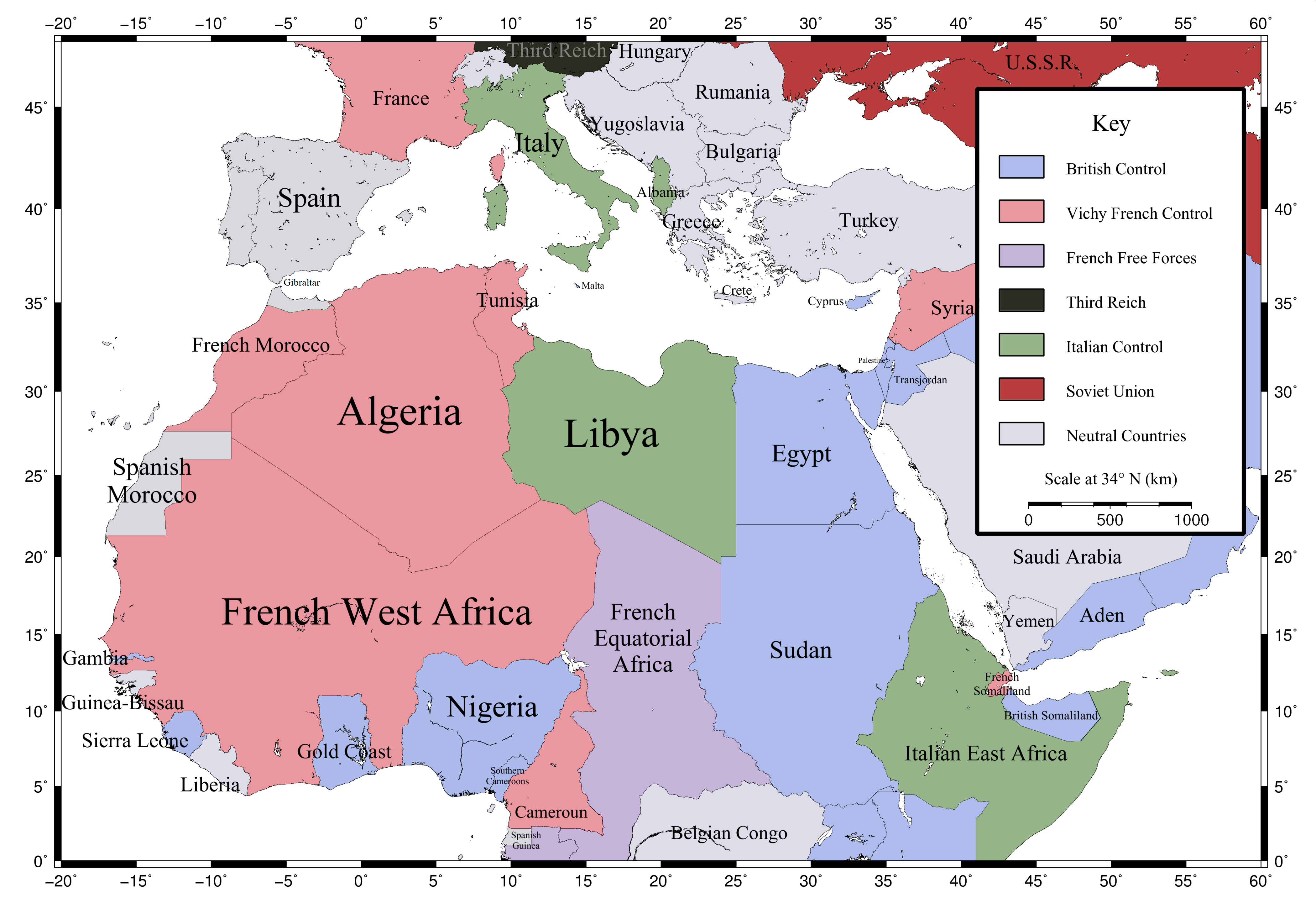
1940年時点でのイタリア領土と周辺国

ソヴィエト連邦と独ソ不可侵条約を結んだヒトラーがポーランド侵攻を実施し、遂に恐れられていた第二次世界大戦が勃発した。動乱に関わることに一貫して反対してきたチャーノ伯はイギリス政府と連絡を取り、チェンバレン内閣の外務大臣であった初代ハリファックス伯エドワード・ウッドと交渉を行った。ハリファックス伯はチャーノ伯に対して、イギリスは旧協商国から続く仏英伊の友好に基づいて連合国側での参戦を要請した。
フランスの行動はイギリスと対照的であった。ドイツの行動を自殺行為と見ていたフランスは新しい大戦がドイツ敗戦で簡単に決着すると高を括っていた。またイタリアに対しても前述の通り「未回収のイタリア」によるコルシカ・ニースへの帰属問題や北アフリカの植民地分割を巡る争いなど多くの領土対立を抱え、その交渉も行き詰っていた。こうした背景からフランスは状況を自国の危機と捉えるどころか好機とすら考えていた。ドイツ国境へ軍を進める一方、英領エジプトと仏領アルジェリアに挟まれた伊領リビアにも中立を破棄して侵攻すべきとする意見まで持ち上がっていた。
一方、枢軸陣営のパートナーであるドイツは先の鋼鉄条約による「軍備の必要性による参戦延期」という条文があったとしても、イタリアがドイツ側に立って早期参戦すると見ていた。1939年11月、ヒトラーは「ドゥーチェが健在である限り、余はイタリアが帝国主義的な好機を見逃すことなど有り得ないと確信している」と発言している。また歴史家のアレクサンダー・ギブソンは「連合国側ではイタリアがドイツを支持して枢軸国陣営が形成されるのは時間の問題とする意見が多勢を占めていた」とし、その上で「参戦が間違いないのならイタリア王国軍の軍備が整う前に参戦させる必要がある」と認識して、連合国の側から参戦を促す挑発を繰り返していたと主張している。
だが実際にはムッソリーニは自らの理念を通すことよりも、まずは国家指導者としての客観的な判断を優先した。疲弊した軍備と経済では長期戦は不可能であり、外交的にも対独従属に繋がるという結論を動かさなかった。外交面で英米との対立にデメリットが大きいことも留意すべき点であり、特にスエズ運河を封鎖されて地中海貿易網を寸断されれば原材料輸入は困難になると考えられていた。ポーランド侵攻については局外中立を宣言し、フランス侵攻についても静観を選択した。国王や側近たちからも賛意を得たこの判断に対する決意は電撃戦による英仏主力軍の総崩れによって瓦解することとなった。攻勢に転じてから圧倒的な勢いで首都パリに迫るドイツ軍を前に、仏軍のヴェイガン将軍や親伊派の政治家であるラヴァルから「ドイツとの休戦を仲介して欲しい」との要請まで受けている。
俄には信じがたいドイツ軍の歴史的圧勝を前にムッソリーニより遥かに参戦に慎重であった軍部や王党派は次第に態度を翻す者が現れ始め、陸軍の総責任者で後にムッソリーニを裏切る人物の一人であるピエトロ・バドリオ参謀総長や国王ヴィットーリオ・エマヌエーレ3世までもが参戦派へ鞍替した。元より参戦を心理的に望んでいたムッソリーニを抑えていた前提が覆された以上、局外中立という判断もまた覆されるのは自明の理ではあった。しかし常に現実的な性格であるムッソリーニはヒトラーのような誇大妄想の傾向はなく、イタリア帝国がローマ帝国の版図を領有するなどという夢想に浸ったことは一度もなかったし、ヒトラーの『我が闘争』に代表される世界支配のマスタープランを掲げたこともない。
ムッソリーニは退役軍人として戦争を美徳として精神論的に讃え、帝国主義者としてイタリア民族の父祖たる古代ローマを讃えたが、それは国民を鼓舞するための政治宣伝に過ぎない。ムッソリーニは祖国の軍備や国民経済の疲弊を知っていたし、その結果として長期戦や大規模戦争が不可能であることも十分理解していた。その上で対英戦の終結によって戦争が短期間で終結する（よって軍備不足は根本的な問題とならない）という見通しで参戦したのである。実際、フランスが降伏寸前に追い込まれ、米ソは中立を保ち、残されたのはイギリスのみという状態ではこうした判断が必ずしも同時代の人間から見て誤った判断とは言えない。だがヒトラーは最初から欧州からボリシェヴィキを一掃し、東方生存圏を得るための対ソ戦を避けられぬ運命であると考えていた。自身の『マーレ・ノストゥルム』は単なるスローガンでしかないが、ヒトラーにとって『レーベンスラウム』は政治目標であることをムッソリーニは見抜けていなかった。
1940年6月10日、イギリスの降伏による早期の終戦と枢軸国陣営の勝利を見込み、イタリア王国はフランス共和国とイギリス帝国に対して宣戦を布告した。ヴェネツィア宮で群集に向けて行った宣戦布告演説でムッソリーニはこの戦争はイデオロギーを巡る戦いであり、少子化と高齢化が進み没落しつつある英仏への戦いであり、ファシスト革命の最終到達点であるとして次のように演説した。
同日、イタリア軍はフランス国境を越えてコート・ダジュールに侵攻を開始した。
1940年9月27日、日独伊防共協定を発展させた三国軍事同盟が結ばれ、枢軸国陣営の中心となった（日独伊三国同盟）。

#### 緒戦の躓き

マントン進軍時の行軍図

開戦と同時に仏伊国境に展開していたピエトロ・ピントール陸軍大将の伊第1軍とアルフレド・グッツォーニ陸軍大将の伊第4軍を統合し、名目上の指揮官として皇太子ウンベルトを戴く西方軍集団（Gruppo d'armate Ovest）が編成された。軍集団は兵員30万名を数えたが、兵士の装備は劣悪であった。特に山岳戦での冬季装備については全く用意されておらず、極寒のアルプス山脈を進む部隊で凍傷が多発し、雪山での凍傷者数は2151名にも上った。海岸線を進む部隊は国境の街マントンを攻め落として戦術的勝利を得たが、独仏国境のマジノ線と並ぶ要塞線である伊仏国境のアルパイン線（英語版）に到達すると、前時代的な正面攻撃を敢行する司令部の無策で損害を受けた。
結局、フランスが枢軸国に全面降伏を宣言してヴィシーフランス政府が成立するまでの間に631名の戦死者と数千名の負傷者が犠牲となった。イタリアも伊仏休戦協定を結び、対価としてマントン割譲とサヴォア、ニースの非武装化を含むイタリア南仏進駐領域の権利を得たが、コルシカや戦略上重要なチュニジアの獲得は果たせなかった。開戦前から危惧されていた軍備の不足や前時代性が想定以上であることを痛感せざるを得なかった。
フランス降伏後、戦いの主眼は想定通り孤立したイギリスとの戦いに絞りこまれた。ドイツが北仏から英軍を追い払い、英本土上陸を目指してバトル・オブ・ブリテンを繰り広げる中、ヒトラーから北アフリカの英領植民地への攻撃が要請された。北アフリカでは仏領チュニジアの脅威が薄れた為、伊領リビアから英領エジプトへの進出が図られ、並行してバトル・オブ・ブリテンにもベルギーに空軍部隊を投入した。ムッソリーニはエジプト遠征を命令し、イタリア・リビア方面軍は西エジプト国境を占領した。また東アフリカのAOI軍を積極的に用いて、英領ソマリランド、ケニア、スーダンなどで英軍に勝利した（カッサーラの戦い、ソマリランドの戦い）。
北アフリカ戦線は数的には優勢ではあったが、工業力に乏しく機械化の進んでいない伊軍に比べて英軍は機械化歩兵と戦車部隊を保有しており、軍部内では遠征反対の風潮が非常に強かった。イタロ・バルボ空軍元帥の死後、陸軍参謀長と兼務で後任のリビア総督となったロドルフォ・グラツィアーニ陸軍元帥は「蚤が象に立ち向かうような暴挙」と忠告したが、対独支援を決めていたムッソリーニは「1000門の大砲を持つとは変わった蚤がいたものだ」と答えるのみだった。遠征が行われると懸念通り遠征軍は輸送力やインフラの乏しさから兵站を維持できず、アレクサンドリアに向かう鉄道の始点であるマルサ・マトルーフへ到達する前に補給線が伸びきりシディ・バラーニで攻勢限界点に達した。グラツィアーニ元帥はバルボ時代から繰り返されていた機械化装備と装甲戦力の増派を求めたが、バドリオ元帥らの反対もあって実現しなかった。バトル・オブ・ブリテンに参加した空軍部隊は航続距離の不足や数の少なさから、英軍勝利に傾く戦局に影響を与えることはできなかった。唯一戦略的勝利を得ていた東アフリカ戦線も補給手段が殆ど存在しないという悪条件から、主戦線である北アフリカ戦線が停滞してからは防戦一方となった。最終的に英軍のコンパス作戦でエジプト遠征軍は包囲殲滅され、AOI軍は正規兵とアスカリが殆ど戦死するか負傷するまで戦い抜いたが（ケレンの戦い）、ゴンダールの戦いを最後にAOI軍の組織的抵抗は終焉した。

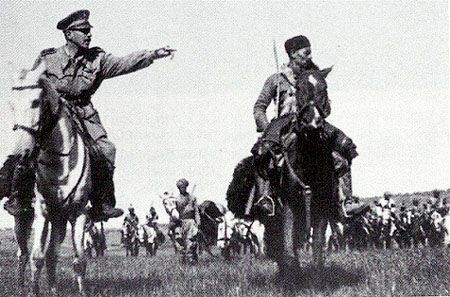
東アフリカ戦線で騎兵部隊を指揮するアメデオ・グイベルト陸軍中将（1940年）

対英戦の打開を望んだムッソリーニは東・北アフリカ戦線と平行して陸続きで属国アルバニアという橋頭堡もあるバルカン半島での軍事行動を決め、親英国であるギリシャへの侵攻を決意した。ギリシャを攻め落とせばバルカン半島は枢軸国一色に染まり、英軍はアフリカの背後である中東の英領植民地への侵攻を危惧する必要があった。エジプトやイラク、シリアで反英闘争が盛り上がりを見せていたことも後押しとなったが、これまで対英戦を後押ししていたヒトラーからは強く反対された。英本土上陸が不可能になった後、ヒトラーは対英戦を棚上げして中立同盟を結んだソ連へ奇襲を仕掛けて侵攻する構想を立てていたが、この時点では同盟国にも秘匿されており、ムッソリーニにも通告はされていなかった。ムッソリーニの側もルーマニア進駐などを相談なく進めたヒトラーに不信感を覚えており、枢軸内で並行して戦争を進める決意を固めていた。
緒戦で投入が準備された戦力はギリシャ軍より僅かに多い程度であったが、これは第一次世界大戦後の希土戦争の戦訓から「弱小なギリシャ軍」への蔑視感情が存在していたことによる。しかしギリシャ軍はエピロス山岳地帯に自然を利用した強固な防衛線を構築しており、枢軸陣営のブルガリアが中立を宣言していたことから山岳地帯を迂回することも不可能であった。また軍部は開戦直後の兵員不足を補うべく大規模な動員令を実施したが、国内生産力の低下が問題視されたために動員を部分解除する方針に切り替えていた。突然の戦線拡大は兵員割れを起こした師団での戦闘を意味しており、軍部は遠征に強く反対した。ムッソリーニ自身も躊躇を覚えたが、最終的にはローマ進軍記念日の10月28日にアルバニア駐留軍による進軍が開始された。
戦いではセバスティアーノ・ヴィスコンティ・プラスカ陸軍大将が率いる8万7000名の兵士がエピロス山脈北部に進出したものの、雨季の山岳地帯での行軍は困難を極め、かつてのイソンヅォ戦線の再来とも言うべき停滞した山岳戦が続いた。ギリシャ軍の増員や同盟軍であるアルバニア軍の反乱が相次ぐ中で逆に戦線は後退し、守勢に回って逆にアルバニア南部に防衛線を形成するという屈辱を味わった。ムッソリーニは「ギリシャに負けるのなら、私はイタリア人であることを辞める」とまで語っている。大国イギリスはともかく格下のギリシャに苦戦するという惨状にムッソリーニは軍部への失望を深め、懲罰人事としてバドリオ元帥を参謀総長から解任した。

#### ドイツへの従属

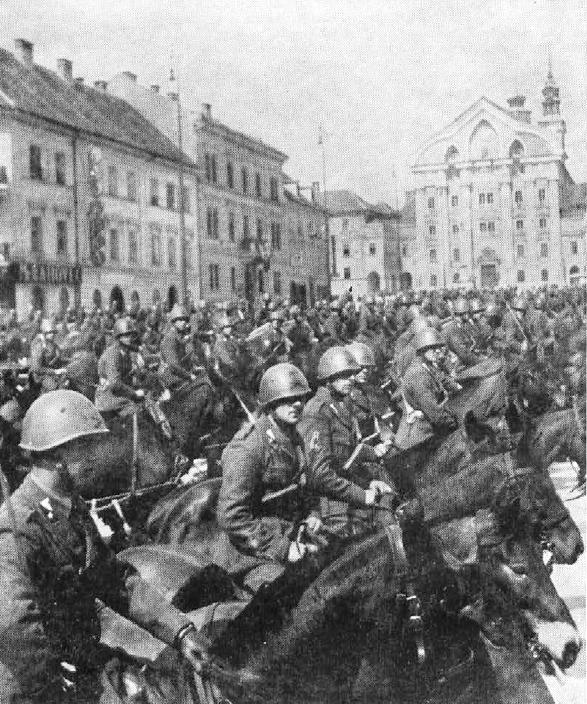
スロベニアに駐留するイタリア陸軍騎兵
（リュブリャナ、1941年頃）

1941年1月18日、想定以上に捗々しくない前線の状態に失意を覚えながら、ムッソリーニはベルヒテスガーデンのベルクホーフで開かれた独伊首脳会談に向かった。ムッソリーニを尊敬するヒトラーは心からの労わりの言葉を口にし、イタリア王国軍の苦境についても擁護したが、同時に今後は枢軸国の戦争指導に齟齬を生じさせないことを求めた。会談でムッソリーニは自身の戦争指導を改める意思を固め、会談で枢軸国陣営内でドイツとヒトラーが主導する戦争計画に従属する姿勢を鮮明にした。
ユーゴスラビア王国で国王ペータル2世がドイツの度重なる内政干渉を拒絶して親独派を一掃する事件が起きると、激怒したヒトラーは直ちに軍を南下させてユーゴスラビア侵攻を行った。ムッソリーニは軍に助力を命令し、ヴィットーリオ・アンブロジオの伊第2軍がイストリア半島からユーゴスラビア領へ進み、南下した独第2軍とユーゴスラビア第7軍を挟撃してスロベニア地方を占領した。またフィウーメから南にアドリア海沿岸部にも進軍してダルマチア地方も占領したほか、北部アルバニアでもアレッサンドロ・ピルジオ・ビロリの伊第9軍が動員された。戦いはドイツ・イタリア・ハンガリーによる枢軸軍の圧勝となり、ユーゴスラビア王国は解体された。軍事的な存在感を発揮することが出来たムッソリーニは、分割案でスロベニアのドイツ併合を認める代わりにダルマチア沿岸部併合によるダルマチア・イタリア人の統合という重要な政治的成果を勝ち取った。

ほかの占領地のうち、ムッソリーニとヒトラーはモンテネグロ地方について、イタリア王妃であるモンテネグロ王女エレナの血筋からペトロヴィチ＝ニェゴシュ家の王朝を復興することで同意を結んだ。ナチスやファシスト党に反対していたグラホヴォ＝ゼータ大公ミハイロ・ペトロヴィチが協力を拒絶するというアクシデントが起きたが、同地が「イタリアの領域」であるという協定は動かず、エレナの夫であるイタリア王ヴィットーリオ・エマヌエーレ3世がアルバニア、エチオピアにつづいてモンテネグロも事実上君主を兼任した（サヴォイア朝モンテネグロ王国）。ヒトラーは後にミハイロを反伊・反独主義者として強制収容所に収監したが、エレナの要請を受けたムッソリーニの取りなしで釈放している。

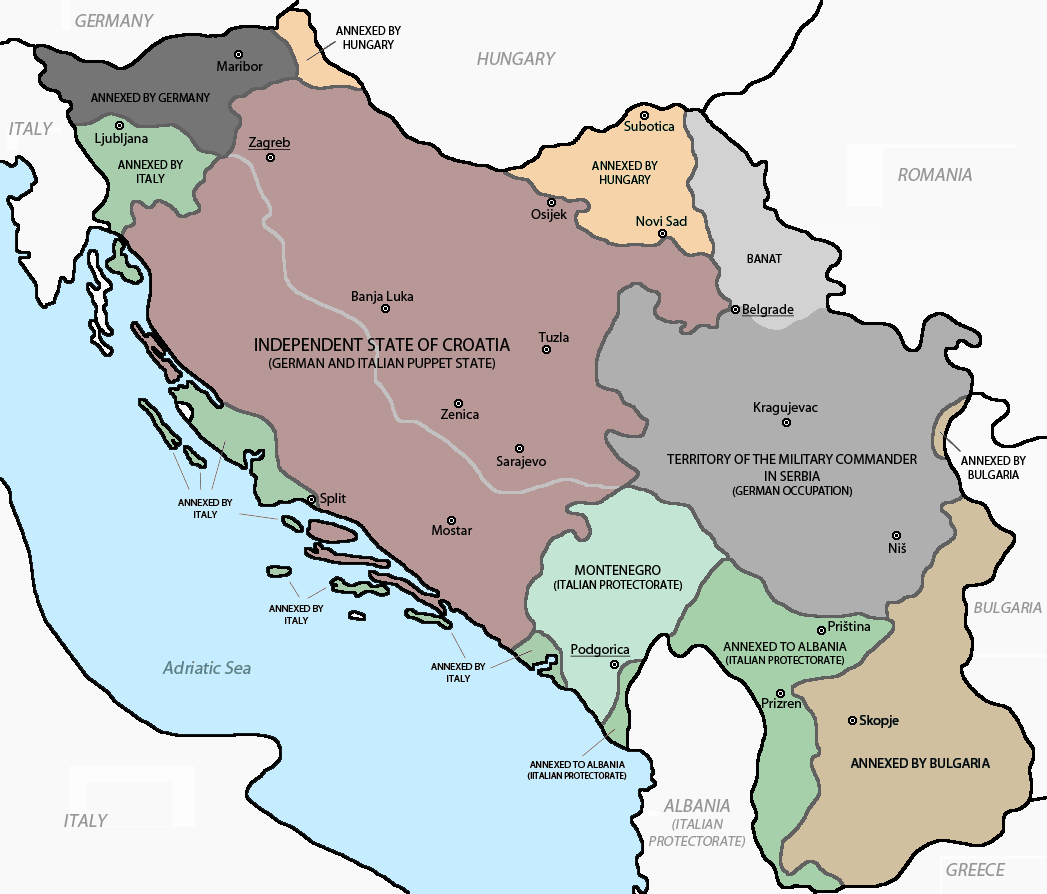
ユーゴスラビア分割

ダルマチアを除いたクロアチア地方にはクロアチア人国家が建国されたが、こちらも自身が長年支援していたクロアチア人団体ウスタシャの指導者アンテ・パヴェリッチとサヴォイア家のアオスタ公アイモーネの両者を送り込み、それぞれクロアチア国王（アイモーネ）とクロアチア首相（パヴェリッチ）に就任させて傀儡化した（クロアチア独立国）。従属国アルバニアの大アルバニア主義も巧みに活用され、コソボ編入を認めさせて影響下に置くなどユーゴスラビア分割で最も実り豊かな成果を得ることになった。
ユーゴスラビアを片付けたヒトラーはブルガリアを枢軸側で参戦させると、そのままイタリア・ギリシャ戦争にも参戦してギリシャ軍の側面を突き、総崩れに追い込んだ（マリータ作戦）。しばしばギリシャへの介入が密かに計画していた対ソ奇襲の延期に影響を与えたとする有名な俗説があり、ヒトラー自身も大戦末期に主張している。しかし大半の歴史家はマリータ作戦のバルバロッサ作戦に対する影響はなく、延期は仏軍から鹵獲した輸送車両の配備に手間取ったことや、晩春の豪雨による飛行場建設の遅れなどが原因であると結論している。
ギリシャ占領地ではドイツ・イタリア・ブルガリア共同統治のギリシャ国が設置され、統治領域の大部分をイタリアが担当してピンドス公国などを樹立した。ムッソリーニは旧ユーゴスラビア領にも多数の陸軍・警察軍部隊を駐留させ、アルバニア、モンテネグロ、クロアチア以外にもセルビア系の民兵組織チェトニクを支援するなど、大戦後半まで同地の治安維持に貢献した。
アフリカ戦線ではヒトラーから提案された独伊両軍での北アフリカ遠征を申し受ける形でドイツアフリカ軍団を援軍として受け取り、後任の陸軍参謀総長となったウーゴ・カヴァッレーロ陸軍大将を説得して独軍の実質的な独立指揮権も容認した。バルカン情勢の決着後は戦力の増派にも着手して第185空挺師団『フォルゴーレ』、第102機械化師団『トレント』、第131戦車師団『チェンタウロ』などをイタリア本土、バルカン半島から北アフリカへ転出させた。独伊両軍はイギリス軍を押し返してエジプト領エル・アラメインまで進軍し、中東での枢軸軍と連合軍の戦いも本格化した（アングロ・イラク戦争、シリア・レバノン戦役）。
ドイツへの従属はある時点までは妥当な判断と言えたが、英本土を放置したままにヒトラーが独ソ戦という二正面作戦を開始すると目算は再び崩れ始めた。

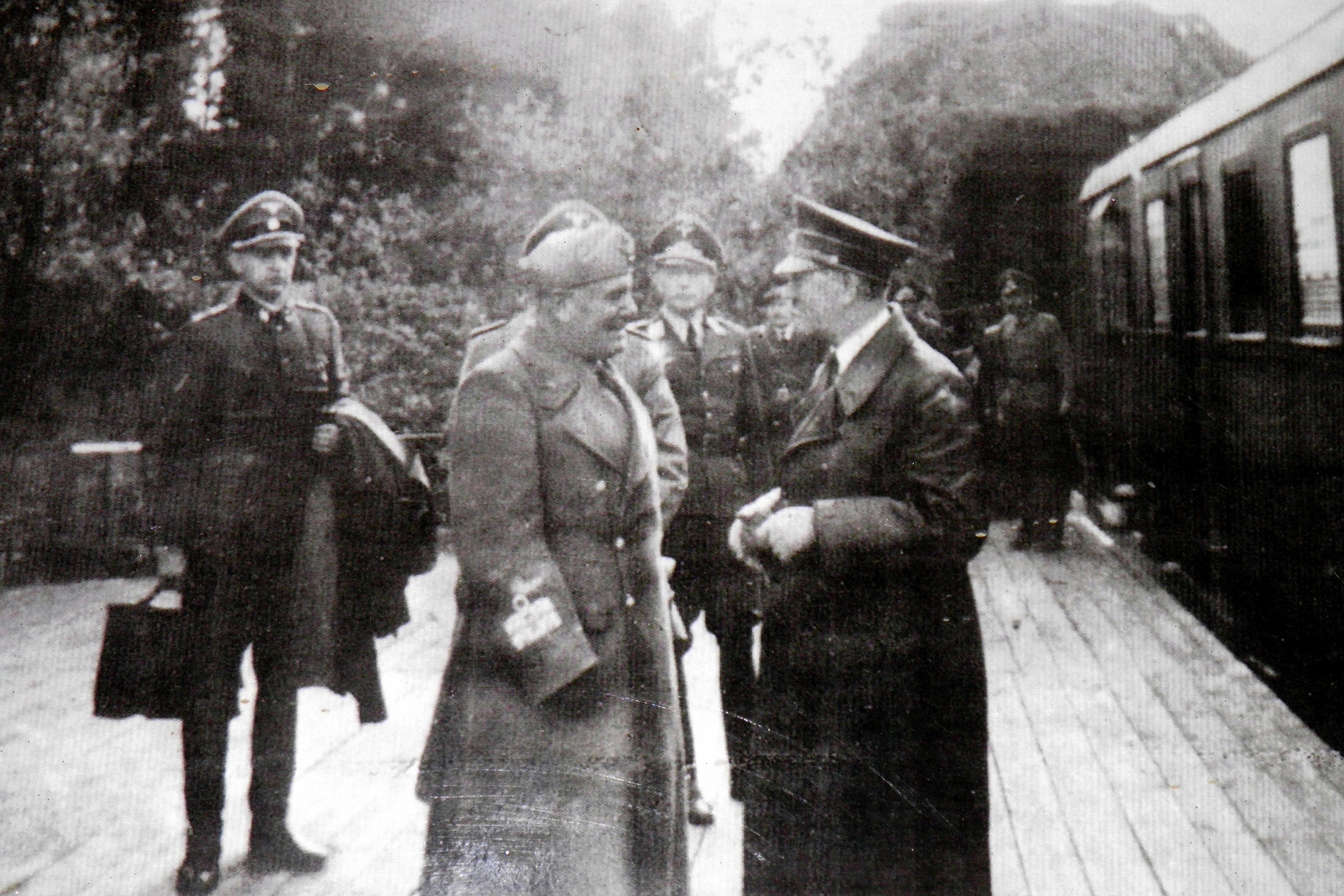
ポーランド総督府領ポトカルパチェから東部戦線の視察に出向くムッソリーニとヒトラー
（1941年8月27日撮影）

独伊に跨る領域を率いたローマ皇帝フリードリヒ1世 (フェデリーコ1世)の渾名であり、イタリア語で赤い髭を意味するバルバロッサの名を冠した奇襲作戦を知ったのは、攻撃が開始された午前0時から3時間後のことであった（バルバロッサ作戦、英語版）。ハンス・ゲオルク・フォン・マッケンゼン駐伊大使からヒトラーの秘密連絡を受け取ったムッソリーニは書面を呼んで「これは狂気だ」と呻いたという。同年末には日本がコタバル上陸（マレー作戦）を契機にアメリカと交戦状態に突入、ムッソリーニはヒトラーのドイツ対米宣戦につづいてイタリアの対米宣戦布告を行った。日本とアメリカの参戦で戦線はヨーロッパから広がって文字通りの世界大戦となった。「英仏と独伊」の戦争は「米ソ英と日独伊」の大戦へと移り変わり、参戦時とは全く異なった様相になっていった。
枢軸国・親枢軸国での協力は段階的に開始され、ルーマニア、フィンランド、チェコスロバキア、ハンガリー、ヴィシーフランス、スペインなどが援軍を派兵した。1941年6月22日、ムッソリーニもヒトラーへの協力を提案し、ジョヴァンニ・メッセ陸軍中将を指揮官とする「イタリア・ロシア派遣軍」（Corpo di Spedizione Italiano in Russia、CSIR）を派遣した。メッセ中将は騎兵連隊や自動車化師団などを率いて南方軍集団・独第11軍の指揮下に入り、ペトロフカやスターリノの占領など独ソ戦初期の電撃戦で軍功を上げ、ヒトラーからも騎士鉄十字勲章を授与されている。

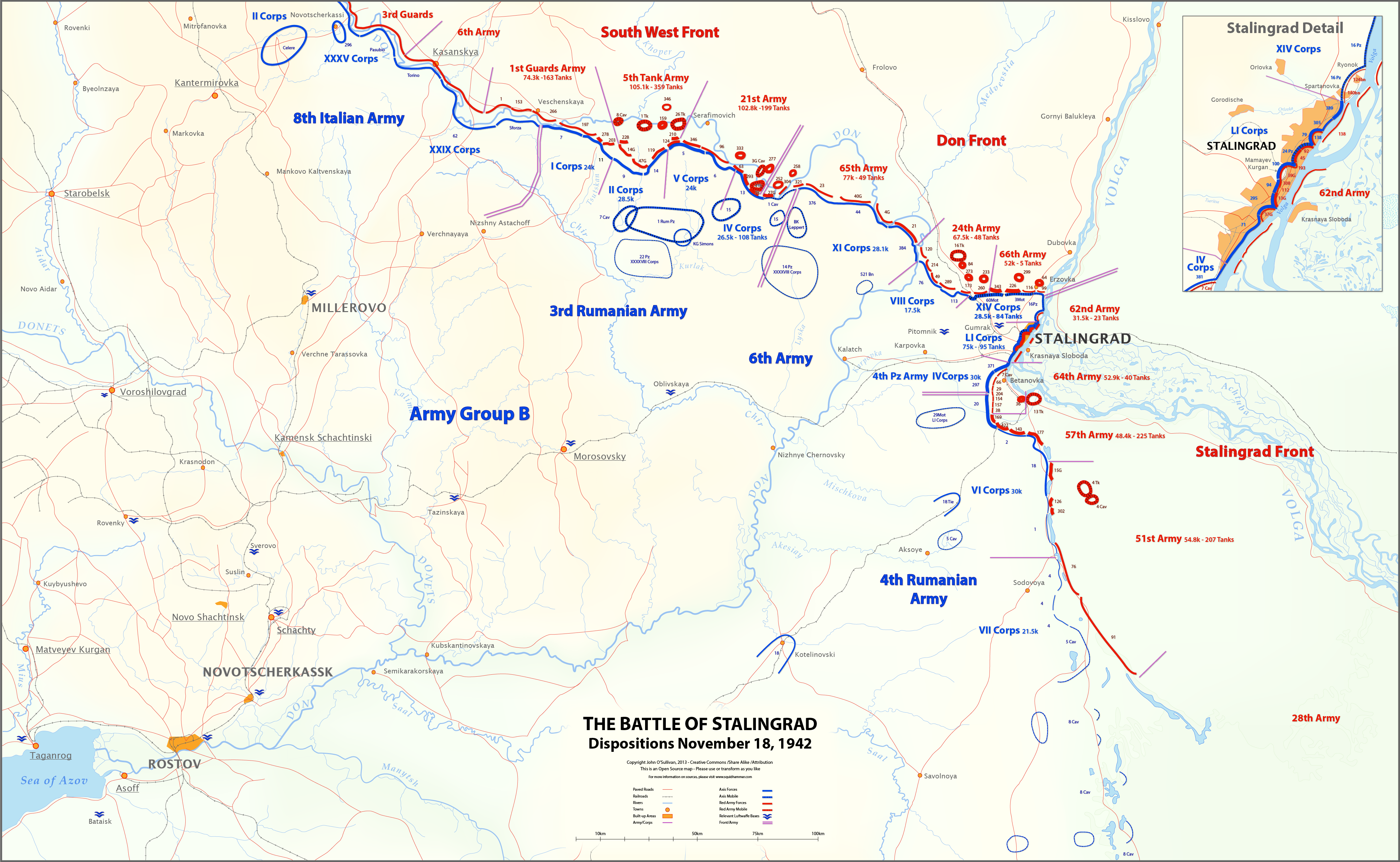
ドン河流域の枢軸軍
北からハンガリー第2軍（地図外）、伊第8軍、ルーマニア第3軍、独第6軍、ルーマニア第4軍の順となる

ドイツを中心とした枢軸軍は一挙にウクライナから白ロシアまでを占領下に置く目覚ましい勝利を挙げ、非現実的に見えたヒトラーの生存権構想や人種的世界観が現実になるかのように思えた。ムッソリーニは援軍派遣の前に「一番の心配は我々が訪れる前に戦争が終わるかもしれないということだ」とまで側近に語っている。序盤の戦勝に高揚したヒトラーとムッソリーニは二人でウクライナの前線を電撃訪問し、枢軸国の兵士たちから熱烈な歓迎を受けた。ヒトラーにとっては忌むべきスラブ人の巣窟であっても、ムッソリーニにとってはかつて仰いだ存在でもあるレーニンの故国とあってさぞ先進的な国家なのだろうと期待していたが、ヒトラーと閲兵を行ったブレスト・リトフスクは貧相な町並みで失望を覚えている。帰り道では飛行機免許を持つムッソリーニが飛行中に操縦桿を持って運転しており、傍らで見守るヒトラーは心配そうな表情だったという。
1942年、ソヴィエト軍が頑強な抵抗を重ねて東部戦線が長期化し、資源地帯を切り崩すべく枢軸軍のブラウ作戦が開始された。既にムッソリーニの戦争計画に疑問を抱いていたメッセはヒトラーの要請に応じて戦力増派を進めるムッソリーニと対立して解任され、後任の指揮官に北アフリカからイータロ・ガリボルディ陸軍大将を転任させ、戦力も9個師団に増派して伊第8軍（イタリア・ロシア戦域軍）へ拡大した。伊第8軍を含めた枢軸同盟軍は旧・独南方軍集団（A軍集団とB軍集団）とコーカサス地方の油田地帯に進み、ドン河沿いに戦線を構築してスターリングラードを包囲した。
同地の攻略にヒトラーが固執して同盟軍の守る陣地が手薄になった隙を突いてソ連軍の一斉反撃が始まり、1942年11月中にルーマニア第3軍・第4軍が壊滅して独第6軍が包囲された（ウラヌス作戦）。伊第8軍はハンガリー第2軍と戦線を懸命に支えたが、第二次攻勢でハンガリー第2軍が壊滅するとアルピーニ師団（山岳師団）を残して後退した（小土星作戦）。アルピーニ師団は翌年まで包囲下の陣地を死守した後、独第6軍の降伏と前後して包囲網を破ってウクライナへ撤収した（ニコラエフカの戦い）。東部戦線の攻守が入れ替わり、対ソ戦もまた対英戦と同じく戦勝による講和はまず有り得ない状態となった。

#### 日本との協力

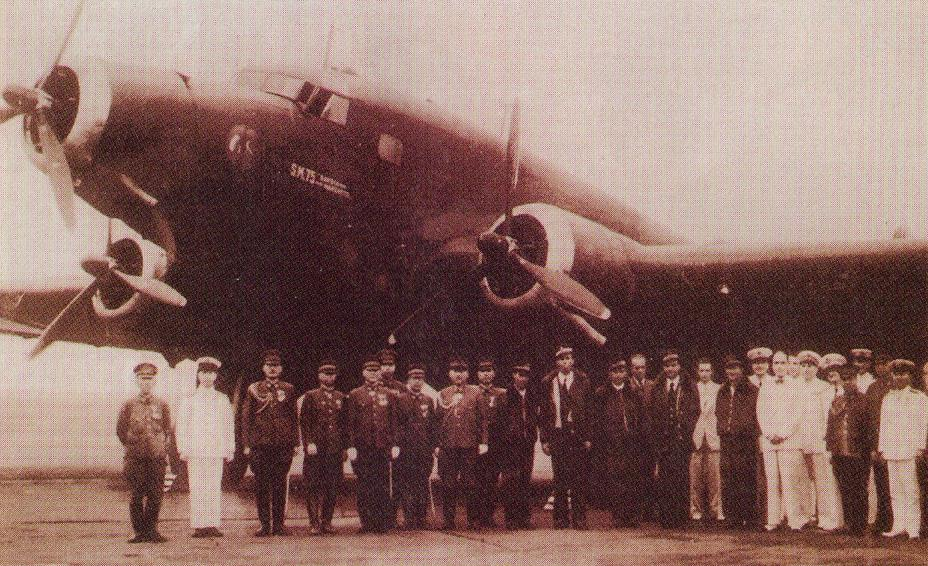
サヴォイア・マルケッティ SM.75 GA RTの前に立つ日伊の軍関係者（1942年7月）

1942年6月には、イタリア軍の大型輸送機の「サヴォイア・マルケッティ SM.75 GA RT」により、イタリアと日本、もしくは日本の占領地域との飛行を行うことを計画した。6月29日にグイドーニア・モンテチェーリオからイタリアと離陸後戦争状態にあったソビエト連邦を避けて、ドイツ占領下のウクライナのザポリージャ、アラル海北岸、バイカル湖の縁、タルバガタイ山脈を通過しゴビ砂漠上空、モンゴル上空を経由し、6月30日に日本占領下の内モンゴル、包頭に到着した。しかしその際に燃料不足などにより、ソビエト連邦上空を通過してしまい銃撃を受けてしまう。その後東京へ向かい7月3日から7月16日まで滞在し、7月18日包頭を離陸してウクライナのオデッサを経由してグイドーニア・モンテチェーリオまで機体を飛行させ、7月20日にこの任務を完遂した。
しかし、日本にとって中立国の（イタリアにとっての対戦国）ソビエト連邦上空を飛ぶという外交上の理由によって、滞在するアントニオ・モスカテッリ中佐以下の存在を全く外部に知らせないなど、日本では歓迎とは言えない待遇であった。また、事前に日本側が要請していた、辻政信陸軍中佐を帰路に同行させないというおまけもついた。しかも、案件の不同意にも関わらずイタリアは8月2日にこの出来事を公表し、2国間の関係は冷え冷えとしたものになり、イタリアは再びこの長距離飛行を行おうとはしなかった。
また、天津のイタリア租界が日本軍と協力していたほか、これ以前からシンガポールやペナンにおかれた日本海軍基地を拠点に、ドイツ海軍の潜水艦や封鎖突破船がインド洋において日本海軍との共同作戦を行っていたが、1943年3月にムッソリーニの下でイタリア海軍がドイツ海軍との間で大型潜水艦の貸与協定を結んだ後に「コマンダンテ・カッペリーニ」や「レジナルド・ジュリアーニ」など5隻の潜水艦を日本軍占領下の東南アジアに送っている。またイタリア海軍は、日本が占領下に置いたシンガポールに潜水艦の基地を作る許可を取り付け、工作船と海防艦を送り込んだ。8月には「ルイージ・トレッリ」もこれに加わった。

#### 枢軸軍の敗退

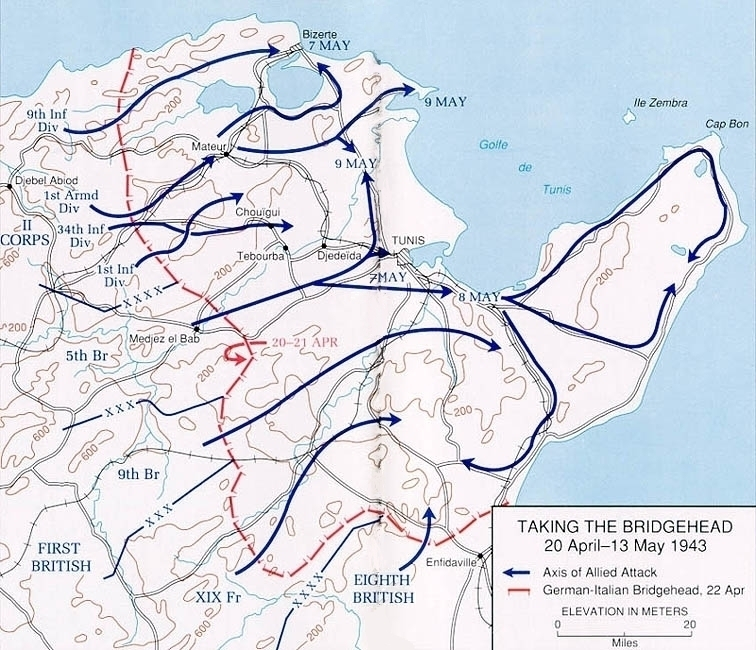
チュニジア戦線

スターリングラードでの致命的敗北は枢軸国の敗戦が意識された出来事であったが、その数か月前に北アフリカ戦線でもエジプト前面に再進出していた独伊軍が激戦の末、第一次エル・アラメインの戦いと第二次エル・アラメインの戦いで英軍に敗北したことも追い打ちを掛けた。日本の枢軸国参戦によって連合国陣営にアメリカが加わったことも大きく、トーチ作戦で米軍が欧州戦線に介入してチュニジアのヴィシーフランス軍を降伏に追い込み、チュニジアの米軍とエジプトの英軍に挟撃された独伊軍が窮地に立たされた。枢軸軍の戦線は急速に縮小し、ナチス・ドイツに従属してきたムッソリーニの戦争計画に疑問が持たれ、1942年後半頃から休戦に向けた計画が始まった。
ヒトラーとムッソリーニは示し合わせて南仏への独伊進駐を実施し、イタリア側はコルシカ島やプロヴァンス地方を占領した（アントン作戦）。開戦直後からムッソリーニはヒトラーに南仏沿岸部とチュニジアを戦争に非協力的なヴィシー政府から割譲させ、フランス地中海艦隊の残存艦隊も独伊が接収することを提案していた。提案はヴィシー政権の自発的参戦を期待していたヒトラーに反対されたが、同じ期待を抱いていたスペインと同じくヴィシーフランスも最後まで枢軸国側へ参戦せず、ヒトラーの期待は全く無意味だった。アントン作戦は連合軍が欧州本土に橋頭堡を築くのを阻止したが、もはや地中海戦線は手遅れだった。
ほかにアフリカへの補給線を確保すべくマルタ島の占領も再三提案していたが、ロンメルに意見されたヒトラーは独伊空軍による爆撃に留め、編成されていたイタリア陸軍の空挺師団は北アフリカに投入された。ムッソリーニは「ヒトラーは地中海の重要性を全く理解していない」と対ソ戦に執着するヒトラーへの不満を口している。体調を崩したロンメルがドイツ本国に帰還したことから作戦指揮は東部戦線から転任したジョヴァンニ・メッセ陸軍大将（後に元帥昇格）と、ロンメルの後任となった独軍のハンス＝ユルゲン・フォン・アルニム上級大将が引き継いだ。メッセとアルニムはマレス・ラインやエル・ゲタの戦いなどで抵抗を見せたが、補給が途絶し制海権も制空権も握られた状態では如何ともし難く、チュニス陥落後の休戦交渉を経て1943年5月に地中海戦線は連合国の勝利で終結した。
国内経済も資源の枯渇と連合軍の戦略爆撃によって壊滅的な打撃を蒙り、殆どの工場が操業停止状態に陥っている。二大工業都市であるミラノとトリノでは空襲の危険から労働者の自主避難も相次いだ。労働運動はコーポラティズムによる労使協調や政府統制から外れて反政府的な姿勢を示し始めた。1943年3月には18年ぶりに大規模なゼネストが全国で展開され、トリノ・ミラノ・ジェノヴァの三角工業地帯では150万名ものストライキ参加者が発生した。農業生産力も低下して深刻な食糧難が発生するなど戦時アウタルキー（自給自足経済）の瓦解を前にして、ヴェネツィア広場でのムッソリーニの参戦演説に大歓声を挙げた国民の間には厭戦感情が広がり、国営放送ではなくヴァチカン市国の放送局（ヴァチカン・ラジオ）や連合軍の宣伝放送（ロンドン・ラジオ）を傍受する家庭が増加した。

#### 休戦への動き

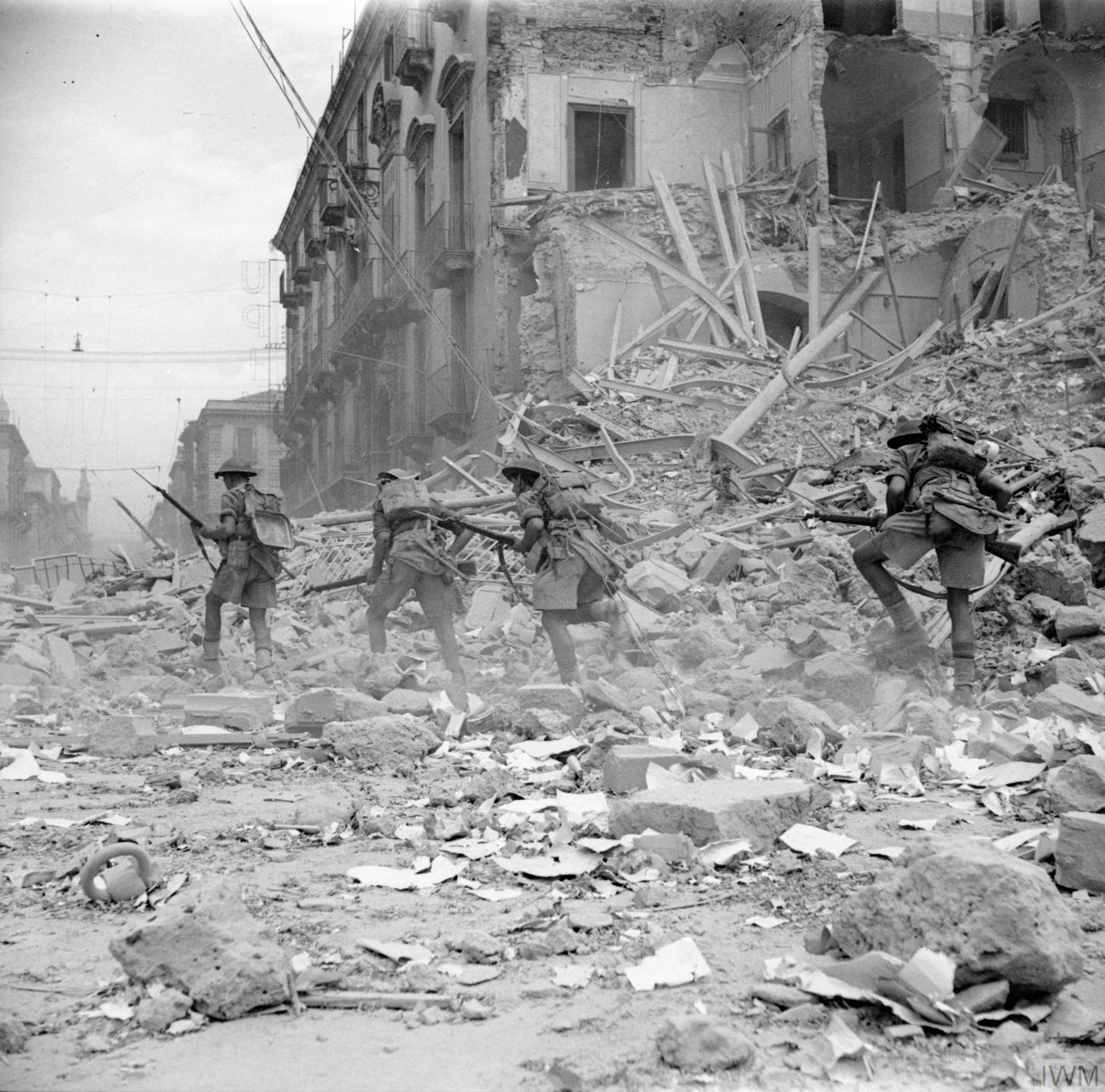
シチリアに上陸した英軍と破壊された市街地
（1943年撮影）

刻一刻と戦局の悪化が続き、形勢不利が明らかになったことでイタリア王国内の休戦計画は支持を広げていった。これまで戦時政権を支えてきたファシスト党や王党派の間からも反独派・親米英派を中心に休戦を求める動きが広がり、元より開戦反対論が主流であった軍部でも賛同する将官たちが現れ、単独講和が現実味を帯び始めた。ムッソリーニも敗戦や休戦計画といった結末は避けられないと感じてか、あるいは患いつつあった胃の病の影響で若い時程の覇気を持たなくなった。東部戦線の破局はバルカン半島に集中していた枢軸陣営の小国に著しい恐怖を与え、彼らは連合国やソ連との分離講和や枢軸国からの離脱を試み始めていた。その一国であったブルガリア王国のボグダン・フィロフ首相はローマを訪れ、イタリアもドイツと手を切ってソ連と分離講和すべきだとムッソリーニへ勧めている。
1943年4月7日、クレスハイムで開かれた独伊首脳会談でヒトラーに対しソヴィエト連邦と講和してイギリスとアメリカとの戦いに集中するように働きかけたが、同意は得られなかった。ムッソリーニは当初から対英戦を棚上げした二正面作戦が最大の過ちであり、（第一次世界大戦のドイツ帝国のように）外交的に東部戦線に決着を付けて一つの戦線に集中すべきだと思っていた。しかしスラブ人の覆滅こそ最終目標と考えているヒトラーはソ連との講和を拒絶し続けた。ソヴィエトへの勝利に妄執するヒトラーを説得するのは誰であっても不可能だった。同年7月10日、勢い付いた連合軍が地中海を経由してイタリア本土の南端であるシチリア島へ侵攻すると（ハスキー作戦）、もはやファシスト政権の敗戦は免れない情勢となった。
元より乏しい軍備を使い果たしていたイタリア陸軍は連合軍の上陸に為す術もなく、アルフレド・グッツォーニ指揮下の伊第6軍（兵員23万名）は米第7軍・英第8軍（兵員46万7000名）に敗北し、独第15装甲師団とヘルマン・ゲーリング空軍装甲師団の支援を受けてメッシーナ海峡へ撤退した。同時期に首都ローマへの大規模な空襲（ローマ大空襲）も行われ、敗戦を前に政府や軍の休戦派は連合軍との秘密交渉を開始していた。そうした中でフェルトレにおいて急遽行われた13度目の独伊首脳会談ではヒトラーがイタリアの政府と国軍に対して初めて激烈な怒りを見せた。イタリアに対するヒトラーの批判においてムッソリーニ個人は常に擁護されていたが、それでも戦局に対する激しい口調は礼を失した姿勢であった。しかもヒトラーの意見は具体性を欠いており、議論というよりも演説であった。実際、ムッソリーニの継戦意欲を鼓舞することを意図していたと思われるが、ムッソリーニからすれば疲労感を覚えるだけであった。
ムッソリーニとヒトラーとの信頼関係が崩れたと見て、会談の途中でジュゼッペ・カステラーノ参謀次長が連合軍との単独講和案を密かに話し、この場で独伊同盟の解消を宣言すべきだと提案した。カステラーノら軍の休戦派はローマ周辺に新設の3個機械化師団を展開しており、連合軍の北進と呼応する準備も整えていたが、ムッソリーニは単独講和案を却下した。会談の後半、冷静さを取り戻したヒトラーも独伊友好を再確認し、ムッソリーニと今後の戦争協力について話し合い、イタリア本土での枢軸軍による共同戦線構築についての計画を練った。イタリア陸軍の戦車不足を補うべくドイツ国防軍が使用している三号戦車・四号戦車の提供も取り決められ、ドイツ式の装甲師団である第1義勇装甲師団『M（ムッソリーニ）』が編成された。当初、この装甲師団は国防義勇軍を通じて党の指揮下に置かれていたが、統合参謀本部の強い反対で陸軍指揮下に移管されている。
軍部を中心とした休戦派にとってムッソリーニの継戦意思が明らかとなったフェルトレ会談は現政権での休戦を断念し、講和の前提条件としてのクーデターに踏み切る直接的動機となっていたのである。

#### クーデター計画

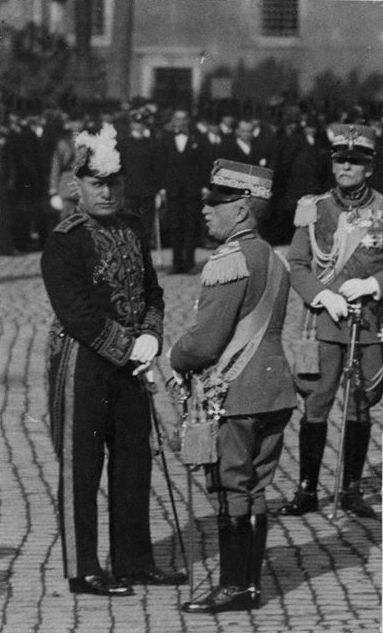
ムッソリーニとヴィットーリオ・エマヌエーレ3世

思慮が浅く愚かですらあったベルギー出身の王太子妃マリーア・ジョゼ・デル・ベルジョによる陰謀を含めて、多くの無意味で無力な休戦計画が練られたが、実際に実行力を伴ったものは二つしかなかった。国家ファシスト党の休戦派による計画と、陸軍と国王による計画である。彼らは「ムッソリーニの独裁権返上」と「イタリアの単独講和を支持する」という点では一致していたが、その動機は全く違っていた。
国家ファシスト党の休戦派はイタロ・バルボに次ぐ親英派ファシストであったコーポラティズム評議会議長ディーノ・グランディが積極的に動き、王党派とも連絡を取って休戦計画の一本化を図っている。ほかに外務大臣ガレアッツォ・チャーノ、元文化大臣ジュゼッペ・ボッタイ、チェーザレ・マリーア・デ・ヴェッキ議員らファシスト党の親英派・反独派が主に同調した。彼らはドイツ主導の戦争に反対していたのであり、ファシズム運動から離脱する考えはなかった。例外的にグランディはファシスト党政権の廃止もやむなしとしていたが、それでもムッソリーニ個人への忠誠心は揺らいでいなかった。動議についてムッソリーニが統治権を返上することで、サヴォイア家が戦争責任について全面的に参与せざるを得ない状態にすることが目的であるとも語っている。
サヴォイア家は第一次世界大戦の教訓からロマノフ家のような末路を迎えることを危惧してファシスト党の後盾として行動していたが、今やホーエンツォレルン家やハプスブルク家のような失脚に至る可能性の方が現実化しており、敗戦による王政廃止を恐れていた。軍部は開戦前からの軍備不足が大戦後期には顕著になり、海軍に至っては燃料不足で敵軍のシチリア上陸に対してすら出撃できない程であった。エマヌエーレ3世は1943年1月にムッソリーニを自身の宰相から勇退させることを検討し始め、ハスキー作戦後の同年7月に宮内大臣アックァローネへそのことを告げている。ムッソリーニと並んで統帥権（大元帥）を持つエマヌエーレ3世が、ハスキー作戦前の時点で「ドイツとの同盟破棄を検討すべき」とする覚書を残していることも背景となり、軍部は連合国との休戦へ動いた。
実務的にはヴィットーリオ・アンブロジオ統合参謀本部総長とジュゼッペ・カステラーノ統合参謀本部次長が進めたが、後盾としてピエトロ・バドリオ元帥、エミーリオ・デ・ボーノ元帥、エンリコ・カヴィグリア元帥ら陸軍の長老たちが関与していた。サヴォイア家と軍部はクーデター後は民政移管ではなく軍事独裁を予定し、依然として影響力を持つであろうムッソリーニの身柄も拘束する意向を持っていた。一方で実直なムッソリーニは気難しい性格であったヴィットーリオ・エマヌエーレ3世から信頼を得た数少ない人物であり、諸外国でもドイツのアドルフ・ヒトラーやイギリスのチャーチルからも交渉に値する人物と見られていた。こうした点からムッソリーニを退任させることはむしろ混乱を拡大させる可能性が高く、引き続きムッソリーニを指導者に連合国との休戦やドイツの対ソ講和を働きかけるべきとの意見も根強く、フェルトレでの独伊会談まで慎重に検討を続けていた。
軍部・国家ファシスト党の親独派であるロベルト・ファリナッチ元党書記長とウーゴ・カヴァッレーロ陸軍元帥らは継戦に向けた別の計画を準備しており、情勢は混沌としていた。
ともかくもグランディ議院議長はファシズム大評議会でムッソリーニの独裁権返上を求める準備を始めたが、決議案は密かに行われた謀議や陰謀などの類ではなく公にされた議案であり、ムッソリーニに対してもグランディが別件での会談時に告げている。したがってその気になれば強権を発動して大評議会の招集を拒否することや、反対派を粛清することは容易であったとみられる。そもそも評議会はあくまでも諮問機関であって直接的な法的権限は存在せず、議決は象徴的な意味合いしかなく、さらに召集や評議員の選出は党指導者の専権事項だった。ムッソリーニは本当に重要なのはサヴォイア家の後見であり、またドイツと連合軍の動向であると考えていた。

#### グランディ決議
1943年7月24日、大評議会が開かれるにあたり、評議員資格を持つ者の中から28名が召集され、ヴェネツィア宮の「鸚鵡の間」に集まった。ヴェネツィア宮には200名の警察部隊と国家義勇軍1個大隊が警備任務に就いていたが、ムッソリーニ直属の衛兵部隊はローマ空襲に対する救助任務に送り出されていた。大評議会議長でもあるムッソリーニは緑色に染められた国家義勇軍の制服を身に着け、評議員たちも黒シャツ隊式の夏服を纏っていた。部屋の中央に置かれた議長席の両脇には最古参幹部のエミーリオ・デ・ボーノ陸軍元帥、PNFにとって最後の党書記長となる第8代書記長カルロ・スコルツァらが座り、残りの26名が順々に席を並べていた。この日、シチリア島の中心地パレルモが陥落したとの報告が入り、出席者たちは重苦しい空気で会議を待っていた。
午後5時14分、ムッソリーニが「両半球図の間」から「鸚鵡の間」に移動して議長席に座ると、スコルツァが『統領へ敬礼』と呼びかけ、全評議員が立ち上がって『ア・ノイ（我らがもの！）』と唱和してローマ式敬礼を行い、評議会が開催された。
まず最初にドイツ軍の軍事行動についてムッソリーニが所見を述べ、戦局が「極めて危機的な状態にある」という事実を認めつつも戦争の継続を主張した。第一次世界大戦におけるカポレットの戦いを引き合いに出し、当時の政府が単独講和案を跳ね除けてローマからシチリアに遷都してでも戦い抜く決意を固め、遂には協商国の南部戦線を守り抜いたことを例に挙げている。また休戦や講和については連合国が戦いを挑んでいるのは「イタリアであってファシズムではない」と指摘している。グランディが提出を予定している決議案も単に状況を混乱させるだけのものであると一蹴しているが、『合議は拘束する』として決議の結果には従うとした。
ムッソリーニの後にはかつてのファシスト四天王であるデ・ボーノ元帥、チェーザレ・マリーア・デ・ヴェッキ議員が発言したが、議論に影響する発言は避けている。元文化大臣ジュゼッペ・ボッタイは協商国と同じく枢軸国（ドイツ）はイタリアを十分に支援するとしたムッソリーニの主張を退け、状況から見て意義のある本土決戦は不可能であると主張した。むしろムッソリーニが暗に苦境を認めたことは継戦派の幻想を打ち砕く「大槌」であると述べている。そしてボッタイの次に発言の席に立ったグランディは「サヴォイア家に統帥権と憲法上の大権の掌握」を求める決議案を大評議会に提出した（グランディ決議）。グランディは基本的に現状の国家指導を批判する姿勢を取ったが、前述の通りムッソリーニにとっても有用であるという持論も述べている。ムッソリーニ個人への批判は行わず、全体主義体制構築のために選択された独裁制に批判の矛先を向けた。ムッソリーニとファシズムの高潔な理想は独裁と統制社会という現実の手法によって道を誤ってしまった、というのがグランディの言い分だった。グランディは「かつての貴方に、我らのムッソリーニに、我々が付き従ったムッソリーニに戻って欲しい」と語り、最後に「ドゥーチェ、我々とあらゆる責任を分け合いましょう」という言葉で演説を終えた。
次に発言したのは娘婿の外務大臣ガレアッツォ・チャーノだった。チャーノもまたムッソリーニを批判することはせず、ドイツの破滅的で専横的な戦争計画への批判を行った。特に自身も締結に関与した鋼鉄条約に「1942年まで両国は戦争を回避する」という条文をドイツが破った時点で、最初から独伊間に外交上の信義などないと指摘した。チャーノは「我々は裏切り者ではない。我々の方こそ裏切られたのだから」と語り、同盟破棄についていかなる歴史家の否定的評価も恐れる必要はないと述べている。一方、継戦派・親独派の評議員である元党書記長ロベルト・ファリナッチは王家に大権を返却することでより団結した指導体制の構築するというグランディの提案に賛同した。ただし休戦や講和を取りまとめることを意図していたグランディと違い、戦争継続に向けてサヴォイア家を抱き込むためであった。

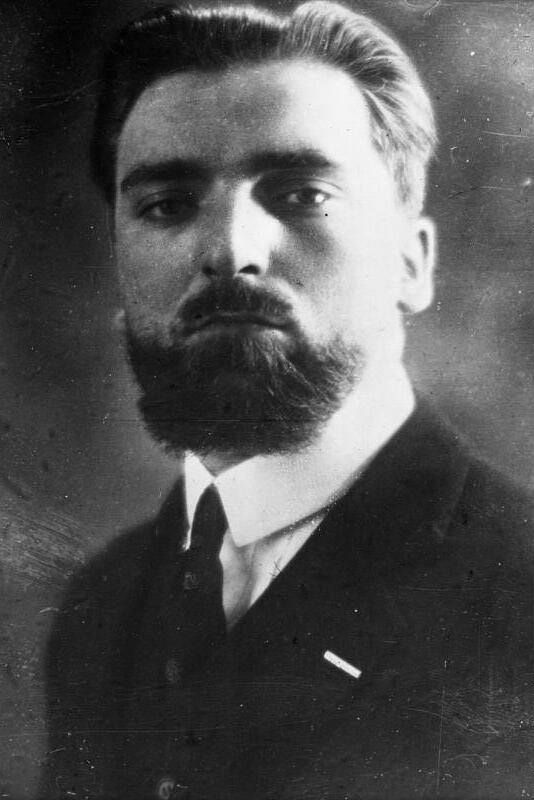
ディーノ・グランディ

議論は真夜中にまで及び、冷房もない宮殿に滞在する評議員には明らかに疲れの色が滲んでいた。動議に最初賛成したのは10名程度だったが、延々と続く議論の中で評議会出席経験がなく議論に不慣れな人々へのグランディによる執拗な説得が展開され、全会一致の方向へ進み始めた。ムッソリーニが評議員の疲労を考慮して議論を翌日に再開すると発言すると、グランディが食い下がったために結局は30分の休憩を挟んで再開となった。覇気に欠けるムッソリーニは対抗した根回しを行うことはなかったが、その代わり、再開された評議会でムッソリーニは国民と党の間の亀裂を協調するグランディに「決議が通れば党はその亀裂に飲み込まれる」と強く批判する演説を行った。この演説は決議案の意味について評議員たちに再考を促す結果を齎し、決議賛成に傾いていた一人である書記長スコルツァを翻意させることに成功した。スコルツァはムッソリーニとPNFを中心としたファシズム体制への回帰を主張する新たな動議を提出し、グランディやボッタイらを驚嘆させた。
ほかに複数の評議員が賛成を取り消しはじめ、グランディは急遽議論を切り上げて決議を要請した。ムッソリーニは議決を取るか取らないかの権限すらあったが、支持が戻りつつあるにも関わらず議論を続けず、スコルツァに命じて決議を取らせた。議決の結果は28名中、賛成19名・反対7名・棄権1名となり、サヴォイア家への独裁権返上を求める決議は可決された。ムッソリーニは黙々と書類を整理しながら「これでファシズム体制は危機を迎えた」と発言して席を立った。
グランティらに説き伏せられて動議に賛成票を入れた中立派の殆どは動議の意味する結果が理解できておらず、議案の結果を周囲に尋ねたり、ムッソリーニへ敬礼するなどしている。

#### 独裁権の返上
評議会を終えた後、執務室でスコルツァら反対票を投じた者たちからグランディらの逮捕を提案され、党本部で用事を済ませてから自宅に戻った際には妻ラケーレからも粛清を勧められているが、いずれも却下している。ムッソリーニは休戦計画も粛清も内戦に繋がることに変わりはないと考えて、国家が結束を失わない形での決着を模索し、サヴォイア家による仲裁に望みを託していた。だが既に宮内大臣アックアローネら王党派とアンブロジオ統合参謀本部総長らはムッソリーニの拘束を決意していた。
1943年7月25日、ムッソリーニは自宅で僅かな仮眠を取り、朝早くヴェネツィア宮に向かった。ヴェネツィア宮の執務室ではグランディと連絡を取って議論を試みているが、グランディは既にアックアローネから軍部と王家の決起を聞いて身柄を隠していた。ムッソリーニは暫く執務室に滞在し、同日に処刑が予定されていた2名のクロアチア人パルチザンへの恩赦を命じ、国王副官のパオロ・プントーニ将軍に月曜日の定例謁見を夕方に繰り上げるように連絡を入れたほか、日本の日高信六郎駐伊大使と面会している。
7月25日午後3時、謁見に向かう前に自宅に戻ってラケーレと昼食を取り、謁見用のスーツとフェルト帽に着替えて愛車のアルファ・ロメオで出発した。目的地は儀礼的な式典が行われるクイリナーレ宮殿ではなく、サヴォイア家の離宮と庭園があるヴィッラ・アーダへと赴いた。予定より謁見が早まったために軍部と王党派は大急ぎで準備を進め、クーデターは陸軍ではなく警察軍（カラビニエリ）を主体として行われることになった。軍部と王家から首相に選定されたバドリオはクーデターの実務には全く関与しておらず、サヴォイア家から爵位とともに与えられていた邸宅で休暇を取り、カードゲーム（ブリッジ）をしていたという。
7月25日午後4時55分、離宮の門前に護衛が乗った3台の車両と訪れ、車から降りると秘書官のみを連れて離宮へと入っていった。ヴィットーリオ・エマヌエーレ3世は大元帥の軍服を身に纏い、中央玄関で出迎えて謁見室までムッソリーニと歩いている。謁見室にはプントーニ将軍のみを扉の前に残し、20分ほどムッソリーニと会話している。
ムッソリーニが大評議会の決定について述べようとすると、それを遮るようにしてエマヌエーレ3世はピエトロ・バドリオ元統合参謀本部総長に組閣を命じる勅令を下した。唯一同席していたプントーニによれば、勅令を述べ終わるとムッソリーニが「では、全てが終わった、ということですか」と尋ね、エマヌエーレ3世は「残念だが…実に残念だ」と呟いたという。エマヌエーレ3世はムッソリーニに握手をし、「余の責任において身の安全は保障する」とも話したという。
謁見を終えてムッソリーニが離宮から外に出ると、待ち構えていた護衛のカラビニエリ（国家憲兵、警察軍）に身辺警護を名目に身柄を拘束された。

### 幽閉からの復活

#### バドリオ政権下での幽閉
1943年7月27日、名目上、ムッソリーニは身辺警護を理由に擬装用の救急車で海軍基地に護送され、そこから輸送艦でティレニア海の島々へ幽閉された。最初に軟禁されたポンツァ島では準備が間に合わず、使われていない無人の古民家が用意された。風呂が使えないなど粗末な建物であったが、監視についた下士官たちはムッソリーニに敬意を払い、書物や衣服の差し入れなど軟禁生活を手助けした。数日後により厳重な警備が行われているラ・マッダレーナ島に移動し、そこでは海軍将校用の邸宅が提供されて新聞などを購読することも許可された。激務から中断していた読書や執筆に専念する日々を送り、これまでの国家指導について見つめ直す機会を得て、今後のファシズム運動のあり方について思索を行っている。
幽閉されている間にも外部では政治情勢が混迷を続けていた。バドリオは首相（閣僚評議会議長）ではなくムッソリーニと同じく首席宰相及び国務大臣の地位に就任して、国家ファシスト党による独裁に倣った軍部独裁を志向した。その為、バドリオ政権はボノーミらを初めとする議会制民主主義の復権を求める政治家たちから積極的な協力を得られなかった。サヴォイア家を筆頭とする王党派が協力している為、共産主義・共和主義の反乱勢力から敵視された点でも同様であった。またバドリオは国家ファシスト党（PNF）とその青年組織リットリオ青年団の解散、およびチアーノらファシスト党幹部の資産没収、ファシスト・コーポラティズム議会、大評議会、国家特別裁判所の廃止などを行い、ファシスト勢力とも全面的に対立した。ちなみに資産没収の名分は不正蓄財の調査だったが、自身がファシスト政権下で蓄えた膨大な財産は不問とした。
ムッソリーニ解任に激怒したヒトラーがイタリアへの進駐を計画しているとの報告も届いていた。ヒトラーはバドリオを「我らの最も残酷なる敵」と呼び、南仏に続いて北伊への進駐計画「アラリック作戦」の発動を計画していた。アラリック作戦は「イタリアの戦争離脱が決定的になった時」を前提としていたが、平静さを失っていたヒトラーは如何なる犠牲を払っても進駐とバドリオ政権関係者を拘束するように命じ、そればかりかクーデターに協力したと考えていたカトリック教会の「ならず者共」を捕らえるべくヴァチカン占領も命じている。しかしエルヴィン・ロンメルやケッセルリンクなどイタリア戦線の指揮官たちからは準備不足であると反対されてしまい、当面の間はバドリオ政権の動きを注視し、またムッソリーニの軟禁先を調査することを決定した。
最初から支持基盤を欠いた政権であったことに加えてムッソリーニに比べて決断力のないバドリオ個人の政治的資質もあり、枢軸国と連合国との間に挟まれた状況下での休戦交渉は暗礁に乗り上げた。連合国側のアメリカ大統領ルーズベルトとイギリス首相チャーチルが枢軸国には無条件降伏以外を基本的に認めない姿勢を取ったことも二の足を踏ませる原因になっていた。君主たるエマヌエーレ3世も戦争継続と降伏のどちらを選ぶべきかこの期に及んで悩んでいたが、7月28日になってバドリオに対して休戦交渉の勅命を下した。7月29日、休戦交渉決定の翌日にムッソリーニが六十歳の誕生日を迎えると、沈黙するイタリア政府とは対照的にドイツ政府は公然とムッソリーニの誕生日を祝い、クーデターを承認しない姿勢を明瞭に示した。ヘルマン・ゲーリング国家元帥からは祝電が送られ、ヒトラーからは特別に装丁されたニーチェ全集が手紙を添えて贈られた。

#### バドリオ政権崩壊
休戦交渉についてバドリオはドイツ軍の介入を恐れて連合軍との戦闘継続宣言を出したが、同時にカステラーノ統合参謀本部次長をスペインに送って親伊派のホーア元・英外相と会談を行わせ、連合国への休戦を申し入れた。ケベック会談中のルーズベルトとチャーチルは急ぎ「短期休戦協定」を策定したが、この文書は無条件降伏については棚上げしており、細目は今後「長期休戦協定」を結ぶ際に議論するものとした。連合国遠征軍のドワイト・アイゼンハワー最高司令官はウォルター・ベデル・スミス遠征軍参謀長に「短期休戦協定」の文書を持たせてポルトガルのリスボンでカステラーノと会談を行わせ、両者の間で8月30日までに本国の許可を取り、9月1日にシチリア島の連合軍司令部で調印することが決められた。
だがカステラーノが「陸路」で帰国する前にバドリオはジャコモ・ザヌッシ陸軍副参謀長に「空路」でリスボンに交渉結果の確認を命じ、そのザヌッシは連合軍から無条件降伏が追記された「長期休戦協定」を渡されて帰国した。カステラーノとバドリオに別々の交渉条件が伝えられるという連絡ミスによって、バドリオ政権の情勢判断はさらに混乱した。9月2日、予定より大きく遅れてシチリア島の連合軍司令部に向かったカステラーノは「自身に決定権はない」として本国との連絡役以上の行動は取らず、バドリオは決断を避けて交渉は長引いた。結局、休戦協定が纏まったのはイタリア本土上陸の予定日まで残り一週間を切った9月3日にずれ込み、その間にドイツ軍は諜報や戦力の移動といった介入に向けた準備を進めていた。
戦争指導についてもバドリオ政権の不手際は続き、本国や本土周辺の占領地における軍隊に適切な指示や再編を命じず、ドイツの進駐軍40万名に対して約190万名の守備戦力は何の準備も命じられていなかった。バドリオが口頭ではなく命令文書で軍に命令を出したのは『今後起こりうる事態とその対処』について『情報収集を怠らない事』という訓示を行った一例のみである。バドリオの腹心で軍事計画を一任されていたアンブローシオ統合参謀本部総長は幾つかの命令を行っているが、やはりバドリオ同様の曖昧な内容で「ドイツ軍とのみ交戦を許可する」が、「ドイツ軍が攻撃しない場合は連合軍とも協力しない」とされていた。
煮え切らないバドリオ軍部政権に苛立った連合軍はイタリア王国軍との共同戦線構築に備えてローマへの空挺降下と揚陸作戦を準備し、マクスウェル・D・テイラー少将を極秘でローマに送り込むことまでしているが、バドリオやアンブローシオはおろか、マリオ・ロアッタ陸軍参謀長とすら面会できなかった。それでもどうにかテイラーは件のローマ周辺の新設部隊を指揮していたジャコモ・カルボーニ少将と連絡してバドリオとの面会を要請したが、就寝中だったバドリオは渋々といった態度で別荘での会見に応じ、計画についても消極的な発言を繰り返した。最終的にバドリオは「ドイツ軍の戦力が強化されている」として作戦に反対した為、やむなくテイラーは作戦決行直前の空挺部隊と揚陸艦隊の撤収を連合軍遠征軍司令部に連絡したが、アイゼンハワーはバドリオ側の行動に怒りを露にしている。サヴォイア家も最悪の事態を避ける努力を全く行わず、そればかりかローマ陥落に備えてスイスに王家の財産を乗せた40両の貨車を移動させている。
1943年9月8日、共同戦線構築に見切りをつけた連合軍側はバドリオ政権に通告せず「イタリア政府の休戦」と「イタリア国軍の無条件降伏」を公表して、シチリア島からイタリア南部への侵攻を開始した。サヴォイア家とバドリオ政権はパニックに陥り、一時は休戦交渉を否定する宣言を行おうとしたが、同日午後7時に休戦交渉を認めるバドリオのラジオ演説が行われた。
バドリオの裏切りが決定的となったことでヒトラーは作戦を発動して北伊への進駐を開始、陸軍省には各司令官らから状況の確認を求める電話連絡が殺到したが、バドリオ政権からの返答はなかった。未だ連合軍が南伊に留まっている状態であったことからバドリオら休戦派はタイプライターすら持ち出せず、何の責任も果たさずローマから逃亡したのである。政権崩壊に加え、休戦演説時に「連合軍との戦闘を停止せよ」との命令と、「第三者の攻撃に反撃せよ」という相互に矛盾した発言をしたことで前線は一層に混乱した状態に陥った。軍部隊の大部分は状況も把握できないままに武装解除されるか、孤立した状況下で抵抗して戦死するかのいずれかとなった（ケファロニア島の虐殺）。
サヴォイア家の面々も王都ローマを捨ててブリンディジへ遷都したが、これはヒトラーがバドリオ政権のみならず国王ヴィットーリオ・エマヌエーレ3世や王太子ウンベルト2世の拘束も命じていたためと考えられている。見捨てられた形となる北部・中部イタリアではサヴォイア家の威厳が大きく損なわれたほか、一連の不名誉な裏切りをイタリアの国辱とする意識も広がり、後に継戦運動においては「9月8日」を意味する「オット・セッテンブレ（8 settembre）」というフレーズが用いられた。ファシスト政権下で抑えられていた共和派パルチザンの台頭も相まって、これらの反クーデターの動きは戦後の王政廃止の端緒となった。
1943年9月9日、複数の党派に分かれていたパルチザンやレジスタンスにとっての総司令部としてイタリア国民解放委員会（CLN）が設立され、バドリオ政権に代わって徐々に影響力を持っていった。CLNにより雑多で無軌道であった反政府運動は統制下に置かれたが、内部では王党派と共和派の対立が絶えず、バドリオ政権やサヴォイア家への責任追及も展開された。1944年6月、戦争責任を求める声を抑えるべくエマヌエーレ3世はウンベルト王太子を摂政に任命することをローマ解放直後に発表、その数日後の6月9日にはバドリオ政権も総辞職して王家・軍部中心の亡命政府は解体され、新たにボノーミが臨時政権を樹立した。
もしバドリオ政権が当初から毅然と連合軍側に立って参戦していればローマに連合軍が上陸し、王国軍と組織だった抵抗を行ってドイツ軍のアラリック作戦を頓挫させていた可能性があった。現実には優柔不断な行動を重ねた末、連合軍の進軍は間に合わず、約50万名のイタリア軍人が武装解除を余儀なくされ、サヴォイア家の威信も失われた。バドリオらのクーデターはサヴォイア家の維持と休戦というどちらの目標も達成できず、国家と国軍の名誉を傷付けるのみという無益な結末を迎えたのである。

#### ドイツによる救出

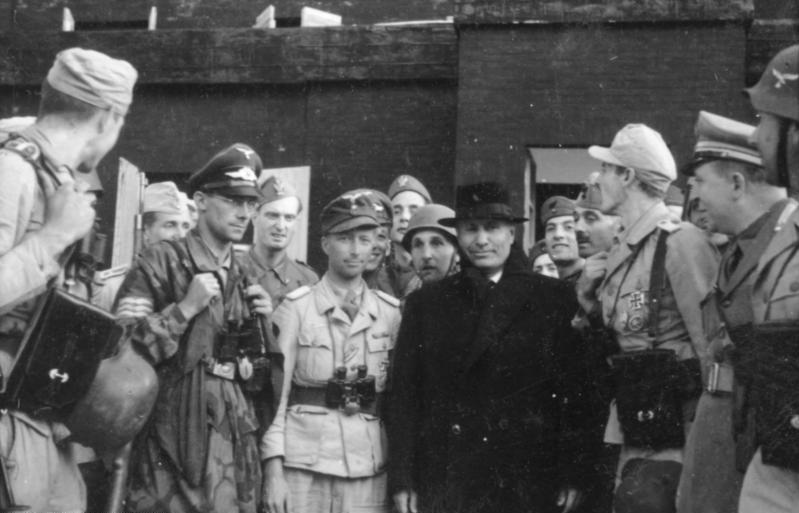
グラン・サッソから救出されたムッソリーニ
（1943年9月12日撮影）

一方、ローマ近郊の情勢が不穏当になったことからムッソリーニの身柄はティレニア海から移され、イタリア中部のラクイラ県とテラモ県に跨るグラン・サッソ山頂のホテルへ新たに幽閉された。ヒトラーは進駐と同時にムッソリーニの救出を軍に厳命していたが、ティレニア海の島々に滞在していた時に計画された作戦は一歩遅く身柄が移送されてしまったために失敗に終わっていた。ドイツ軍のクルト・シュトゥデント上級大将はグラン・サッソへの移送情報を新たに掴むと、1943年9月13日に救出作戦「柏（オーク）」を実施した。グラン・サッソに駐留していたのは主に警察やカラビニエリ（国家憲兵）の部隊だったが、休戦に従って連合軍に引き渡すべきなのか、それとも王国政府を見限って釈放すべきなのか決め兼ねている状態にあった。そんな折にオーク作戦によって出撃したハラルト・モルス空軍少佐が率いるドイツ軍の特別部隊がグライダーでグラン・サッソに降下、ホテルへ突入した。あらかじめ王国政府を離反してドイツ軍側に協力していた警察司令官フェルナンド・ソレツィ（イタリア語版）が投降を呼びかけていたこともあり、警護部隊は抵抗せず武装解除された。
救出されたムッソリーニの護衛役を務めたのは軟禁先の調査に功績のあったオットー・スコルツェニー武装親衛隊大尉であった。面会したスコルツェニーが「ドゥーチェ！我がフューラーの命により救出に参りました！」と敬礼すると、ムッソリーニは「友人が私を見捨てないことは知っていたよ」と抱擁を交わしている。スコルツェニーはムッソリーニの印象について以前より痩せていたが、独裁者としての威厳が保たれていたと回想している。救出されたムッソリーニは本来なら小型ヘリコプターであるFa223に乗って先に脱出する手はずだったが、Fa223の故障から小型飛行機のFi156に急遽乗り換えて脱出することになった。ドイツ領へと逃れたムッソリーニは東プロイセン州ラステンブルクの総統大本営（ヴォルフスシャンツェ）へ護送された。
救出作戦成功後、ヒトラーはドイツに亡命していたムッソリーニの次男ヴィットーリオ・ムッソリーニを大本営に招き、片言のイタリア語で父親の無事を伝えたという。

### 内戦

#### イタリア社会共和国
1943年9月15日、程なくムッソリーニ本人がラステンブルク総統大本営に到着すると両者の間で秘密会談が行われた。進駐領域に建設される予定の親独政権の指導者は当初ファシスト党のロベルト・ファリナッチ元書記長が予定されていたが、ムッソリーニ批判からヒトラーの勘気を被って白紙となっていた。秘密会談でヒトラーは盟友であるムッソリーニの進駐領域の統治を依頼し、胃癌で衰弱していたムッソリーニは一旦辞退したが、最終的にはヒトラーの説得に折れる形で了承した。ヒトラーのムッソリーニに対する個人的な尊敬や友情に変わりはなかったが、政治的にはやや強気の姿勢も見せるようになっていた。ヒトラーは自身が信頼できる人物を指導者にできない場合、親衛隊が主張するポーランドと同じ総督府による占領統治をイタリア北部・中部で実行せざるを得ないと述べている。
親衛隊は最終決戦に向けてあらゆる利用可能な資源や領土を掻き集めようとしており、イタリアの占領地域も例外ではなかった。ナチス政府がスラブ圏で見せた冷酷な統治を知るムッソリーニは、祖国を守るために「ヒトラーからの好意」を受け入れるよりほかになかった。ムッソリーニが指導者就任を請け負うとヒトラーは大いに喜んだが、同時に体調面を気遣って自身の主治医であるテオドール・モレルの治療を受けさせた。後世の医学者からは評判の悪いモレルではあるが今回の治療に関しては成果を上げ、ムッソリーニはミュンヘンで体調を回復させてからイタリアのミラノへと戻った。
1943年9月18日、ムッソリーニはイタリア国営放送を通じて最初の声明を発表、貴族と王政を廃した共和制下でのファシズム体制完成を掲げて共和ファシスト党（Partito Fascista Repubblicano、PFR）をロンバルディア州ミラノで結党し、初代書記長にアレッサンドロ・パヴォリーニを指名した。9月23日、イタリア北部・中部への進駐の完了によってローマを法律上の首都とし、共和ファシスト党による一党独裁が行われるイタリア社会共和国（Repubblica Sociale Italiana、RSI）を建国した。ムッソリーニはRSIの元首に選出され、「社会共和国のドゥーチェ」(イタリア語: Duce della Repubblica Sociale Italiana)の元首称号を使用した。ドイツと日本が直ちにイタリア社会共和国を承認してヴェネツィアに大使館を置いた。
連合国はこの動きに対抗すべく休戦条約を結んだイタリア王国の南部亡命政府を共同交戦国として認め、ジョヴァンニ・メッセ陸軍元帥を総司令官とするイタリア共同交戦軍が創設された。連合国はイタリア社会共和国を安全面からローマから行政府が移動されていたサローに準えて「サロ政権」（小共和国）と蔑称し、国家承認を拒否した。このガルダ湖に面した街はかつてムッソリーニとの世代交代によって表舞台から去った愛国者ガブリエーレ・ダンヌンツィオが余生を過ごした土地であり、そこから少し離れたガルニャーノ市のヴィッラ・フェルトリネッリに執務室を置いた。

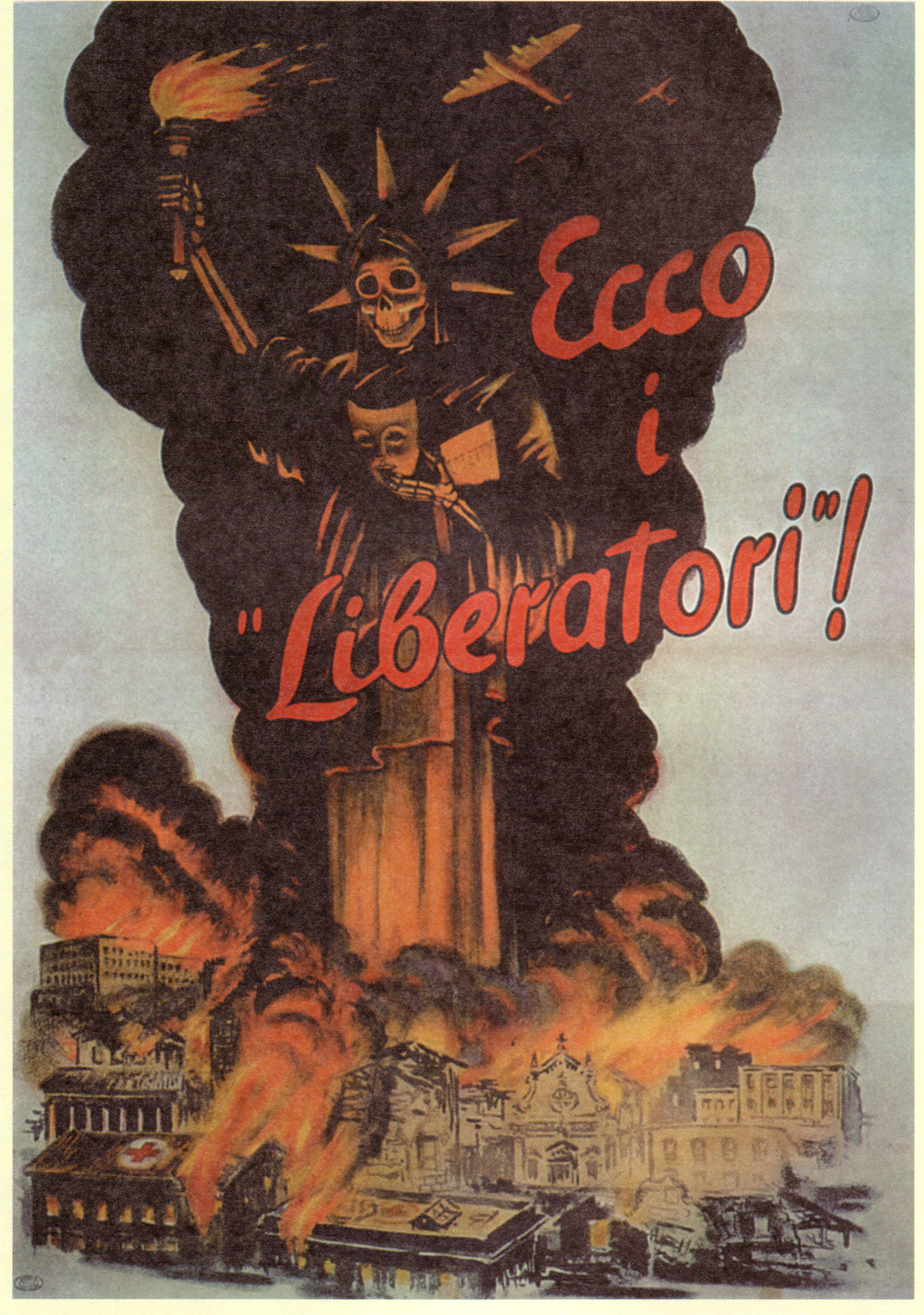
「『自由主義』来たる！」
RSI政府の宣伝ポスター。アメリカの戦略爆撃で焼払われる町々とそれを見下ろす自由の女神が描かれており、女神は仮面を外して死神としての正体を見せている

RSI政府は先述した通り旧イタリア王国領の北部・中部に建国されたが、厳密にはドイツ軍の軍政領域とされたアルペンフォアラント作戦領域（南チロル及びトレンティーノ）、アドリア沿岸部作戦領域（フリウリ＝ヴェネツィア・ジュリア）は領土に含まれていない。また海外植民地やバルカン半島分割で得た新規領土もドイツ領として管理された。ムッソリーニは最終的な目標として「かつてイタリア国旗の翻った全ての領土」を回復することを決意しており、ヒトラーも戦勝の後は旧イタリア王国領をRSI政府に帰属させることに同意している。しかしまずは目前に迫る連合軍と南部亡命政府との内戦に備えなければならなかった。また共産主義や社会主義、自由主義などをイデオロギーとするレジスタンスやパルチザンがRSI領一帯で蜂起してドイツ軍やRSI政府に抵抗すべく解放区（自由共和国）建設の動きを見せており、治安回復も急務であった。
新国家においてムッソリーニは王党派との妥協で不完全に終わっていた修正マルクス主義を基点とするファシズム体制の完成を進めた。大企業の完全国有化など経済の社会化を推進する傍ら、将来の憲法制定を準備すべくヴェローナで開催した共和ファシスト党全国大会で十八条からなる憲法草案としてヴェローナ憲章を採択した。ヴェローナ党大会にはファシスト以外にも様々な政治思想家たちが呼ばれ、広範な議論が行われた。共和制と大統領制の導入、コーポラティズム国家の完成を目指した労働者の権利拡大（労働憲章の制定、労働者の企業経営参加制度の導入）、大統領制とバランスを取る政治制度（下院選挙の再開、多党制議会の復活、党役職を指名制から党員選挙制に戻す）など様々な改革案が採用された。未来的な国家を目指したヴェローナ憲章は資本主義と社会主義の超越を目指す第三の位置としてのファシズム思想を完成させた内容となった。
組閣は王党派や親米英派ファシストが離れた為、限られた人材から選ばなければならない困難な作業だったが、あくまでもムッソリーニを支持する者たちはもちろん、ヴェローナ憲章の描く未来に賛同してファシスト以外から協力を申し出た者たちも少なくなかった。ムッソリーニの旧友でイタリア共産党の創設者の一人でもあるニコラ・ボムバッチはトリアッティらと袂と分けてRSI政府に協力し、経済政策顧問として経済の社会化を主導している。老齢の哲学者ジョヴァンニ・ジェンティーレもイタリア学士院院長として再びムッソリーニに力を貸し、ロシア派遣軍から戻った未来派の詩人マリネッティもRSI政府に参加している。反共主義と並んでファシズムが重要視する反資本主義や反自由主義も、アメリカとの対峙を通じて高まりを見せ、同様の理由からアフリカ系の黒色人種に対する反感も再燃した。
軍備面では退役していたロドルフォ・グラッツィアーニ陸軍元帥が国防大臣を務め、徴税と並ぶ自治権である徴兵を領土全域で実施することに成功している。集められた兵員はドイツ国防軍の全面協力で共和国国防軍（Esercito Nazionale Repubblicano、ENR）として訓練され、ドイツ軍式の装備を受領した4個師団の編成が開始された。ドイツ国防軍以外にもナチ党の武装親衛隊がイタリア人親衛隊員を集め、ファスケスとルーン文字をシンボルとする第29SS武装擲弾兵師団『第一イタリア』を前線に展開した。旧国家ファシスト党の国防義勇軍を中核とした黒色旅団（Brigate Nere）や共和国防衛軍（GNR）と呼ばれる治安組織を結成したほか、独自に連合軍やパルチザンと戦う義勇軍部隊も編成された。

#### ドイツ政府の干渉と対レジスタンス政策

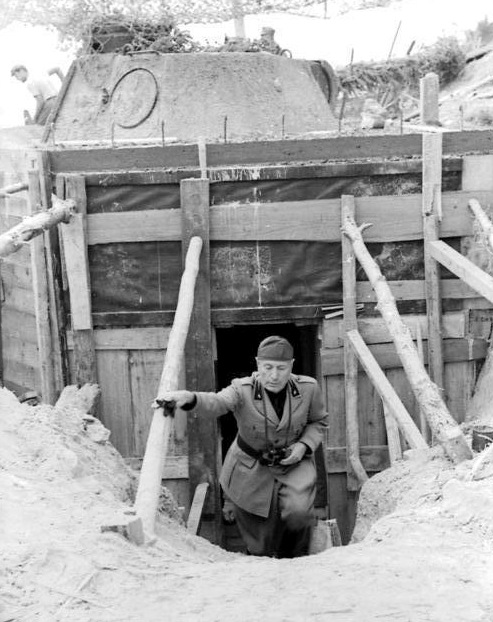
V号戦車パンターの砲塔を流用した対戦車バンカー「Pantherturm」を視察するムッソリーニ
（1944年）

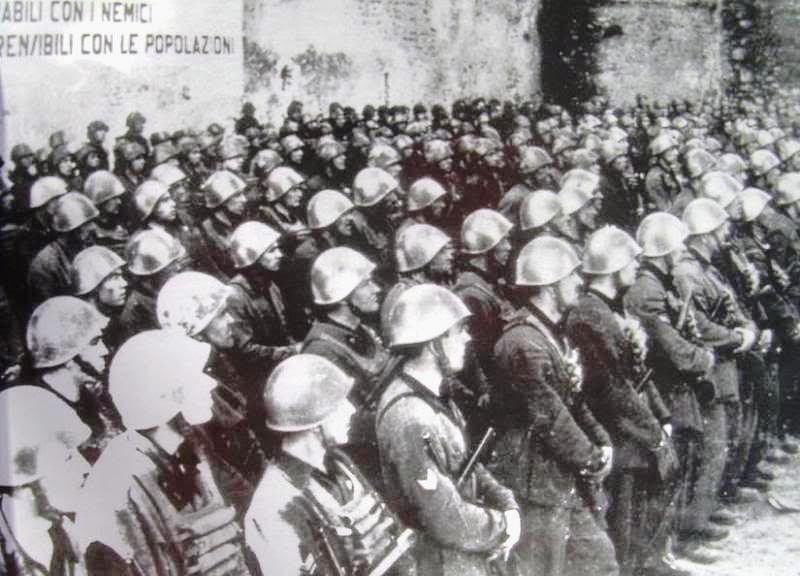
黒色旅団の兵士たち
（1945年、マントヴァ）

連合軍と枢軸軍という観点においては「イタリア戦線」（Italian Campaign）と呼称される戦いは、家族兄弟が両軍に分かれて戦う「イタリア内戦（1943年-1945年）」（Italian Civil War）としての側面を持っていた。イタリアの歴史学界においては冷戦終結後の1990年代から戦闘を「内戦」（La guerra civile）と定義する意見が主流になっている。内戦で自らのRSI軍や義勇軍がドイツ軍とともに勇敢な戦いを見せたことは「イタリアの名誉」を求めるムッソリーニに幾分の希望を与えたが、同時に反乱軍や王国軍兵士との内戦は民族の団結（ファッシ）という理想が失われる思いでもあった。
レジスタンスやパルチザンは民衆を巻き込んでテロや破壊工作を繰り広げ、ドイツ軍によるイタリア国民への残忍な報復を招いても、そうした人質戦略に意に介することもなかった。被害を住民に押し付けるパルチザンたちの戦術は「銃を撃ち、そして消える」と皮肉られ、終戦直前まで広範な支持を得ることはなかった。対照的にムッソリーニはRSI軍の兵士たちの憤慨を宥め、可能な限り報復を行わないようにRSI軍に厳命を下し、時にはパルチザンの指導者に恩赦を与えてすらいる。
またムッソリーニを悩ませたのはカール・ヴォルフSS大将ら親衛隊が直接統治を諦めておらず、RSI政府の権限に度々干渉しようとすることであった。実質的に連合軍の占領地として扱われていた南部の共同交戦国に比べ、RSI政府は徴税・軍備・警察など多くの行政権を委任された国家であり、ドイツ政府といえどもポーランドのように扱うことはできなかった。親衛隊は警護の名目で護衛小隊をムッソリーニの執務室周辺に配置したり、通話を盗聴して影響力を持とうとした。
RSI政府を形骸化させようとする親衛隊の占領計画を最後の一線で防いでいたのは、ヒトラーとムッソリーニの信頼関係であり、北部イタリア人にとってムッソリーニは「ドイツの傀儡」というよりは「最後の砦」ですらあった。ただしそれはムッソリーニがヒトラーに依存することも意味しており、クーデターに協力したガレアッツォ・チャーノ伯やエミーリオ・デ・ボーノ元帥の処刑、ユダヤ教徒保護政策の完全撤廃など、政治信条に反する行為をヒトラーの提案に応じて受け入れることもあった。
前者については党員はおろか、政敵ですら命を奪うこと（およびそれによって反論を許さないこと）を嫌ったムッソリーニにとって、後継者から外したとはいえ娘婿のチャーノを処刑するのはつらいことであり、長女エッダからの必死の嘆願にも心動かされていた。また杖なしでは歩けない体になっていた老将軍を処刑場に引きずり出して撃ち殺すのは悪趣味としか思えなかった。
しかしムッソリーニの人間的な甘さを懸念していたヒトラーも譲らず、共和ファシスト党内でも死刑は当然であるとの結論が下されていた。皮肉にも彼らの裏切りを許したのはムッソリーニだけであった。ヴェローナで行われた裁判（ヴェローナ裁判）でカルッチオ・パレスキ、ルチアーノ・ゴッタルディ、ジョヴァンニ・マリネッリ、チャーノ、デ・ボーノらに国家反逆罪による即時処刑が言い渡された。
死罪を言い渡された面々は処刑場の平原へと歩かされて椅子に座った状態で背を向けさせられ、共和ファシスト党員の銃兵隊によって銃殺された。ムッソリーニは無神論者ながら「罪人」とされた者たちに祈りを捧げるようヴェローナの教会に頼んでいるが、その時のムッソリーニは顔面蒼白で今にも自分も死を選びかねない様子だったという。

#### ヒトラーとの別れ
こうした努力にも関わらず戦局の不利は変わらず、ヴェローナ憲章も戦争協力が優先されて正式な憲法制定に漕ぎ着けることは最後まで果たせなかった。1944年4月、ドイツのグラーフェンヴォール練兵場で共和国国防軍の閲兵式を行い、『サン・マルコ』海兵師団の訓練を視察して兵士たちから熱烈な歓迎を受けた。視察を終えた後はザルツブルク郊外でヒトラーとの首脳会談に臨み、もう一度対ソ講和を強く勧めたが、ヒトラーは「秘密兵器による勝利」という空想を口にするだけであった。帰国すると6か月近くドイツ軍とRSI軍が踏み止まっていた首都ローマが遂に失陥したとの報告が届き、全国民に向けて喪に服するとともに連合軍への抵抗を呼び掛ける声明を出した。ローマ失陥の翌日にはノルマンディー上陸作戦が開始され、枢軸国の命運は尽きつつあった。
1944年7月20日、再びドイツを訪問してバイエルンで擲弾兵師団「リットリオ」を筆頭とした共和国国防軍4個師団の合同演習を視察した。視察後に16度目となる独伊会談が開かれるラステンブルクに向かうと、その移動中にドイツでヒトラー暗殺・クーデター未遂事件が発生した。ヒトラーが九死に一生を得た暗殺未遂事件の後、外国人で最初に面会を許可され、治療を終えたヒトラー自ら爆破された執務室を案内している。ヒトラーは思いのほか落ち着いており、暗殺の脅威よりもそれから生き残ったことに感銘を受けていた。敗勢から塞ぎ込むことが増えていたヒトラーは、枢軸国の使命がまだ終わってはいないことを確信した様子だった。そのことを意気込んで語るヒトラーに、ムッソリーニは「まさにその通りだ」と同意し、「今日起きた奇跡を考えれば、我々の使命が全うされないことは有り得ないだろう」と語っている。
行われた会談でヒトラーはドイツ国防軍が訓練を行っているRSI軍4個師団を東部戦線に展開するというヴィルヘルム・カイテル元帥の計画を退け、ムッソリーニの提案通りにイタリア戦線に展開することを決定した。帰国の列車に乗るムッソリーニを見送りに来たヒトラーは「貴方はドイツにとって最も高貴な友人だ」と呼び、その両手を硬く握り締めて語りかけた。
| 「                             | 貴方が頼りにすべき人間なのは分かっている…私が世界の中で持っている最良の、そして恐らく唯一の友人が貴方だという私の言葉を信じて貰いたい。 | 」 |
| —アドルフ・ヒトラー、1944年7月 | |    |

この言葉が二人の独裁者にとって最後の会話となった。

#### 北部防衛線

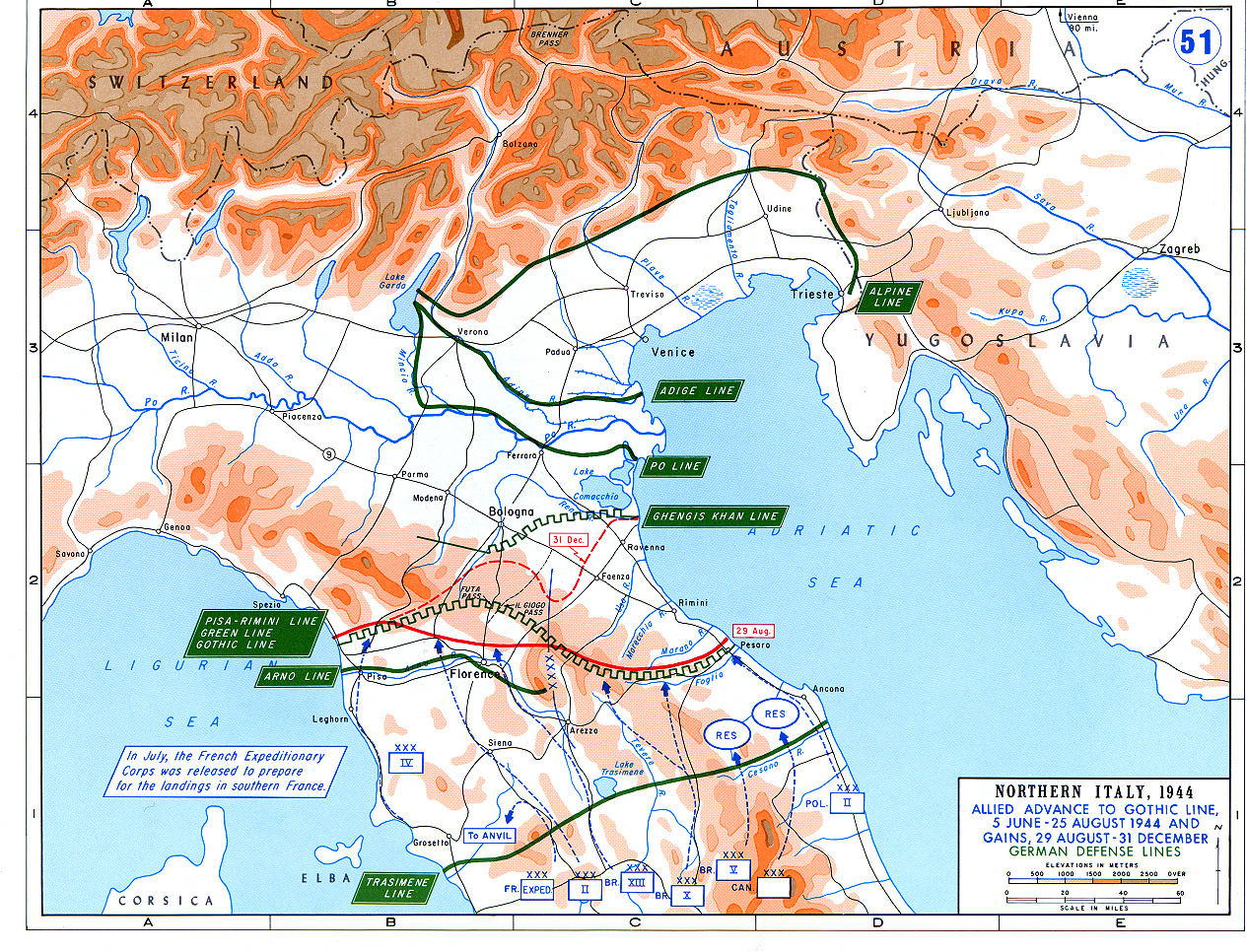
ローマ陥落後に形成された枢軸軍の防衛ライン
トラジメーノ・ライン、アルノ・ライン、ゴシック・ライン、チンギス・ハーン・ライン、ポー川ライン、アディジェ・ラインの順に構築されている。その後ろに存在するのは伊独国境に建設されたアルプス・ライン。

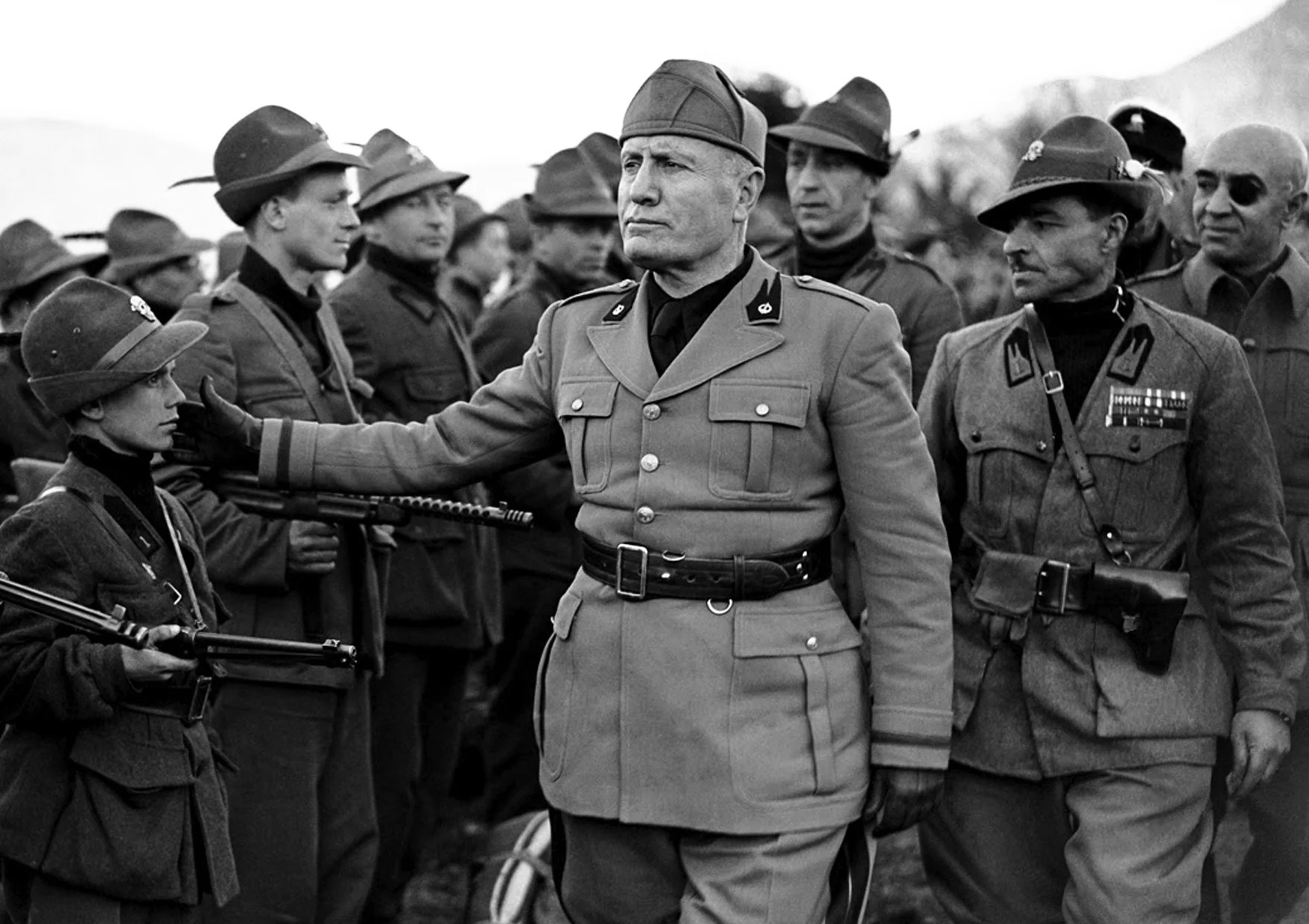
閲兵式に参加する第5アルピーニ旅団の少年兵の頬に触れるムッソリーニ
（1945年）

独C軍集団司令官アルベルト・ケッセルリンクはローマ陥落によりグスタフ・ラインを突破された後、同様の山岳地帯を使った遅滞戦闘を行うことを計画し、中部からドイツ領オーストリアと隣接する北東部の間に複数の防衛線を構築した。またスイスのグラウビュンデン州と隣接するヴァルテリーナ地域にも要塞があり、同地はドイツの臨時軍政領域となっているトレンティーノ＝アルト・アディジェ州を通じて旧オーストリアやバイエルンと近接しており、ドイツ側の最終防衛線であるアルプス国家要塞との連帯も期待された。事実上の首都であるミラノや、自身が滞在していたガルダ湖・コモ湖周辺にも近いこのヴァルテリーナ地域をムッソリーニはRSI軍の最終防衛線と考え、ミラノ陥落後は同地に戦力を結集する「Ｚ条件」（ヴァルテリーナ防衛計画）を準備している。
1944年6月、ローマ占領を戦いの節目と考えていた連合軍の進撃速度は予想以上に早く、トラジメーノ湖を基点としたトラジメーノ・ラインは同月中に突破され、7月にはピサからフィレンツェにかけて構築されたアルノ・ラインに到達した。しかしフィレンツェでは女性を含めた義勇兵が武器を取って連合軍に抵抗しており、RSI軍の士気は依然として旺盛だった。そうした中、国民を鼓舞するRSI政府の声明はラジオ演説と機関紙によって行われていた。市街地ではパルチザンやレジスタンスによる枢軸国要人に対する暗殺計画が頻発し、連合軍との戦闘や爆撃も日常茶飯事となっていたイタリアにおいて、安全上の理由からドイツ政府やRSI政府はムッソリーニの演説会や式典への出席を勧めなかったのである。だが民衆と直接触れ合ってこそ意味があると見ていたムッソリーニの政治的信念は、枢軸軍が最後の戦いに挑む中で日に日に高まっていった。
1944年12月16日、ラジオ放送で「異例な重要性を持つ」行事が実施されるとだけ記された奇妙な布告が行われた。その「ある国家行事」とはムッソリーニによる演説会であった。安全性を担保するための苦肉の策として実施された臨時演説会であったが、驚くべきことに想像以上の群衆がミラノ市街地に詰め掛けていた。自らに未だ大きな影響力があることを実感したムッソリーニはパルチザンが含まれているかもしれないという治安部隊の提言を跳ね除けて民衆の前に姿を表し。ムッソリーニが乗った車がミラノの市街地を通行すると民衆は大歓声を挙げて車に群がり、ムッソリーニへ敬礼したり駆け寄って握手を求めたりした。
占領者ドイツを憎み、連合軍に対抗できない現実に失望していたイタリア国民もムッソリーニ個人への期待は失っていなかった。パルチザンに属する者たちもその場に幾人か存在したが、連合軍やドイツ軍と並んで民衆から嫌われていた彼らは群衆を押しのけることもできず、あるパルチザンは自分たちが支持されていないことを認める記述を残している。群衆を掻き分けてミラノのリリコ劇場に入ったムッソリーニは自身にとって最後となる演説を行い、ドイツへの戦争協力などは説かれず、代わりに最後までイタリア民族の勇気を示すように民衆へ求めた。
1944年12月28日、ミラノでの演説から数日後に西部戦線で行われたバルジの戦い（アルデンヌ攻勢）に呼応して、イタリア戦線においても独C軍集団とRSI軍の攻勢が開始された。ドイツから帰国した共和国国防軍の四個師団はリグリア軍集団として投入され、イギリス軍、英領インド軍、アメリカ軍の連合部隊を破ってルッカ北西まで進み、一時はフィレンツェ近郊まで進出した（ガルファーニャの戦い）。バルジの戦いがそうであったようにやがては連合軍に押し返されたものの、RSI軍は設立から1年で連合軍に一矢報いる結果を残した。

#### ヴァルテリーナ計画
1945年1月、攻勢終了によって再び防戦へと戻り、厳しい冬の中で絶望的な戦闘を続けるRSI軍の前線を訪れ、閲兵式を行って兵士たちを激励している。少年兵を含めた兵士たちはムッソリーニの期待に応えて希望の失われた状況下で戦いを続け、冬の間は連合軍の攻撃も停滞した。しかし春を迎えた4月になるとゴシックラインは完全に突破され、C軍集団とRSI軍はポー川ラインにまで戦線を後退させ、ミラノでの市街地戦が視野に入り始めた。これを裏付けるようにムッソリーニも「ミラノを南部戦線のスターリングラードにしなければならない」と演説しているが、同時に市民を巻き込む戦闘をこれ以上は続けるべきではないとの思いもあり、以前から準備していた「Ｚ条件」の発動を検討するようになった。
民衆に被害を出さず、効果的な最終戦闘を行うという点で「Ｚ条件」は望ましい計画ではあったが、実現する上で大きな障害があった。一つはまず指揮系統の問題であり、義勇軍、黒色旅団、国家防衛軍、共和国国防軍などのRSI軍各部隊は基本的にドイツ軍のC軍集団司令部の戦闘序列に組み込まれており、単独での防衛線構築は不可能だった。そのC軍集団は当面は前線での遅滞戦闘を継続する意思を示し、更にはRSI政府はおろか本国政府やヒトラーにすら秘匿して連合軍やパルチザンおよびレジスタンス勢力との休戦交渉を進めていた。
次に連合軍が治安維持を兼ねてパルチザンやレジスタンスを野放しにしており、連合軍が撤収した後の町でRSI政府の支持者に報復的な虐殺を繰り広げていることであった。特に反政府運動で最大規模を誇る共産主義勢力は「スターリンのイタリア人」と呼ばれたイタリア共産党書記長トリアッティの指導下にあり、RSI関係者への無差別テロを繰り広げていた。連合軍、CLN、ボノーミ政権はソ連の傀儡として警戒感を抱きつつも、対北伊での反乱を指導していたトリアッティ派の北イタリア国民解放委員会（CLNAI）と協力関係を結び、武器支援の対象としている。ムッソリーニは防衛拠点を手放す際、家族を守ることを希望する兵士には除隊を許可し、あるいは家族を連れての後退を許可していた。大都市ミラノを捨てて僻地のヴァルテリーナへ移動するとなれば、家族との移動は兵站上は不可能であり、大勢の兵士たちにパルチザンの報復から家族を見捨てることを命じるよりほかになかった。
ムッソリーニはCLNおよびCLNAIとの交渉によってＺ条件の実現を試み、RSI政府に協力を申し出た非ファシスト系の政治家たちを通じて交渉を行っている。1945年4月21日、中部の要衝ボローニャが陥落、ドイツでもベルリンの戦いが始まる状況下でイタリア戦線の独軍は明らかに士気を失っており、戦線は急速に後退した。ゴシックラインは事実上崩壊し、独軍はイタリア戦線から敗走しつつあった。
1945年4月22日、CLNとRSI政府の交渉が開始され、ムッソリーニは統治権を南部の共同交戦国とCLNに委譲し、また実効支配地域でのレジスタンスに対する戦闘や報復行為を行わないことを約束した。その上でムッソリーニは連合軍との戦闘継続だけを望み、CLNにRSI軍のヴァルテリーナ移動を少なくとも妨害しないことを求め、また他の地域で見られるRSI関係者やその家族への報復を直ちに停止するように要請した。非人道的な報復については連合軍も度々取り止めるようCLNに厳命していた為、表面的には了承した。またRSI軍の正規軍はもちろん、黒色旅団などの治安組織・義勇軍組織も国際法上の捕虜として公正な扱いを受けるとの連合軍からの通達を伝えたが、現実にはそのどちらも遵守されることはなかった。
1945年4月25日、CLNの代表団との直接会談に望んだが、C軍集団の休戦交渉を知ったCLNは無条件降伏の要求以外は受け入れなくなった。ムッソリーニは会談の中でC軍集団の降伏交渉について知らされ、最後の最後にヒトラーから裏切られたと感じた。しかし二日後に総統地下壕のヒトラーから戦局の逆転を確信しており、「独伊同盟の最終的勝利」に希望を持っているという電報が届き、ヒトラーもまた周囲から欺かれていることを知った。

### 最後の日々

#### ミラノからの移動

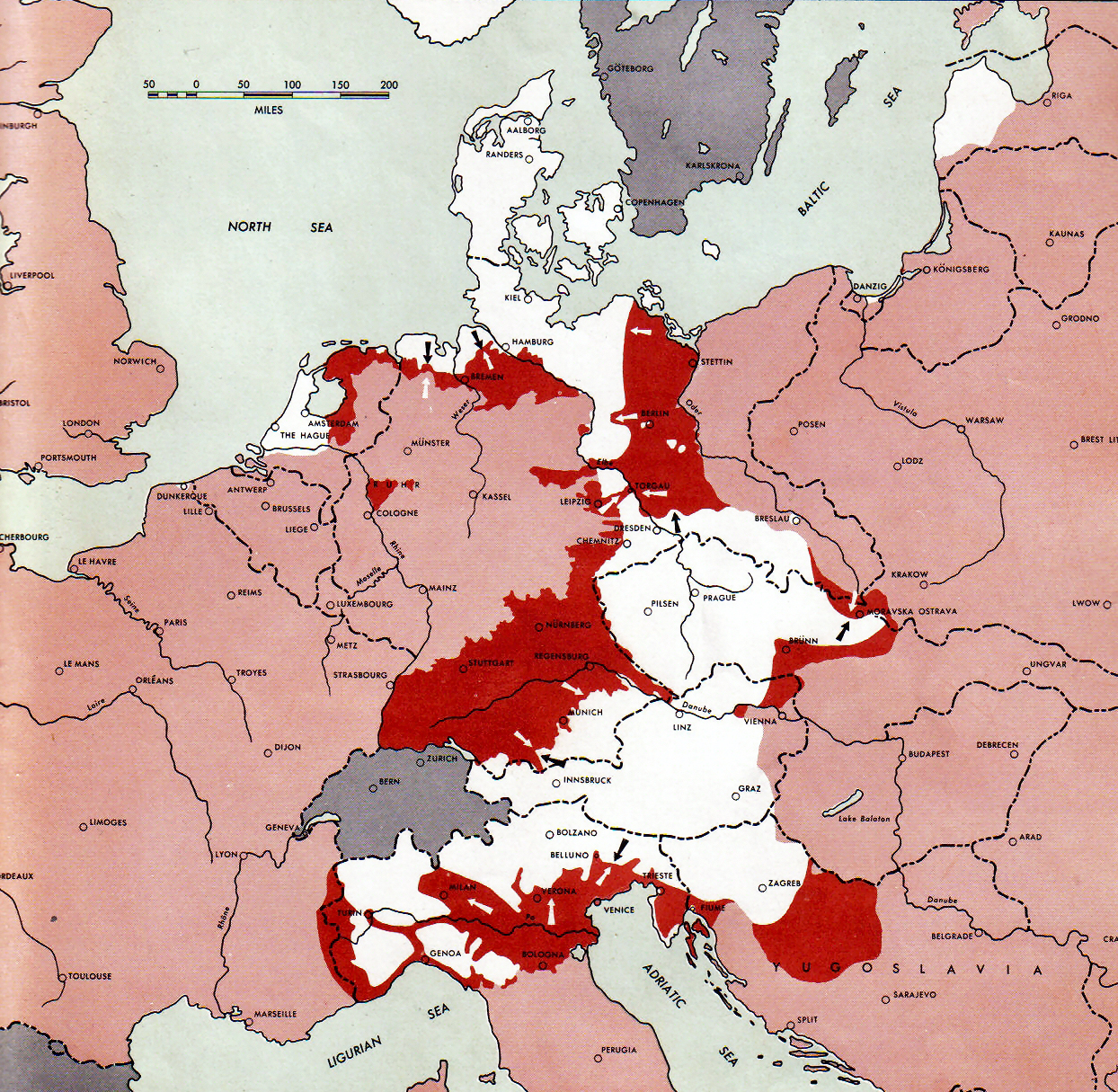
1945年5月時点での欧州戦線

ムッソリーニがスイスとの国境に近いミラノを離れ、死を迎えるまでの経緯については謎が多く、今でも諸説が存在する状態になっている。ミラノから脱出した経緯や目的地に加えて、拘束から処刑に至るまでのムッソリーニの動向については資料や証言によって一定していないためである。この点において盟友であり自決までの経過が不明瞭であるアドルフ・ヒトラーと軌を一にしており（アドルフ・ヒトラーの死）、現在でも歴史学者の間で議論が続けられている（ベニート・ムッソリーニの死）。
主流の説として、スペインへ家族と子供たちを亡命させていたことからムッソリーニもスイスに向かい、そこから中立国でヨーロッパで唯一ファシスト政権が継続しているスペインへ向かう計画であったとされているが、否定的な意見も多い。ムッソリーニ自身は最初から亡命を拒絶する発言をしており、次男ヴィットーリオ・ムッソリーニが同様の提案をした際には「馬鹿な話を言うな！俺がイタリアを去ることはない。部下を見捨てることはない。ローマを捨てた国王と同じ非難を受けるつもりもない」と一蹴している。日本から亡命を進める提案があった際にも「申し出はありがたいが、私はイタリアで生涯を終えたい」と丁重に辞退している。
1945年4月25日、CLNとの会談が決裂した日の夜にムッソリーニはヴァルテリーナへの移動を決定し、移動可能な者に対して集合地としてスイスとの国境に面したコモ湖付近へ向かう命令を出した。自身も機関銃を手にミラノから黒色旅団1個小隊を連れて向かい、ムッソリーニの護衛をヒトラーから命じられていたナチス親衛隊の隊員たちも同行した。国防大臣ロドルフォ・グラツィアーニ陸軍元帥RSI政府の閣僚やニコラ・ボムバッチらムッソリーニの側近、次男ヴィットーリオも同行したほか、ローマ教皇庁の職員の娘であるクラレッタ・ペタッチもコモ湖に同行すると申し出た。彼女はムッソリーニにとって数多くいる愛人の一人であるに過ぎなかったが、後妻のラケーレ以上にRSI時代のムッソリーニを献身的に支え、心を通わせていた。
事前の予測通り、ミラノに住む党員や兵士の多くは家族を守るために連合軍の手に渡りつつあるミラノに残ることを選んだが、ムッソリーニが彼らを責めることはせず離脱を許可した。移動する前にミラノの市庁舎前で党員や兵士に最後の別れを告げると、傷痍軍人から「ドゥーチェ！出発するな！我々と共にミラノに残れ！我々が貴方を守る！」との声が上がった。一方、共和ファシスト党書記長アレッサンドロ・パヴォリーニはヴァルテリーナ防衛を志願した黒色旅団の隊員を掻き集め、最終的に3000名以上の隊員を集めてコモ湖へ向かった。

#### 身柄拘束の経緯

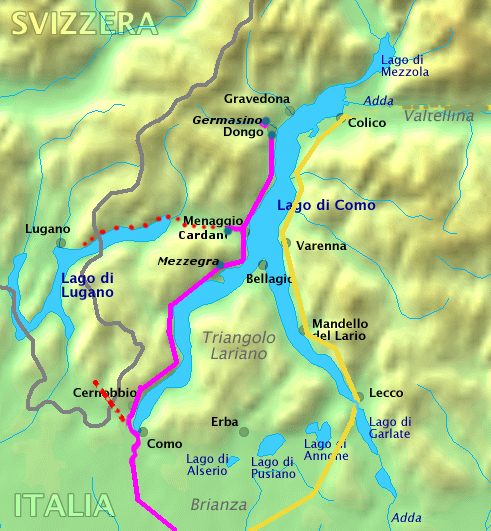
コモ湖周辺での移動経路

コモに戻ったムッソリーニに対してミラノとは一転して非協力的な空気が漂っていた。実は既にコモ湖を含めたコモ県の県知事はCLN側と内通していて、流石にムッソリーニの部隊を攻撃することはなかったものの、速やかに移動して欲しいと県知事から嘆願された。やむなくムッソリーニは次男ヴィットーリオを残してコモ湖から移動先を変えざるを得なかったが、そこに後を追ってきたパヴォリーニらの軍勢が訪れて行き違いになってしまった。
パヴォリーニは誠実な人物だったが軍事的な指揮経験はなく、合流に失敗した後の行動は雑然としたものだった。パヴォリーニはムッソリーニの行方を捜して部隊から離れた。県知事の協力が得られず、至る所にパルチザン部隊が点在する状態では連絡を取るのも困難だった。ムッソリーニもパヴォリーニもいない状況下で、指揮系統もなく取り残された志願者たちには困惑が広がり、ムッソリーニが自分たちを捨ててスイスに亡命したとの嘘の情報も流れた。結局、ミラノに残った者たちと同じく家族を守るために行動し始め、どうにかコモ湖から40km離れたメナッジョという場所でムッソリーニの部隊と落ち合った時、パヴォリーニは「我が身一つを捧げます」とのみ告げた。
ヴァルテリーナでの抗戦が非現実的になりつつあることを指摘したグラツィアーニはドイツ軍と共に連合軍と休戦交渉を進めることを主張し、却下されると憤慨してミラノの司令部に戻ってしまった。軍の総司令官であるグラツィアーニが離脱して正規軍の動向も不明瞭になってしまう窮地だったが、ムッソリーニは落ち着いており、暫くその場に留まることを選んだ。そこにヴァルテリーナを経由してドイツ南部へ退却していた独軍の対空砲部隊と遭遇し、護衛のピルツァー親衛隊中尉からの助言もあって彼らと同行することを決め、メナッジョからは数十名のRSI軍兵士も随伴した。
ドイツ軍とRSI軍の車列は移動途中のコモ湖付近で第52ガリバルディ旅団のパルチザン部隊に補足され、隊長のピエール・ルイージ・ベルリーニ・デッレ・ステッレ伯爵と隊の副政治委員ウルバーノ・ラッツァーロが車列に近付き、ドイツ軍の対空砲部隊の指揮官オットー・キスナット大尉が交渉にあたった。交渉は6時間もの長時間にわたり、戻ってきたキスナット大尉は、パルチザンからこれは同じイタリア人同士の問題であり、RSI軍や共和ファシスト党の面々を引き渡せば我々ドイツ人は通過させると返答したとムッソリーニに話した。同行していたローマ教皇庁高官の子女クラレッタ・ペタッチとその兄マルチェッロ・ペタッチの家族はスペイン外務省の総領事と身分を偽るなどしたが、流暢なイタリア語を話したためラッツァーロに怪しまれ拘束される。まもなくムッソリーニもラッツァーロがドイツ軍トラックの荷台を捜索した際に、ドイツ兵に変装して隠れている所を発見された。
旅団の記録によればムッソ・ドンゴというコムーネの村役場で簡単な尋問が行われたが、ムッソリーニは戦争責任などの質問に整然と答え、周囲のファシスト党幹部もムッソリーニや党への忠誠を変えなかったという。

#### 略式処刑

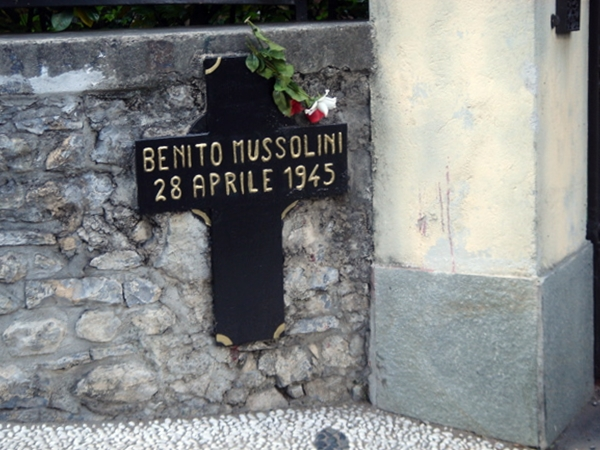
処刑地点

1945年4月28日、第52ガリバルディ旅団は数十名の民兵からなる無名の小規模組織でしかなく、隊長のベルリーニ伯爵は思いがけない重大な責務を前にして何らかの上部組織に指示を仰ごうとした。やがて最初に訪れたのがCLNAIから派遣された「ヴァレリオ大佐」と名乗る男で、部下を引き連れて旅団に捕らえられた面々の身柄引き渡しを要求した。
通説では、このヴァレリオ大佐はワルテル・アウディージョというイタリア共産党のメンバーで、別の党員ランプレーディと一緒に党書記長トリアッティの右腕であったルイージ・ロンゴ副書記長の命令を受け、ミラノからコモ湖に赴いたとされている。
ただしアウディージョが実行犯であったかについては当初から疑問が持たれている。現在では歴史学者の多くがアウディージョは単なる身代わりであるとみなし、おそらくはルイージ・ロンゴ自身が「ヴァレリオ大佐」であろうと考えられているが、真犯人についてはほかにも諸説が存在する。
ベルリーニは身柄引き渡しには応じたものの、略式処刑や民間人の殺害については戦争犯罪であるとして反対したが、アウディージョとCLNAIの兵士はパヴォリーニらファシスト党幹部とペタッチの兄マルチェッロをドンゴで裁判もなく即時処刑した。残されたムッソリーニはペタッチと共にミラノ方面へ車両で移動させられ、暫くの間ジャコモ・デ・マリアという人物の所有する民家に幽閉されている。程無くしてCLNAIはムッソリーニとペタッチについても略式裁判による即時処刑を決定、ムッソリーニはミラノ近郊のメッツェグラ市の郊外にあるジュリーノ・ディ・メッツェグラに設置された処刑場へ護送された。
1945年4月28日の午後4時10分、「ヴァレリオ大佐」が所持していたフランス製短機関銃のMAS-38でペタッチと共に銃殺され、61年間の人生に幕を下ろした。1996年、処刑を見届けたランプレーディのイタリア共産党への報告文が公開された。報告書でランプレーディはムッソリーニは動じず「心臓を撃て」と潔い態度で死を受け入れたと証言している。

#### 処刑後

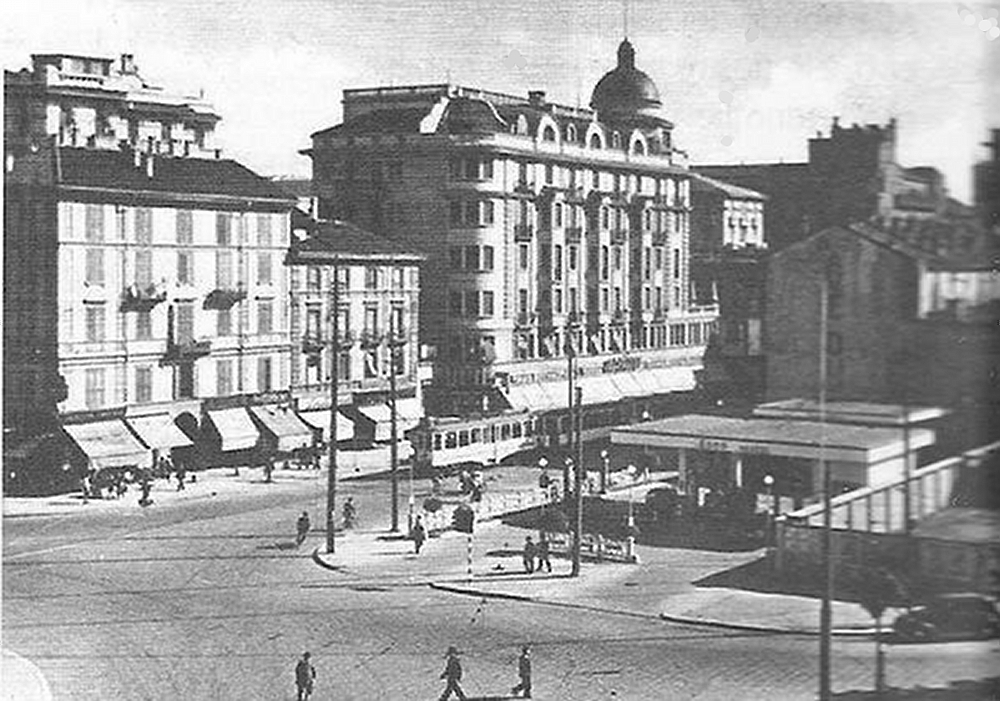
ミラノ中央駅、ロレート広場

1945年4月28日夜、CLNAIは懸念されうるムッソリーニの生存説を払拭することや、依然として残る威厳を失わせることを考えて、その死を公布することを計画した。ドンゴで射殺された何人かの重要な幹部の遺体と一緒にムッソリーニの遺体を貨物トラックに載せ、辺境のメッツェグラ市から主要都市の一つであるミラノ市へと移送した。1945年4月29日朝、ミラノ中央駅にトラックが到着すると駅にある大広場であるロレート広場の地面の上に遺体を投げ出した。ロレート広場は1944年8月に反政府テロに対する報復として、RSI政府によるパルチザンの公開処刑が行われた場所であることが選定理由だった。

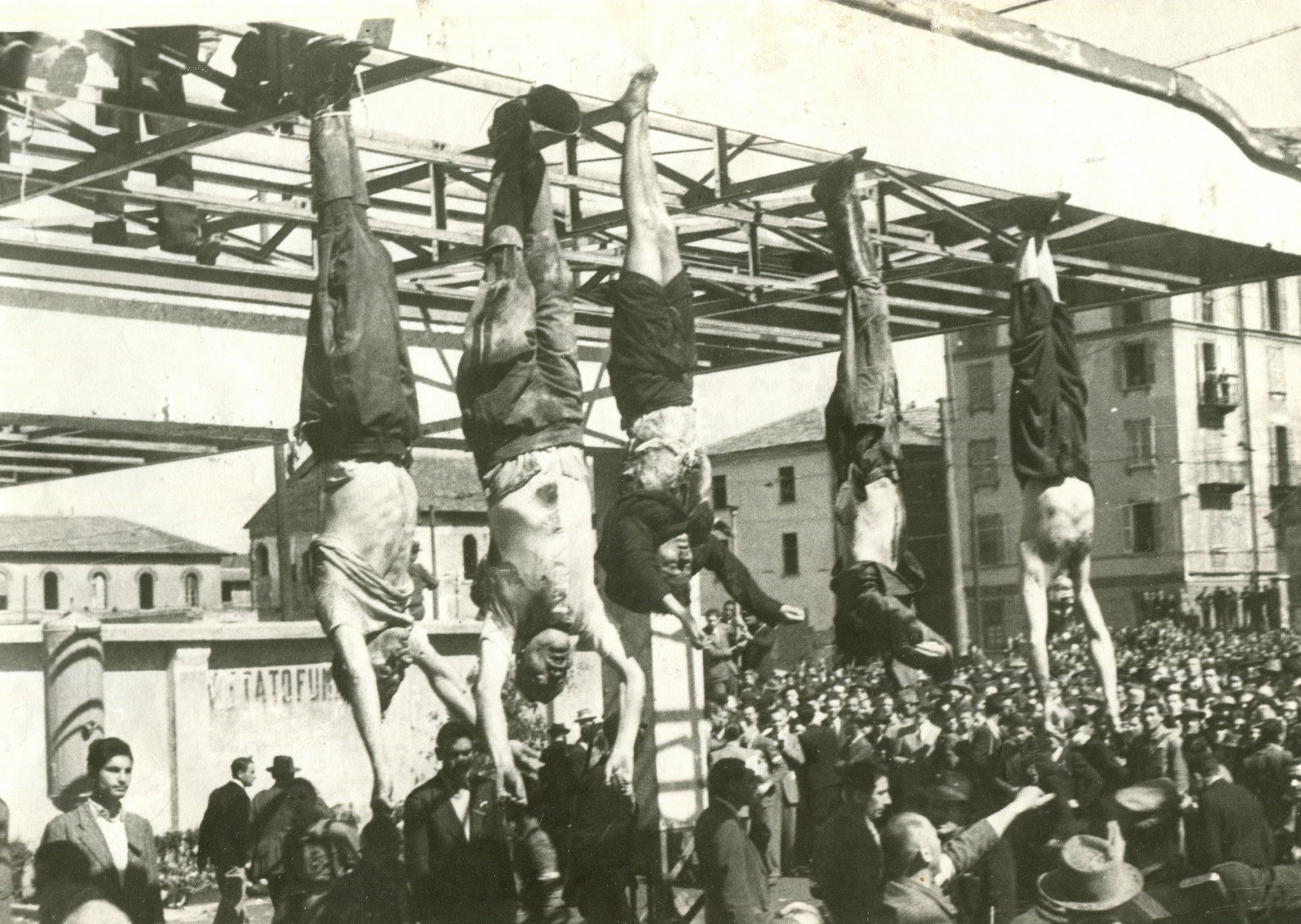
吊るされるムッソリーニらの遺体
手前からボムバッチ、ムッソリーニ、ペタッチ、パヴォリーニ、スタラーチェ

CLNAIを支持する群集によって地面に投げ出されていた複数の遺体は銃撃され、物を投げつけられ、足蹴にされた。よく引用されるムッソリーニらの遺体写真の損壊は死亡時ではなくこの時に起きたことである。続いてCLNAIは反乱者への見せしめである「遺体を建物から吊るす」という行為への意趣返しとして逆さ吊りにした。括り付けられたのはスタンダード・オイル社のガソリンスタンドの建物だった。ただし逆さ吊りについては中世時代に行われていた懲罰を再現したという説や、むしろこれ以上死体が損壊することを避けたという説もある。
パルチザンに捕えられていたあるファシスト党員はかつてムッソリーニを神の如き存在と賞賛したことを論われ、逆さ吊りになったムッソリーニの遺体を指し示されながら死刑を宣告された。しかし彼は射殺される直前に遺体へ敬礼し、パルチザンは激高し彼の遺体も広場に吊るした。
偶然広場の近くにいたアメリカ人滞在者はロレート広場のパルチザンと群集を「邪悪で堕落しており、自己を抑制できていない」と嫌悪感を持って証言している。ムッソリーニへの略式処刑や、何の罪もない民間人であるペタッチの殺害は戦争犯罪にあたるとする批判が当初からあり、臨時政府の首班となったイヴァノエ・ボノーミ首相は自らの正当な新政権が蛮行に加担したことを全面的に否定している。
4月29日午後2時頃、連合軍部隊が事態を聞きつけてロレート広場に現れ、CLNAIを追い払って遺体を回収した。遺体収容所ではアメリカ軍の従軍カメラマンがムッソリーニの損壊した遺体写真を撮影している。その中にはペタッチの遺体とわざわざ腕を組ませた悪趣味な物も含まれていた。
1945年4月30日、ミラノ法医学研究所にムッソリーニの遺体は移動され司法解剖が行われ、死因は心臓に達した銃弾とされた。しかし死体から摘出された弾丸の数や口径は資料によって異なっている。ほかにヒトラーと同盟を結ぶなどの政権後半の行動について「梅毒による精神失調説」が囁かれていたことから、アメリカ軍が脳の一部を切り取ってアメリカ本国へ持ち帰って検査している。しかし検査結果は梅毒ではなく、遺族の抗議で脳の一部は返還されて現在は他の部位とともに埋葬されている。

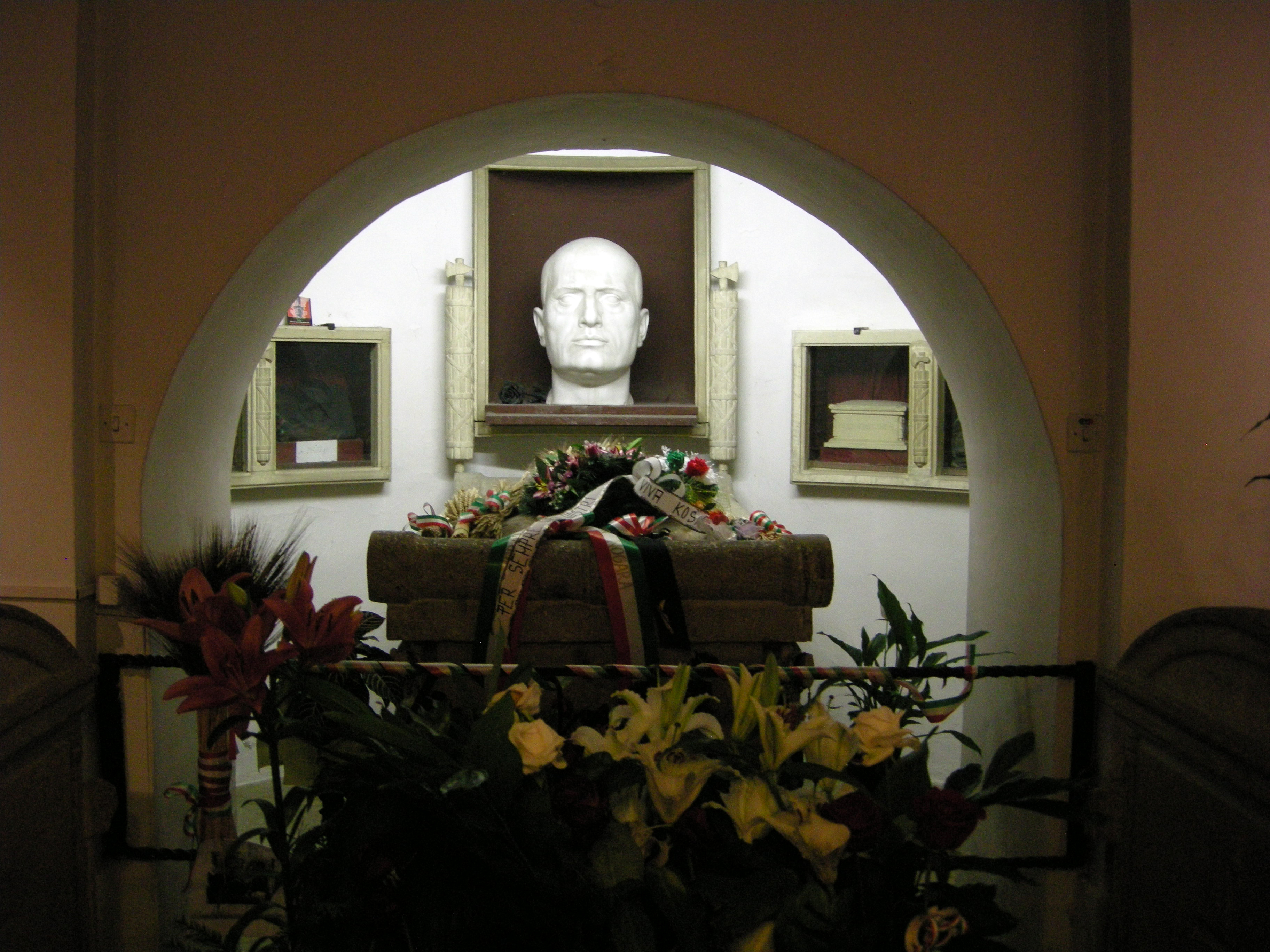
ブレダッピオの記念碑

### 埋葬
司法解剖後、ムッソリーニの遺体はミラノ郊外の墓地に埋葬されたが、墓には支持者による利用を防ぐために無名の石碑が設置された。
だが終戦から間もない1946年の復活祭
(4月23日)に早くもネオ・ファシズム団体によって見つけ出され、掘り起こした遺体が持ち去られ、8月12日にパドヴァで発見された。実行犯たちが逮捕されるまでの数か月間、遺体はファシズム政権を支えたカトリック教会の協力で各地の教会や修道院などに安置されていた。直接関与したと見られる2名のフランシスコ会の修道士にも捜査が及んだが、事件後すぐに身柄を隠したために現在まで未解決となっている。この失態の後、新政府は再度ムッソリーニの遺体を辺境の修道院へ埋葬して、今度は遺族にすらその場所を非公開にするなどより厳しい姿勢を取った。
1957年、ネオ・ファシスト政党のイタリア社会運動の閣外協力を取り付ける為、イタリア・キリスト教民主主義党から選出されたアドネ・ツォーリ首相が正式な埋葬を許可する命令を出した。アドネはプレダッピオ出身でムッソリーニと同郷でもあり、個人的な友人関係もあったことも動機となった。1957年9月1日、ムッソリーニの故郷プレダッピオが改葬地とされ、ネオ・ファシストからの義捐金によって青年時代を過ごした生家に墓と礼拝堂が作られ、カトリック教会が儀式を行った。
礼拝堂には生前の姿を描いた胸像が設置され、世界各地からネオ・ファシストたちが訪問する一種の「聖地」となっている。

## 人物像

### 私生活

#### 教養
元々が師範学校出身の知識人であり、教師としての教育を受けていることもあって大変な勉強家であった。本領である政治学では様々な思想に関する博学な知識を持ち、ジョルジュ・ソレルの修正マルクス主義に深い理解を示して新たな思想である結束主義を体系化した。ほかに哲学にも通じてブランキからシュティルナーまで多くの理論を学び、また芸術面では近代ドイツ文学に傾倒していた。加えて自国語であるイタリア語、さらにドイツ語、フランス語、英語の四か国語に通じた教養人であった。
語学力はムッソリーニの強みの一つでドイツ訪問時には通訳を介さずドイツ語で演説を行っており、発音に僅かな癖があるのみという流暢さでドイツ国民に語り掛けて喝采を浴びている。またイタリア系アメリカ人に対し、アメリカの映画ニュースを通じ英語で祝辞を送っている。演説家としては感情が高ぶるほど激烈な弁が冴えたヒトラーとは対照的に、さわやかで分かりやすい演説をする人物として知られていた。

#### スポーツ
若い頃からスポーツを得意としており、毎朝起きたら体操をやりジュースを飲み、最後に乗馬に興じてからシャワーを浴びて朝食をとるのが日課であった。朝食ではパンのほかに果物が用意してあり（本人も果物が健康の秘訣だと言っている）、魚はたまに食べるが肉は殆ど食べなかったという。
自動車やモータースポーツを愛好し、国威発揚のためにイタリアの自動車メーカーを国際レースの場に出ることを推奨したほか、「ミッレミリア」などの国内におけるレースへの支援も欠かさなかった。また自身もドライブを好み、イタリアの高級車アルファロメオ、フィアット、ランチアなど広く乗っていた。特にアルファロメオへの愛は格別で、カブリオレやスピードスター、スパイダー・コルサなど複数台を所有し、公式な祭典でもプライベートの気晴らしでもアルファロメオに乗っていた。またバイクも、モトビアンキ社のフレッチャドーロに跨がっている姿の写真が残っている。ヒトラーの自動車を運転する姿の記録が一切ないのとは対照的である。

#### 女性
ムッソリーニは行動的で粗野な反面、繊細な神経の持ち主で他人を信用せず、心を許す友人も作らず常に孤独であったと言われている。異性関係については青年期から多くの女性と関係を持ち、結婚後もしばしば妻以外の女性と愛人関係を持つなど奔放だった。女性問題は男尊女卑の傾向が強かった当時の欧州ではそれほど重大な問題と受け取られず、むしろ男性的な強さや魅力として好意的に報道された。女性の扱い方は紳士的というよりは家父長的で、私生活や政治問題については一切口出しを許さず、同性の知人に対してそうであったように本心を見せなかった。

#### 動物
動物では犬を好んだことで知られるヒトラーに対し、子供の時から猫好きであった。また乗馬経験から馬の飼育も趣味にしていた。

### 家族
当初、トレント滞在時代に同地出身であったオーストリア人女性のイーダ・ダルセルと結婚、長男アルビーノ・ベニート・ムッソリーニを儲けているが後に離別した。前妻イーダは再三にわたって自身との離婚を無効であると訴えたが、ムッソリーニは長男アルビーノを認知し養育費を支払ったものの、イーダの言い分は認めなかった。1915年12月に教師時代の教え子であるラケーレ・グイーディと再婚し、エッダ、ヴィットーリオ、ブルーノ、ロマーノ、アンナの三男二女を新たに儲けたが、最初の妻と子については政権獲得後に経歴として隠蔽された。しばしば愛人との関係も噂され、ユダヤ系イタリア人の文筆家マルゲリータ・サルファッティ（英語版）、最期を共にしたローマ教皇庁高官の子女クラレッタ・ペタッチなどが一般に知られている。
長男アルビーノはムッソリーニの援助を受けてリヴォルノ海軍士官学校を卒業したが、後にイーダと共に政府の監視下に置かれて行動の自由を奪われて大戦中に病死したとも、戦場に復帰して戦死したとも言われている。次男ヴィットーリオは映画監督・脚本家として国策映画の製作に関わり、イタリア映画界とハリウッドとの交渉などを進めた。戦後にアルゼンチンの別荘へ逃れ、81歳で病死するまで隠居生活を送った。三男ブルーノは有望なパイロットとして名声を集めて、空軍大尉にまで昇進してP.108大型爆撃機のテストパイロットに選抜されたが、その試験操縦中に事故死した。暗殺の可能性が指摘されているが、「犯人を捕らえても息子は帰ってこない」としたムッソリーニの意向で真相は追及されなかった。四男ロマーノはピアニストとして教育を受け、政治活動には一切関わらず音楽家として生涯を過ごした。ロマーノの最初の妻との間に生まれた次女でベニートの孫娘にあたるアレッサンドラ・ムッソリーニは政治家として国会議員や欧州議会議員を務めた（2020年に政界引退）ほか、2番目の妻との間に生まれた長女ラケーレ・ムッソリーニはローマ市議会議員を務めている。
長女エッダは父の腹心であったガレアッツォ・チャーノ伯爵と結婚して体制固めに貢献したが、RSI時代に夫が投獄されると父と絶縁した。ドイツ国家保安本部長官エルンスト・カルテンブルンナーと連絡を取って夫を救おうとしたが叶わず、夫の処刑後はスイス亡命を経て戦後イタリアに戻り、85歳で病没した。次女アンナは戦後に一般男性と結婚し、1968年に39歳で亡くなっている。政権期を通じて私腹を肥やすことに興味を持たなかったムッソリーニは、死後にほとんど資産を残さなかったために、遺族は年金以外の収入はなかったと言われている。

### 信仰

#### 無神論者・反教会主義者
ムッソリーニは敬虔なカトリック教徒の母ローザと、反対に根っからの無神論者である父アレッサンドロとの板挟みの中で幼少期を過ごした。ローザはほかの子供たちと同じくムッソリーニに洗礼を受けさせて毎週日曜日には教会のミサに連れて行った。対照的にアレッサンドロは決してミサには参加しなかった。ムッソリーニ自身は先述の通り、カトリック系の寄宿学校での強圧的で階級的な教育制度に激しい嫌悪を感じて、「朝起きると必ずミサへと連れて行かれる」と述懐している。
青年期を迎えたムッソリーニは父と同じ反教会主義者・無神論者・唯物論者として自覚した行動を行い、宗教に寛容な社会主義者を批判して洗礼拒否運動を展開した。当時のムッソリーニは「神などいるわけもなく、キリストはただの馬鹿で精神異常者であったことは明らかだ」とキリスト教を侮蔑していた。彼は宗教を信じる人間が頼るべきは教会ではなく精神科であり、キリスト教は人を怠惰にしただけだと罵倒した。彼は無神論を最初期に説いたニーチェを尊敬し、彼の理論がキリスト教の欺瞞を明らかにしていると考えた。また信仰心に対する代替物として提案された超人思想についても肯定的であった。
政治家に転身した後も反教会主義はムッソリーニの重要な政治的目標の一つであり続け、痛烈な教会批判を繰り返した。彼は社会主義とキリスト教の合同は絶対に避けられるべきで、無神論者ではない社会主義者は政界から追放すべきとまで主張した。しかしキリスト教の中心地として栄えてきたイタリアにおいて、カトリック教徒の支持を集めることは大衆運動で不可欠であった。そのため、権力の階段を登るに連れて自説を押し通すことより政治上の作戦としてキリスト教勢力との協力路線へと切り替えていった。1921年に下院議員として初めて演説を行ったムッソリーニは、「ローマに存在する唯一の普遍的な理念は、ヴァチカンより発せられるものである」と述べ、ヴァチカンとのコンコルダート（政教条約）の締結を主張した。

#### 政権獲得後
1924年、子供たちへの洗礼を行わせて教会との和解を国民に印象付け、翌年には10年前に無宗教の結婚式を行ったラケーレと教会での結婚式典を行うパフォーマンスを見せた。このような路線は最終的に1929年2月11日のラテラノ条約の締結に至る。教会との間で結ばれたラテラノ条約でカトリック教会は新たな教皇領としてバチカン市国を与えられ、正式にローマ・カトリックがイタリアの国教とされた。中絶制度・教会への課税なども合わせて廃止され、フリーメイソンの活動も禁止された。当時の教皇ピウス11世はムッソリーニを信心深いキリスト教徒と賞賛し、「イタリアは再び神の土地へと戻った」と宣言している。
だが教会に対する懐柔策を進めながらも本心としての侮蔑は持ち続けており、和解の直後に「教会は国の下位に置かれるべきだ」と発言している。またコンコルダートから7年間の間に無数のキリスト教系新聞が発禁処分とされた。教会もムッソリーニの表面的な懐柔に不満を抱き始め、破門処分を検討したとも伝えられている。1932年にピウス11世とムッソリーニの会談が行われて関係修復が図られたが、ムッソリーニはカトリック教会に対する賞賛などの社交辞令を決して報道させなかった。彼はファシストはキリスト教に敬意を持っていると世辞を述べ、教皇は「彼は摂理のそばにいる」と賞賛した。
1938年、第二次世界大戦を前にしてムッソリーニは反カトリック教会主義を露にするようになった。彼は宗教の中でも特にカトリックが最も堕落した宗教であり、「それに比べればイスラム教はまだ合理的で優れた部分がある」と閣僚に語っている。また「教会はイタリアの癌細胞であり、いずれは引き摺り出さねばならない」とも語っていたという。だがこれらの発言は非公式な物に留まり、公ではこうした発言は控え続けていた。晩年となる1943年からキリスト教についての肯定的発言が増え始め、キリストの殉死を引き合いに出した演説も行っている。とはいえ基本的には無神論者のままであったと戦後に妻のラケーレが証言している。
皮肉にもムッソリーニを処刑した共産主義者たちは同じ無神論者であったため、彼の望み通り無宗教様式で遺体を埋葬した。1957年、ムッソリーニの改葬式が行われた際にはカトリック教会で儀式が行われた。

### 人種思想

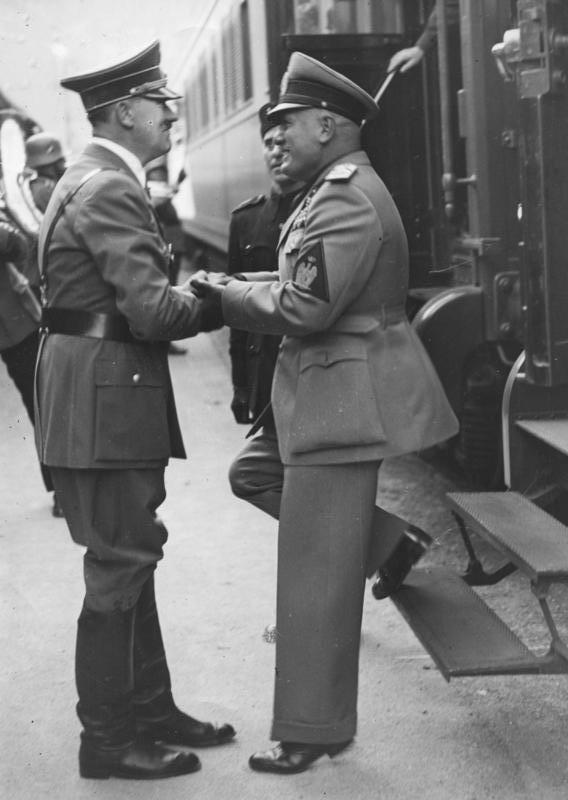
列車から降りるムッソリーニを出迎えるヒトラー
（ミュンヘン、1938年9月29日撮影）

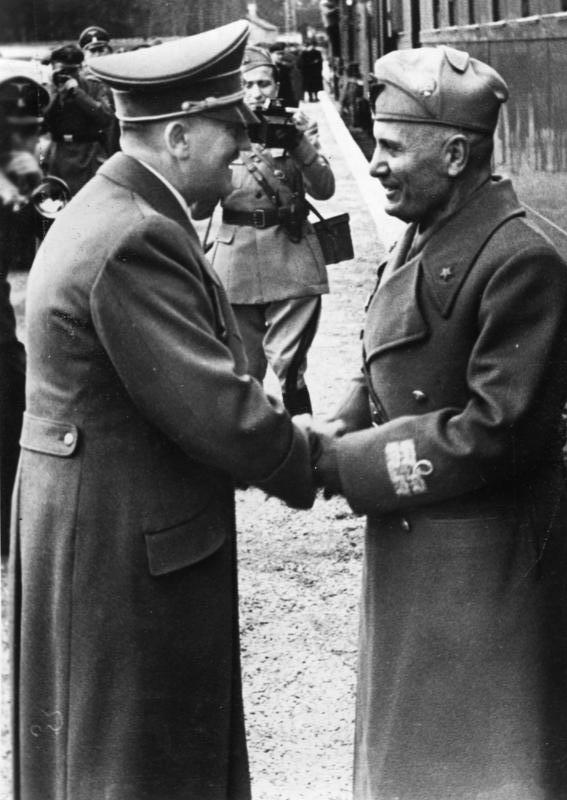
晩年の二人
（ベルリン、1943年4月撮影）

#### 白色人種
ドルフースの暗殺以降、ムッソリーニはファシズムとナチズムの政治的志向の違いを意図的に明確化させるべく、人種政策（特にノルディック・イデオロギーとアーリアン学説）の多くを拒絶し、反ユダヤ主義からも距離を取り始めた。ムッソリーニは人種主義を少なくともヒトラーよりは遥かに敬遠した。彼は人種主義よりも民族主義に重きを置き、同化政策による植民地や新規領土のイタリア化を推進した。ノルディック・イデオロギーの背後に地中海世界や古代ギリシャ・ローマ文明に対する蔑視や劣等感があると見抜いていたムッソリーニは、ヒトラーやヒムラーのような「北方的ではない白人」が持つ歪なコンプレックスから既に脱していた。
こうした態度はナチスとの論争に発展、ナチスは文化的統合を重視するイタリア・ファシズムは生物学的な純化を棄却しており、「白人（アーリア人種）の雑種化」に貢献していると批判した。対してファシスト党は（ヒトラー自身も認めるように）ナチスが蔑視するところの「スラブ」との境目に位置し、またイタリアと同様に統一が遅れたドイツにどれだけの「純粋な血統」があるのかと批判した。ムッソリーニ自身も「アーリア人種について」という1934年の演説でヒトラーを辛辣に批判している。
アーリア人理論に対する批判で知られるエーミール・ルートヴィヒが人種についての私論を尋ねた時、ムッソリーニはこう述べている。
1934年にバーリで行われた党大会でもムッソリーニは改めて北方人種理論に対するスタンスを公表している。
またユダヤ人（ユダヤ教徒）についても特別な好意は感じていなかったが、逆に反ユダヤ主義者でもなかった。無神論の立場を取る人間にとって、右派の持つローマ・カトリックを背景とした民族主義的な反ユダヤ主義は理解しがたい感情でしかなかった。強いていうならばマルクスの時代から「資本主義の象徴」としてユダヤ教文化を敵視する「左派の反ユダヤ主義」については一定の共感を抱き、イタリア王国が不利な扱いを受けたパリ講和会議について「国際ユダヤ人の陰謀」と非難したこともあった。とはいえ、民族主義・人種主義としての反ユダヤ主義とは明らかに距離を取っていた。ムッソリーニは「彼らは古代ローマの頃からその土地に居る」として、ユダヤ系イタリア人がイタリア社会にとって既に不可分であると述べている。ファシスト党の幹部にもユダヤ系イタリア人が多数おり、党幹部エットーレ・オヴァッザはユダヤ系党員による機関紙「La Nostra Bandiera（我らの旗）」を創設している。また、ムッソリーニは「ユダヤ人が財務のトップに立つべきだ」と主張し、正統派ユダヤ教徒出身のグイド・ユングを財務大臣に起用していた。
ファシスト党の厳しい反発に対して、北方人種論を信奉する人種学者たちは地中海人種と彼らが定義した南欧の人々が「かつては地中海人種であった人々が、色素が脱落して北方人種となった」とする一種の同祖論を唱え始め、ムッソリーニやファシスト党への擦り寄りを始めた。時同じくしてムッソリーニ個人もヒトラーとの友情を深め、ドイツとイタリアは運命共同体として世界大戦に向かっていくことになる。独伊の価値観を擦り合わせる動きが高まり、イタリア国内でも北方人種論に感化される人間が現れるようになった。
ファシスト党幹部だった作曲家ジウリオ・コグニは完全にノルディック・イデオロギーの運動に取り込まれ、ファシスト党内の北方主義者によるムッソリーニへの働きかけを主導していった。ただしコグニらファシスト党内の北方主義者はドイツ民族と北方人種は分けて考える傾向にあった。これはナチスの御用学者であった人種学者ハンス・ギュンターが指摘するように、ドイツもまた「北方的（北欧的）」ではないドイツ人が多数を占めると考えられていたためである。
コグニはドイツに留学に出向いて人種学上におけるイタリア人の優位を主張するべく理論武装に努め、1936年に執筆した『人種主義』（Il Razzismo）という人種論の書籍をムッソリーニに献本している。著作の中でコグニは地中海人種を「地中海アーリア人」と定義し、「北方系と地中海系の混血はアーリア人全体の優等性を高める」と主張している。また統一イタリアで一貫して冷遇され続けるイタリア南部に同情の念を持ち、「南部の救済」をファシズムの重大な目標とみなしていたムッソリーニと異なり、コグニは貧しい南部への偏見や蔑視感情を強く持っていた。北方論を展開する上で最も反論されやすい、「オリエントな風貌」であると一般に考えられているナポリやシチリア、サルデーニャのイタリア人を「西アジア人やアラブ人との混血者」であり「真の地中海人種ではない」と半ば切り捨てるような言動をしている。
1938年以降、侵略政策により国際的に孤立したイタリアとドイツが急速に接近すると、ドイツのニュルンベルク法を参考にしたイタリアにおける人種法を制定する動きが本格化した。1938年7月14日、国家ファシスト党は『マニフェスト・デッラ・ラッツァ』(人種憲章)を布告したが、憲章には先のコグニらイタリア人北方主義者の理論も一部取り込まれ、社会的に重要な地位や組織の「非ユダヤ化」を推進した。それまでファシスト政権に協力していた多くの政治家・科学者が亡命を余儀なくされ、スペイン内戦ではユダヤ系の陸軍将校が抗議の自決を遂げるという悲劇も発生している。ゲットーの復活や市民権の制限などを含めた同法はファシストの間でも大変に不評で、ユダヤ系の軍人たちを案ずるサヴォイア家からも再考を促されており、そればかりか長年ユダヤ教徒と敵対してきたカトリック教会すらも批判した。ムッソリーニは内外の批判に対して「私は人種主義者だ」と表明、人種憲章が制定された年には「北方人種論をファシスト党も受け入れねばならない」と訓示し、国民に向けても「イタリア人もまたアーリア人であり、ランゴバルト人の末裔である」と演説している。
しかしムッソリーニは生物学的分類だけで人間を区分けする人種主義についてはあくまで懐疑的であった。人種という用語を使うことを避け、文化的側面も含めた全ての歴史的な連続性を意味する「血統」という用語に置き換えさせている。イタリア本土でのゲットー政策はドイツのように強圧的なものではなく、ニュルンベルク法と異なり元ユダヤ教徒でも改宗者は対象外とされ、ホロコーストのような虐殺や民族浄化なども決して実施されなかった。またナチス・ドイツで危機的な立場にあったユダヤ系の心理学者ジークムント・フロイト（フロイトはムッソリーニを「文明の英雄」と称賛するなど、その功績を高く評価していた）に亡命許可を出すようにヒトラーへ働きかけ、窮地を救っている。
更にフランス戦後に成立したイタリア南仏進駐領域では積極的にユダヤ人弾圧に協力したヴィシー政権に対して、フランス各地のユダヤ教徒を受け入れる命令を出している。イタリアが主導的な役割を果たした旧ユーゴスラビア地域の治安維持についても、軍や警察に対してユダヤ教徒を可能な限り反ユダヤ主義から守るように命令を出している。ドイツ側はイタリア側のユダヤ教徒保護政策の維持について強く抗議し、ヨアヒム・フォン・リッベントロップ独外務大臣がムッソリーニに不満を表明しているほか、コグニもムッソリーニの人種政策が熱意に欠けていると批判している。結局の所、多くの歴史家は自らの生命線となったドイツとの友好を守るために北方人種論を受容し、ユダヤ教徒を犠牲にしたのだと考えている。晩年に古参党員のブルーノ・サパムタナトとの会話で反ユダヤ政策が本心ではなかったことを告解している。
半ば傀儡政権と化したRSI時代にはナチスおよびヒトラーの圧力に屈して、親衛隊のアロイス・ブルンナーらによるイタリア南仏進駐領でのユダヤ教徒の強制送還が進められた。またRSI成立時にナチスドイツの直接統治下に移動した北西部の2州、現フリウリ＝ヴェネツィア・ジュリア州に設置されたアドリア沿岸部軍政領域のトリエステには旧イタリア領で唯一の絶滅収容所としてサンサッバ強制収容所が建設され、小規模ながらガス室も設置されている。近年、ムッソリーニが「ホロコーストを止めなかった」という点でヒトラーの共犯とみなす意見が主張される傾向にあるが、ナチス政権のホロコースト政策は自国の人間に対してすら秘匿されており、ムッソリーニが関与できる余地はなかった。

#### 黒色人種・黄色人種
一方、黒色人種に関しては「アフリカから報告を受ける度に不快だ。今日も黒人と同棲した兵士が逮捕された。汚らわしい植民者が7年もしないうちに帝国を潰す」「混血を生まず、美を損なわないようイタリア人にも人種意識が必要だ」と愛人に語り、差別意識をより露骨に見せている。この傾向は少年期から敵視していたエチオピア帝国の併合後に高まっていった。ユダヤ教徒に対するホロコーストへの反対、リビアのベルベル人に対しての同化政策とは一転し、エチオピアにおいてはアパルトヘイト的な人種隔離を徹底させている。黒色人種との融和を説く、ローマを訪れたエチオピア人の少女が黒シャツを着るという党歌が作られた際には怒りを露にして、関係者を処罰して歌を禁止させている。
またチャンドラ・ボースを形式的に支援しながらもインド独立に否定的だったヒトラーと異なり、インド独立の闘士であり平和主義者でもあるマハトマ・ガンジーと公式に会談している。ガンジーはファシスト党の少年組織であるバリッラ団の少年たちと交流し、面会したムッソリーニについては「私心のない政治家である」と賞賛している。

#### 日本との関係
1929年にローマ日本美術展の準備として発刊された『日本美術』に序文を寄せたムッソリーニは、イタリアと日本の文化的共通点を「古くて新しい」と述べている
エチオピア皇帝ハイレ・セラシエ1世の甥アラヤ・アババと日本の黒田広志子爵の娘雅子との縁談が持ち上がり日本とエチオピアが政治的、経済的に接近していた際には、ムッソリーニは日本を強く非難し、イタリアのマスメディアも反日的な報道を行っていた。その後日本が掲げた大東亜共栄圏構想には概ね好意的で、ドイツを中心とした戦後欧州を牽制する存在はイタリアにとっても有益と見ていた。
日本人義勇兵としてフィウーメ占拠に参加し、ダンヌンツィオから「カメラータ・サムライ（camerata Samurai、侍の戦友）」と呼ばれた下位春吉は日本におけるムッソリーニの紹介者を称し、ムッソリーニと極めて親しい関係にあるとして日本におけるファシズム宣伝に一役買ったが、「ムッソリーニ全集」のうちで下位の名前が登場するのは新聞記事1か所のみであり、ムッソリーニ自身が下位について触れた文章はない。また下位はムッソリーニが白虎隊に感動したという話を広め、顕彰碑建設活動が盛り上がることとなった。しかしこの話はイタリア側にとっては全く感知するところではなく、日本側の内々の打診にも「下位ノ詐偽的言動」であると不快感を示した。日本の外務省は顕彰碑建設運動が頓挫した際の悪影響を考え、大使館を通じて顕彰碑建設にムッソリーニの協力を仰いだ。ムッソリーニは自らの名を用いた顕彰碑建設を快諾し、自ら石材の選択に当たっている。
外交官で後に首相となった吉田茂が駐イタリア大使時代にムッソリーニに初めて挨拶に行った際に、イタリア外務省からは吉田の方から歩み寄るように指示された（国際慣例では、ムッソリーニの方から歩み寄って歓迎の意を示すべき場面であった）。だが、ムッソリーニの前に出た吉田は国際慣例どおりに、ムッソリーニが歩み寄るまで直立不動の姿勢を貫いた。ムッソリーニは激怒したものの、以後吉田に一目置くようになったと言われている。

## 評価
国内での評価
戦後共和制に移行したイタリア政府を主導した人々は経緯こそ異なるものの、基本的には反ファシストに属していた。政府によってムッソリーニは恐るべき独裁者と断罪され、ファシズムとそれを公に賛美する言動はイタリア共和国憲法により禁止されている。こうした政府の方針にも関わらず、イタリア国民の間でムッソリーニの存在は好意的に受け止める人間は少なくなく、故郷プレダッピオの記念碑には花が絶えず捧げられている。命日やローマ進軍記念日にはネオファシストの支持者が大挙して訪れ、列を成してムッソリーニの記念碑にローマ式敬礼を行う様子も頻繁に見られる。記念碑に参拝した人間が記念の言葉を書くノートにはムッソリーニを礼賛する言葉が書き連ねられ、一か月で余白が埋まるという。
こうした状況を批判する声がないわけではないが、地元の人間はムッソリーニに素朴な敬意を持つ人々が多く、ドイツにおけるヒトラーやナチスのように国民レベルでの極端なタブー視も行われていない。ファシスト党員の衣服や装飾品のレプリカを公然と販売する土産物屋も有名で、彼らにとってはローマ進軍記念日は最大の稼ぎ時ですらある。この賑いはブレダッピオを含めたフォルリ一帯で戦死した連合軍兵士の墓地に戦友や遺族しか訪れず、閑散としているのとは対照的である。
依然としてイタリア国内ではムッソリーニとファシズム、そしてファシスト党は強固な支持を得続けている。共和ファシスト党の後進政党であるイタリア社会運動および国民同盟は与党連合の一員として閣僚を送り込み、現在の与党「イタリアの同胞」でも一翼を担っている。
海外での評価
近代政治思想に多大な影響を与えたファシズムの創始者であり、政治理論家としても重要な足跡を残した。ファシズムについては「ムッソリーニが現像し、ヒトラーが複写し、ゲッベルスが拡大した」というジョークが残されている。ヒトラーがムッソリーニを深く尊敬していたことは広く知られている（アドルフ・ヒトラー#対人関係を参照）。しかし戦後の東西冷戦では両陣営から批判を受け、東側の共産主義者・社会主義者からは「ブルジョワジーの単なる道具」、西側の自由主義者からは「道化役者」としてそれぞれ矮小的な歴史的評価を与えられた。
連合国陣営に属した国々でも、ドイツと同盟を結ぶまではムッソリーニやイタリアのファシズム運動に理解を示した者も多い。1920年代のアメリカでは帝国主義・植民地主義への反発から、新しい政治形態としてのファシズムを好意的に見る傾向が強かった。イギリス首相ウィンストン・チャーチル、アメリカ大統領フランクリン・ルーズヴェルトも共にムッソリーニを先見性のある人物として高く評価していた。特にチャーチルはムッソリーニを天才と評し、「古代ローマの精神を具現化した立法者」とまで述べている。戦後もチャーチルはムッソリーニがヒトラーに幻惑されたことを惜む発言をしている。また先述したようにソヴィエト連邦の初代最高指導者ウラジーミル・レーニンはスイス時代からムッソリーニの才能を評価し、イタリア社会党がムッソリーニの除名を決めた際には「これで諸君は革命を起こす力を失った」と叱責している。
学者・文化人
ムッソリーニは政治分野だけでなく未来派を筆頭とするイタリアの芸術家や学者との交流を持っていたが、海外でもムッソリーニを好意的に評価した文化人や学者は多い。ソヴィエト連邦の作曲家イーゴリ・ストラヴィンスキーは「世界で彼を最も尊敬しているのは自分だ」と語り、同じソ連の文学者マクシム・ゴーリキーはストラヴィンスキーほどには心酔していなかったものの、「優れた知性と意思を備えた人物」と評している。アメリカの文学者ではハワード・フィリップス・ラヴクラフトがムッソリーニへの尊敬を公言し、女流作家アニタ・ルースが「偉大さという炎を与える人物」と人物評を残している。イタリアに滞在していたエズラ・パウンドに至ってはアメリカのイタリアへの宣戦布告を阻止するべくロビー活動まで行っている。
イギリスの文学者ジョージ・バーナード・ショーは自身が所属するフェビアン協会の反ファシズムキャンペーンを戒め、ムッソリーニ擁護の論陣を張っている。ショーはファシスト政権の弾圧を非難するアルフレッド・アドラーに「コミュニストたちも銃を撃ち、爆弾を投下することをためらわなかったではないか」と返し、同じ手段を用いながら革命に失敗したイタリア社会党の無力さを指摘している。オーストリアの心理学者のジークムント・フロイトは自身も含めたユダヤ系ドイツ人への迫害を進めるヒトラーの盟友であるにも関わらず、ムッソリーニを「人類文明の英雄」と讃えている。

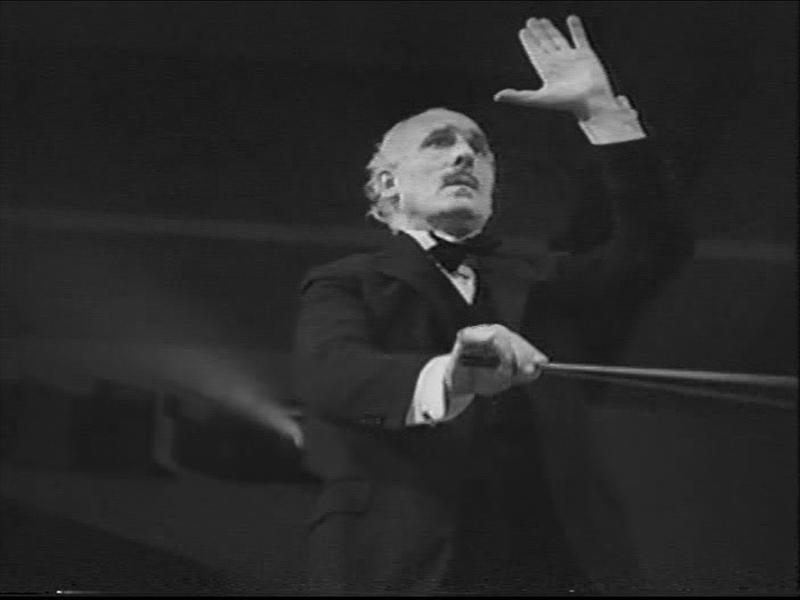
アルトウーロ・トスカニーニ

日本においては今中次麿や河合栄治郎、堺利彦、山川均、片山潜らのような批判者はいたが、左派系とされる劇作家小山内薫や、宝塚歌劇のような一般的な演劇でも好意的な題材として取り上げられた。生物学者西村真琴は「保育は天業」「保育の営みがある限り、人間社会は有機的に発展する」という観点から、ムッソリーニが掲げた独身税・子無税構想を評価・支持している。国家社会主義論者のグループはローマ進軍の報を聞いて「ムツソリニ万歳、革命万歳」を唱えて興奮し、高畠素之は先を越された悔しさから「唇を血が出る程噛み締め」「板壁を殴って穴を開けた」という。高畠はムッソリーニの理論については厳しく批判したものの、本人の姿や人を引きつける稚気には惹かれるという自家撞着的な感情を抱いている。
新聞記者で作家のアーネスト・ヘミングウェイはムッソリーニを批判的に捉え、「ヨーロッパ一の山師」と評し、短編『祖国は汝に何を訴えるか？』はムッソリーニ体制下のイタリアを批判して書かれている。また有名な「ムッソリーニがフランス語の辞書を逆さまにして読んでいた」との逸話を残しているが、これはムッソリーニが国家資格としてフランス語の教育免状を取得している事を考えれば疑わしい。ほかに文化人ではアルトゥーロ・トスカニーニとの対立が知られている。ただしトスカニーニの場合はファシズム運動を初期から支えてきた熱心な支持者であり、自身のスカラ座運営について協力を断られてから敵対するようになった。

## 人物評
- 「私が世界の中で持っている最良の、そして恐らく唯一の友人が貴方だという、私の言葉を信じて貰いたい」（アドルフ・ヒトラー、ムッソリーニとの最後の会談で）[346]
- 「我々と共に勝つか、共に死ぬか以外の救いは存在しないことをドゥーチェは完璧に理解している」（ヨーゼフ・ゲッベルス、東部戦線についての独伊首脳会談を見て）[347]
- 「不服従によって彼に対する忠誠を示すこともあり、それが彼（ムッソリーニ）の美点をさらに大きくする。私は自分の忠誠を常にそう考えていた。」（ディーノ・グランディ、戦後の回想録において）[348]
- 「別れの挨拶は丁寧なものだった。そのことで私は非常に満足していた。というのは私はムッソリーニが好きだった、大好きだったからで、彼と会えなくなるのは非常に辛い事だと思ったからだ」（ガレアッツォ・チャーノ、日記に書かれた最後の記述より）[348]
- （イタリア社会党がムッソリーニを除名した際）「これでイタリア社会党は革命を起こす能力を失った」「あの男を追放するなんて君らはバカだ」(ウラジーミル・レーニン)[130]
- 「多くの人々がそうであったように、私はあれほどの危険や重荷を背負いながら、彼の礼儀正しく飾り気のない物腰や、落ち着いていて冷静な態度に魅了されずにはいられなかった」（ウィンストン・チャーチル）[349]
- 「祖国の発展を望む、私欲のない政治家である」（マハトマ・ガンディー）[337]。
- 「ムッソリーニによってローマの歴史は今も継続されている」（文学者フランソワ・モーリアック）[337]。
- 「ナポレオンほどの威信はないが、フランスのためにナポレオンが行ったことをイタリアのためにやっている」（文学者ジョージ・バーナード・ショー）[338]

## 勲章
| 国内 - 聖アヌンツィアータ勲章 - 聖マウリッツィオ・ラザロ勲章大十字騎士章 - サヴォイア軍事勲章大十字騎士章 - イタリア王冠勲章大十字騎士章 - イタリア植民勲章大十字騎士章 - ローマ・アクィラ勲章大十字騎士章 - サント・パトローニ・ディタリア勲章 - スカンデルベグ勲章大十字騎士章 - ベサ勲章大十字騎士章 - グエーラ・メリット十字章 - 協商国軍戦勝メダル - 対オーストリア従軍メダル - リソルジメント記念メダル - ローマ進軍記念メダル - 国家義勇軍記念メダル | 海外 - ダイヤモンド付ドイツ金鷲大十字勲章（ナチスドイツ） - 大勲位菊花大綬章（日本） - バス勲章大十字騎士章（イギリス） - 聖墳墓騎士団勲章大十字騎士章（ヴァチカン） - ピウス9世勲章（ヴァチカン） - マルタ騎士団勲章（マルタ騎士団） - 白鷹勲章（ポーランド） - 熾天使勲章（スウェーデン） - 塔と剣の騎士団勲章（ポルトガル） - ラーチュプレーシス勲章（ラトビア） - 南十字星勲章（ブラジル） - ルーマニア星勲章（ルーマニア） - ソロモン勲章（エチオピア） |

## 映像作品

### 映画
- 『永遠の都（英語版）』（1923年） - 本人の映像が使用されている。
- 『独裁者』（ジャック・オーキー演。チャールズ・チャップリン監督、1940年） - オーキー演じるベンツィーノ・ナパロニはムッソリーニがモデル[350]。
- 『ブラック・シャツ/独裁者ムッソリーニを狙え!（イタリア語版）』（ロッド・スタイガー演。カルロ・リッツァーニ監督、1974年）
- 『砂漠のライオン』（ロッド・スタイガー演。ムスタファ・アッカド監督、1981年）
- 『ムッソリーニと私（イタリア語版）』（ボブ・ホスキンス演。アルベルト・ネグリン監督、テレビ映画、1983年）
- 『クラレッタ・ペタッチの伝説（イタリア語版）』（Fernando Briamo演。パスクァーレ・スキティエリ監督、1984年）
- 『ムッソリーニ/愛と闘争の日々（英語版）』（ジョージ・C・スコット演。ウィリアム・A・グレアム監督、テレビ映画、1985年）
- 『ムッソリーニとお茶を』（クラウディオ・スパダロ演。フランコ・ゼフィレッリ監督、1998年）
- 『愛の勝利を ムッソリーニを愛した女』（フィリッポ・ティーミ演。マルコ・ベロッキオ監督、2009年）
- 『帰ってきたムッソリーニ』（マッシモ・ポポリツィオ演。ルカ・ミニエロ（イタリア語版）監督、2018年）[注 26]
- 『ギレルモ・デル・トロのピノッキオ』（トム・ケニー演。ギレルモ・デル・トロ、マーク・グスタフソン監督、アニメ映画、2022年）

### テレビドラマ
- 『いだてん〜東京オリムピック噺〜』（ディノ・スピネラ演。NHK、2019年）

## 戯曲・演劇作品
出典：『"ファシスト"ムッソリーニは日本で如何に描かれたか : 表現文化における政治的「英雄」像』
- 『戯曲 ムツソリーニ』（前田河慶一郎作、『改造』1928年新年号(新年号創作特別附録)）
- 『レヴュウ イタリヤーナ』（岸田辰禰作・演出及振付、白井鐵造振付補、竹内平吉作曲、宝塚少女歌劇宝塚大劇場雪組公演、1928年）
- 『現代劇世界の偉傑 ムッソリーニ』（坪内士行作・演出監督、宝塚少女歌劇中劇場公演、1928年）
- 『ムソリーニ』（沼田蔵六作、京都座公演、1928年）
- 『ムツソリニ』（小山内薫作、市川左團次（2代目）主演、明治座公演、1928年）